# Francisco Franco

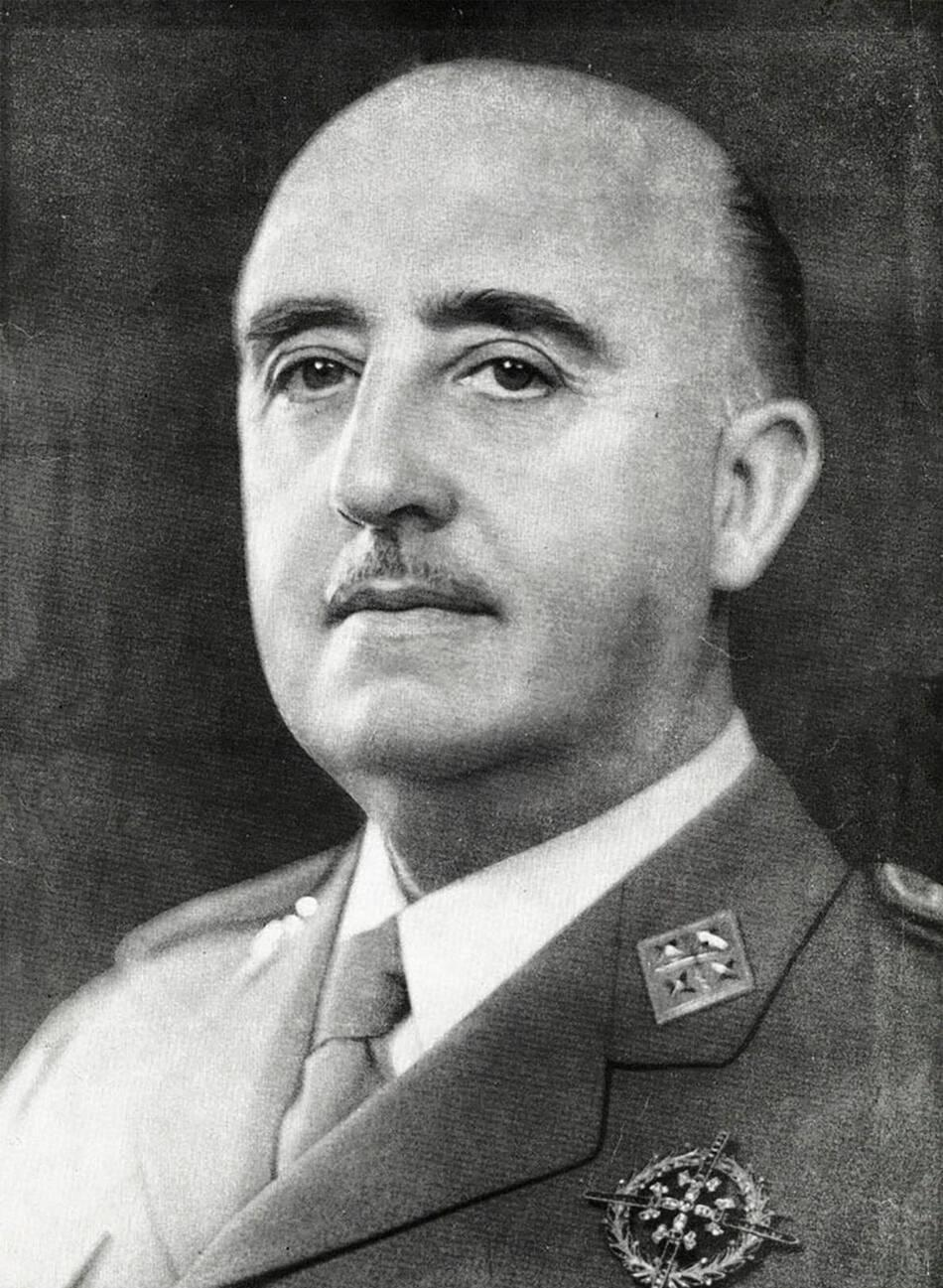
Francisco Franco (offizielles Porträt)

Francisco Franco Bahamonde [fɾanˈθisko ˈfɾaŋko βa.aˈmonde] (* 4. Dezember 1892 in Ferrol; † 20. November 1975 in Madrid) war ein spanischer General und Diktator. Er war von 1936 bis zu seinem Tod Caudillo („Führer“) und Generalísimo („Generalissimus“) von Spanien.
Unter seiner Führung putschten konservative, monarchistische und faschistische Militärs mit maßgeblicher und massiver militärischer Unterstützung des faschistischen Königreiches Italien und des nationalsozialistischen Deutschen Reichs ab Juli 1936 gegen die im Februar 1936 demokratisch gewählte republikanische Regierung Spaniens. Bis 1939 hielt sein Kampf gegen die Demokratie an. Zuvor hatte Franco als Militär bis 1931 unter der Monarchie und später in der Zweiten Spanischen Republik eine langjährige Karriere absolviert und war am 3. Februar 1926 zum General ernannt worden. Seine Offizierslaufbahn begann 1912 und war durch die Niederschlagung mehrerer Aufstände geprägt. Als Legionär war Franco 1926 maßgeblich für die Zerschlagung der aufständischen Rif-Republik im westlichen Nordafrika verantwortlich, 1933 konnte er als Berater verschiedener Kriegsminister eine anarchistische Revolution unterbinden und 1934 im Fürstentum Asturien einen Bergarbeiterstreik beenden, was ihm die Anerkennung rechter und monarchistischer Kreise einbrachte und einen schnellen politischen Aufstieg als Führer der Nationalisten ermöglichte. Seine Erfolge in Afrika in den 1920er Jahren verschafften ihm in Spanien zumindest bis 1934 enorme Popularität. 1935 wurde er zum Generalstabschef des Heeres ernannt.
Franco regierte nach seinem Militärputsch, der 1936 den Spanischen Bürgerkrieg auslöste, ab 1939 diktatorisch. Er ließ in seinen ersten Herrschaftsjahren im Zuge einer nationalistischen und traditionalistischen Doktrin Autonomiebestrebungen in den spanischen Regionen unterdrücken, mehrere hunderttausend vermeintliche und tatsächliche Gegner exekutieren und rund 1,5 Millionen politische Häftlinge in insgesamt 190 verschiedene Konzentrationslager internieren. In den afrikanischen Kolonien entrechtete er während des Zweiten Weltkriegs kurzzeitig Teile der Einheimischen, förderte die Einwanderung spanischer Siedler, baute die koloniale Verwaltung weiter aus und genehmigte den Gebieten nur begrenzt politische Selbstbestimmung. Sein Herrschaftssystem wird ebenso wie die zugrundeliegende Ideologie als Franquismus bezeichnet und lässt sich in die Phasen primer franquismo (die Jahre 1939–1959), segundo franquismo (1959–1969) und tardofranquismo (1969–1975) unterteilen. 1947 führte er in Spanien gesetzlich die Monarchie wieder ein, ohne allerdings einen König zu ernennen. Franco blieb bis zu seinem Tode insgesamt 39 Jahre lang als Regent Staatsoberhaupt und bis 1973 Regierungschef des Königreiches Spanien. Während er im Zweiten Weltkrieg die Neutralität seines Landes wahren konnte und sich weigerte, auf der Seite der Achsenmächte in den Krieg einzutreten, gehörte er im Kalten Krieg zu den führenden europäischen antikommunistischen Persönlichkeiten und verfolgte eine restriktive Außenpolitik gegenüber der Sowjetunion und deren Satellitenstaaten. Als nomineller Oberbefehlshaber der Spanischen Streitkräfte führte er in den Kolonien Ifni (Ifni-Krieg) und Spanisch-Sahara (Grüner Marsch) zwei Kolonialkriege gegen das aufstrebende Königreich Marokko und trat bis 1968/69 entschlossen der Dekolonisation der spanischen Besitzungen des afrikanischen Kontinentes entgegen.
Die symbolische Intervention Spaniens im Koreakrieg und im späteren Vietnamkrieg zugunsten der Vereinigten Staaten, die sich mit wirtschaftlicher und politischer Unterstützung in den späten 1950er Jahren revanchierten, beendete die seit dem Ende des Weltkrieges anhaltende erzwungene Isolierung Spaniens und legitimierte das Franco-Regime international. Die 1940er und 50er unter Franco waren von sehr niedriger Produktion in Industrie und Landwirtschaft geprägt. Mit Geldüberweisungen emigrierter Spanier, vervielfachten Einnahmen aus dem aufkommenden Massentourismus und der kontrollierten Öffnung für Investitionen und Handel industrialisierte sich Spanien jedoch ab den 1960ern mit erheblichem Wachstum unter anderem im Stahl-, Bau- und Textilbereich. Am 22. Juli 1969 ernannte Franco den späteren König Juan Carlos I. zu seinem Nachfolger. Als strategischer Partner der Vereinigten Staaten in Südamerika hatte das franquistische Spanien in den letzten Jahren einen großen Einfluss auf die dortigen Diktaturen (beispielsweise in Chile unter Augusto Pinochet) und diente vielfach als Vorbild. Dennoch befand sich die spanische Diktatur in ihren späteren Jahren in einer innenpolitischen Krise. Die sich seit 1973 rasch zuspitzende politische, soziale und militärische Krise und die Rivalitäten der einzelnen Flügel innerhalb der seit April 1937 bestehenden Staatspartei Falange Española Tradicionalista y de las JONS untergruben auch Francos persönliche Diktatur. Um die Krise zu lösen, übernahm er wieder den vollen Oberbefehl über alle drei Teilstreitkräfte und konnte als Militärdiktator einen möglichen Umsturz oppositioneller Anhänger verhindern.
Nach Francos Tod im November 1975 begann die Übergangsphase vom Franquismus zu einer parlamentarischen Monarchie westlichen Musters (Transición). Am 15. Juni 1977 wählte Spanien zum ersten Mal seit 1936 in freien allgemeinen Wahlen ein Parlament. Nach der Absetzung des franquistischen Ministerpräsidenten Carlos Arias Navarro durch Juan Carlos I. wurde Adolfo Suárez neuer Ministerpräsident Spaniens und beendete das diktatoriale Regime Francos endgültig. Die Aufarbeitung der fast 40-jährigen Herrschaft Francos begann aber erst in den 2000er Jahren. Auch deshalb wirken in Spanien der Franquismus und die jahrzehntelange Glorifizierung der Persönlichkeit Francos durch einen in der spanischen Geschichte einzigartigen Personenkult politisch, wirtschaftlich und gesellschaftlich bis heute nach.

## Frühe Jahre

Wappen der Familie Franco bis 1940

Francisco Paulino Hermenegildo Teódulo Franco Bahamonde wurde am 4. Dezember 1892 als zweites von fünf Kindern des Marineoffiziers Nicolás Franco y Salgado Araújo (* 22. November 1855; † 22. Februar 1942) und dessen Frau María del Pilar Bahamonde y Pardo de Andrade (* 1865; † 28. Februar 1934) im Haus Nummer 108 der Calle Frutos Saavedra im historischen Zentrum von Ferrol in der Provinz A Coruña geboren. Er wurde am 17. Dezember in der Militärkirche von San Francisco mit dem Taufnamen Francisco Paulino Hermenegildo Teódulo Franco Bahamonde getauft. Von seinem Großvater väterlicherseits erhielt er den Taufnamen Paulino, von seiner Großmutter mütterlicherseits Hermenegildo, und Teódulo zum Namenstag seiner Geburt. Die Vorfahren seines Vaters kamen aus Andalusien. Seit dem Umzug nach Galicien war die Familie seines Vaters, aber auch die seiner Mutter, fest in der militärischen Tradition der spanischen Marine verwurzelt. Seine Mutter stammte aus einer oberen katholischen Mittelklassefamilie und war eine weitläufige Verwandte der galicischen Schriftstellerin Emilia Pardo Bazán. 1890 heirateten die beiden. Das Gerücht, Franco habe jüdische (sephardische) Vorfahren gehabt, ist umstritten.
Der junge Franco verbrachte einen Großteil seiner Kindheit mit seinen zwei Brüdern Nicolás (1891–1977), später Marineoffizier und Diplomat, der mit María Isabel Pascual del Pobil y Ravello verheiratet war, Ramón, einem Flugpionier, und seinen beiden Schwestern María del Pilar (1894–1989), später Frau von Alonso Jaraiz y Jerez, und María de la Paz (1899–1903).
Franco wurde in kein glückliches Zuhause geboren. Streit zwischen seinen Eltern führte zum Auseinanderbrechen der Familie, und 1907 zog der Vater allein nach Cádiz, später nach Madrid.
Francos Vater Nicolás war ein Liberaler und als Soldat in den Kolonien Kuba und den Philippinen stationiert. Auf den Philippinen gebar ihm eine Einheimische einen nichtehelichen Sohn mit dem Namen Eugenio Franco Puey, den er bei seiner Rückkehr nach Ferrol zurückließ. Er hatte lockere Gewohnheiten und ging oft zu anderen Frauen oder auf Feiern. Francos Mutter Pilar war konservativ und sehr religiös. Das Verhalten des Vaters zuhause war autoritär. Er schlug die Kinder zwar nicht, war aber oft mürrisch gegenüber seinen Familienangehörigen. Franco konnte sich jedoch seinem Einfluss weitgehend entziehen und wurde fast ausschließlich von der Mutter erzogen. Später wurde sie die Zuflucht aller Geschwister. Sie impfte ihnen Hartnäckigkeit und Ehrgeiz ein. Später bezeichnete sich Franco als Antithese zu seinem Vater und identifizierte sich beinahe vollständig mit der Mutter.
Der Spanisch-Amerikanische Krieg im Jahr 1898 wurde für Franco zu einem prägenden Erlebnis und zu einem Teil seiner rudimentären politischen Ideologie. Für Franco stellte später der Verlust Kubas den endgültigen Zusammenbruch des spanischen Weltreiches dar. Die Ursache für die Niederlage sah er in korrupten liberalen Politikern, die sich viel zu wenig um die Armee gekümmert hätten. Aber nicht nur für ihn, sondern auch für sein Heimatland Spanien hatte der Krieg Folgen: Im 20. Jahrhundert litt die Monarchie unter einer Jahrzehnte dauernden politischen Instabilität und dem späteren Bürgerkrieg. In der Heimatstadt Ferrol, die einen bedeutenden Hafen der spanischen Marine stellte, kam es zu bürgerkriegsähnlichen Zuständen.

## Militärische Karriere
Beförderungen und Ernennungen (1904–1975): 
- 13. Juni 1912: Leutnant
- 15. April 1913: Leiter der Regulares
- 1. Februar 1914: Hauptmann (Kapitän)
- 28. Februar 1917: Major
- 1922: Oberstleutnant
- 1923: Leiter der Legión Española
- 1925: Oberst
- 3. Februar 1926: Brigadegeneral
- 1932: Militärgouverneur der Provinz A Coruña
- 17. Februar 1933: Militärgouverneur der Balearischen Inseln
- 1935: Generalstabschef
- 23. Februar 1936: Militärgouverneur der Kanarischen Inseln
- 1. Oktober 1936: Generalissimus

### Anfänge
Franco wollte, wie sein Vater, Marineoffizier werden. Mit 12 Jahren wurde er mit seinem Bruder Nicolás und seinem Cousin Francisco Franco Salgado-Araujo, auch Pacón genannt, 1904 zur Vorbereitungsausbildung der Marine zugelassen. Aber als Folge der Niederlage Spaniens im Spanisch-Amerikanischen Krieg verlor das Land im Gefecht viele Schiffe und die meisten seiner Kolonien und Besitzungen. Nur die afrikanischen Kolonien konnten gehalten werden. Von 1906 bis 1913 wurden landesweit keine weiteren Offiziere ausgebildet.
Sehr zum Leidwesen seines Vaters beschloss Franco, in die spanische Armee einzutreten. Im August des Jahres 1907, mit 15 Jahren, kam Franco in die Infanterieakademie von Toledo. 1910 machte er als 251. von 312 Kadetten seinen Abschluss.
Franco wollte, entgegen seinem ehemaligen Oberst der Infanterie-Akademie José Villalba Riquelme, nach Afrika gehen. Es wurde ihm, vermutlich wegen seiner schlechten Bewertung in der Militärakademie, verweigert. Er wurde nach Ferrol versetzt. Dort freundete er sich mit seinem Cousin und dem ehemaligen Klassenkameraden Camilo Alonso Vega an, der später zu einem bedeutenden Vertrauten Francos wurde.

### Aufstieg im Rifkrieg

#### Erste Periode in Afrika:Regulares Indígenas

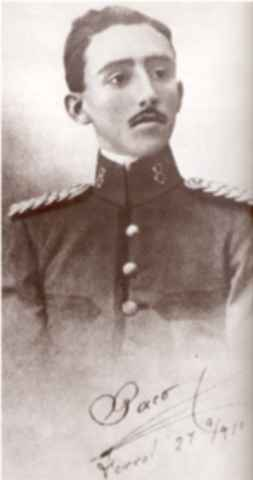
Franco in Alférezuniform, 1910

Am 17. Februar 1912 ging Franco mit seinem Klassenkameraden und Cousin nach Melilla in das neu erworbene Protektorat Spanisch-Marokko. Zuvor hatten dort die spanischen Anstrengungen zur Errichtung dieses Protektorats die im Rifatlas lebenden Berberstämme der Rifkabylen provoziert und langwierige Rifkriege ausgelöst. Die Taktik der Aufständischen führte zu hohen Verlusten in der spanischen Armee, bot aber für junge Offiziere auch die Gelegenheit, schnell aufzusteigen. Franco begann seine Karriere unter dem Motto: Aufstieg oder Tod.
Zu Beginn des zweiten Rifkriegs wurde er dem 68. Regiment unter Oberst José Villalba Riquelme zugeteilt. Zu seinen ersten Aufgaben in Afrika gehörten Routine-Operationen; unter anderem war er verantwortlich für die Korrespondenz zwischen den verschiedenen Einheiten des spanischen Afrikaheeres in Spanisch-Marokko. Am 13. Juni wurde er, im Alter von 19 Jahren, zum Leutnant befördert und am 15. April 1913 zum Leiter des indigenen Regular Regimentes, einer Einheit, die 1911 aus maurischen Söldnern unter Dámaso Berenguer Fusté gebildet worden war. Sein vorausgehender Eintritt war wahrscheinlich auf seine Liebesbeziehung mit Sofía Subirán zurückzuführen.
Am 12. Oktober 1913 wurde Franco mit dem Cruz al Mérito Militar erster Klasse ausgezeichnet, für seine erfolgreiche Strategie im Kampf gegen die Berber. Am 1. Februar 1914 wurde er für seinen Mut in der Schlacht bei Beni Salem zum Hauptmann befördert. In seinem frühen Stadium in Afrika zeigte Franco unter den Soldaten eine ungewöhnliche Risikobereitschaft und Ehrgeiz. Seine taktischen Fähigkeiten wurden ihm hoch anerkannt. Im Rifkrieg bestand Francos Strategie darin, möglichst aggressiv gegen die Berber vorzugehen. Als Vergeltung fanden fast täglich Überfälle von Stämmen auf Lager der spanischen Besatzer statt.
Unter Francos Kommando wurde die Regulares neu organisiert. Franco war als Kommandant zu seinen Soldaten sehr streng und schärfte ihnen eiserne Disziplin ein. Schon kleine Verstöße konnten mit der Exekutierung durch ein von Franco eigens aufgestelltes Erschießungskommando enden. Dennoch genoss er hohes Ansehen unter seinen Soldaten. Später behaupteten einige von ihnen, dass Franco sich vorgenommen hatte, keinerlei Schlachten zu verlieren und außerdem alle Schlachten und Scharmützel unversehrt zu überstehen. Tatsächlich gehörte er zu den fünf der ursprünglich 41 Soldaten seines Regiments, die nicht getötet oder verletzt wurden. Ein Problem für Franco stellte jedoch die völlige Vernachlässigung seiner Truppen und deren mangelhafte Versorgung dar. Im dortigen Kolonialkrieg, wie auch in früheren Kriegen, starben mehr Soldaten an Krankheiten als im bewaffneten Kampf.
1916 wurde Franco im Dorf El-Biutz (zwischen Ceuta und Tanger) von feindlichem Maschinengewehrfeuer angeschossen. Er wurde schwer am Bauch verwundet, insbesondere an der Leber, und verlor einen Hoden. Die ihn behandelnden Ärzte stellten später fest, dass seine Eingeweide verschont worden waren, weil er eingeatmet hatte, als auf ihn geschossen wurde. Sein Überleben machte ihn in den Augen der einheimischen Truppen dauerhaft als Mann des Glücks (Baraka) bekannt. Er wurde für Spaniens höchste Tapferkeitsauszeichnung, das begehrte Cruz Laureada de San Fernando, empfohlen, erhielt aber stattdessen das Kreuz von Maria Cristina, Erster Klasse. Wegen seiner schweren Verletzung, die zum Tod hätte führen können, verbrachte er mehrere Monate im Krankenhaus in Ceuta. Seine geschiedenen Eltern besuchten ihn dort. Am 28. Februar 1917 wurde er von König Alfonso XIII. zum Major befördert, dem jüngsten der spanischen Armee.

#### Versetzung nach Oviedo
Nach seiner Beförderung zum Major verließ Franco Spanisch-Marokko und wurde 1917 nach Oviedo in Asturien versetzt. Dort wurde ihm ein gewisser Respekt gezollt. Er durfte kostenlos im Luxushotel Hotel París wohnen und freundete sich mit Joaquín Arrarás an. Während seines Aufenthalts in Oviedo lernte er seine spätere Frau Carmen Polo y Martínez-Valdés kennen.
Während seines dreijährigen Aufenthalts in Spanien sah sich Franco mit zunehmenden Spannungen konfrontiert. Der Krieg in Afrika verschärfte die Spaltung zwischen den Militärs und der spanischen Zivilgesellschaft. Zahlreiche Spanier lehnten den Wehrdienst ab. 1909 war es bereits zur Tragischen Woche gekommen, bei der sich zahlreiche Anarchisten gegen den Krieg aussprachen.
Für Franco markierte der Rifkrieg einen rasanten Aufstieg, obwohl Tausende von anderen Soldaten und Hunderte von Offizieren gestorben waren. In Asturien wurde am 10. August 1917 ein Generalstreik ausgerufen. Einer der Hauptverantwortlichen der militärischen Unterdrückung der Streikenden war Franco. Dennoch dauerten die Unruhen weitere 20 Tage. Die erfolgreiche Zerschlagung der Revolte brachte ihm den Respekt von Alfonso XIII. und dem späteren Diktator Miguel Primo de Rivera ein.

#### Zweite Periode in Afrika: die Legion

Emblem der spanischen Legion

Am 28. Januar 1920 gründete Oberstleutnant José Millán Astray im Auftrag des Kriegsministers José Villalba Riquelme die Spanische Legion (Legión Española). Als Vorbild diente ihm dabei die französische Fremdenlegion. Millán Astray, ein Bewunderer Francos, versuchte auf ihn Einfluss zu nehmen und für sein Vorhaben zu gewinnen.
Während eines Treffens im September und Oktober in Valdemoro in der Nähe von Madrid ernannte er Franco zum stellvertretenden Leiter. Franco zögerte nicht und kehrte nach Afrika zurück. Dank seiner Erfahrung mit den Regulares Indígenas konnte er die ursprünglich aus 500 Mann bestehende Truppe zu einem divisionsstarken Kampfverband machen. Am 27. September befehligte Franco drei Bataillone innerhalb der Legion. Am 10. Oktober richteten 200 seiner Legionäre in Ceuta ein Blutbad an. In der Nacht zum 11. Oktober terrorisierten die Legionäre aus bisher unbekanntem Grund die Bewohner der Stadt und ermordeten eine Prostituierte, einen Unteroffizier und zwei weitere Personen. Franco musste dafür die Verantwortung übernehmen und ließ die Militärjustiz walten. Sein Ansehen lag danach in Teilen der Zivilbevölkerung, insbesondere bei Kommunisten und Anarchisten, am Boden.
Trotz dieses Rückschlags ging die Legion weiter mit äußerster Brutalität in Marokko vor. Es kam zu Übergriffen gegen die Zivilbevölkerung, und zahlreiche Gefangene wurden enthauptet und deren abgeschlagene Köpfe als Trophäen zur Schau gestellt.
Am 8. Juni 1921 brach erneut der Rifkrieg aus. Die Schlacht von Annual am 22. Juli, die zum Tod von 8.000 Spaniern führte, war eine Katastrophe für das Ansehen Spaniens als Regionalmacht und führte zu einer innenpolitischen Krise. Kurz danach wurden die Legion und weitere Stützeinheiten nach einem dreitägigen Gewaltmarsch, geführt von Franco, zur Hilfe entsandt. Ihnen gelang es, Vergeltung zu üben, was nun von der Mehrheit der spanischen Bevölkerung begrüßt wurde. Francos gesunkene Popularität begann wieder zu wachsen, und er wurde als Garant der Stabilität in der Armee für Höheres empfohlen. Franco beschloss dennoch einen Strategiewechsel. Das zentrale Rif wurde bis Anfang 1925 von spanischen Truppen geräumt und mit Senfgas bombardiert.
In der Euphorie des Sieges proklamierten die Rifkabylen 1923 die Rif-Republik, ihre Existenz widersprach jedoch der europäischen Einigung über die Aufteilung Marokkos. Es wurde eine wirksame Seeblockade gegen sie durchgeführt.
Im Januar 1922 wurde Franco zum Oberstleutnant befördert, obwohl der König zuvor Bedenken geäußert hatte. Kurz darauf gewährte man ihm eine Reise nach Oviedo, um seine Geliebte zu besuchen. In Oviedo wurde er von ihrer Familie zu Banketten und Feiern des örtlichen Adels eingeladen. Im selben Jahre veröffentlichte er ein Buch, in dem er über seine Zeit in Afrika erzählte.
Nachdem Villalba Riquelme durch einen Skandal bei Alfonso XIII. in Ungnade gefallen war und die Empörung der spanischen Gesellschaft auf sich gezogen hatte, wurde er als Kommandant der Legion abgesetzt und 1923 durch Franco ersetzt.
Am 13. Oktober 1923 durfte Franco wieder nach Spanien zurückkehren und heiratete am 22. Oktober Carmen Polo y Martínez-Valdés. Trauzeuge der Hochzeit war, da Franco auch königlicher Kammerherr war, König Alfonso XIII. Im Anschluss an seine Hochzeitsreise wurde Franco nach Madrid bestellt und dem König persönlich vorgestellt. Dieses Zusammentreffen und andere Gelegenheiten der königlichen Aufmerksamkeit hatten ihm während der Zweiten Spanischen Republik den Ruf eines monarchischen Offiziers eingebracht.
Zum Oberst befördert, führte Franco am 8. September 1925 die Landung spanischer Truppen in der späteren Stadt Al-Hoceima in Spanisch-Marokko durch. Diese Landung im Kernland des Stammes Abd el-Krim, kombiniert mit der französischen Invasion im Süden, markierte den Anfang vom Ende der kurzlebigen Rif-Republik. Nach dem erfolgreichen Abschluss der Operation wurde er am 3. Februar 1926 zum Brigadegeneral befördert. Dies machte ihn zum jüngsten General Europas seit der Zeit von Napoleon Bonaparte. Nach dem Ende des Krieges in Spanisch-Marokko im Jahr 1927 wurde Franco 1928 zum Leiter der Offiziersschule des Heeres, der Academia Militar in Saragossa, ernannt.
Am 14. September 1926 wurde seine einzige Tochter Maria del Carmen geboren.

### Während der Zweiten Spanischen Republik

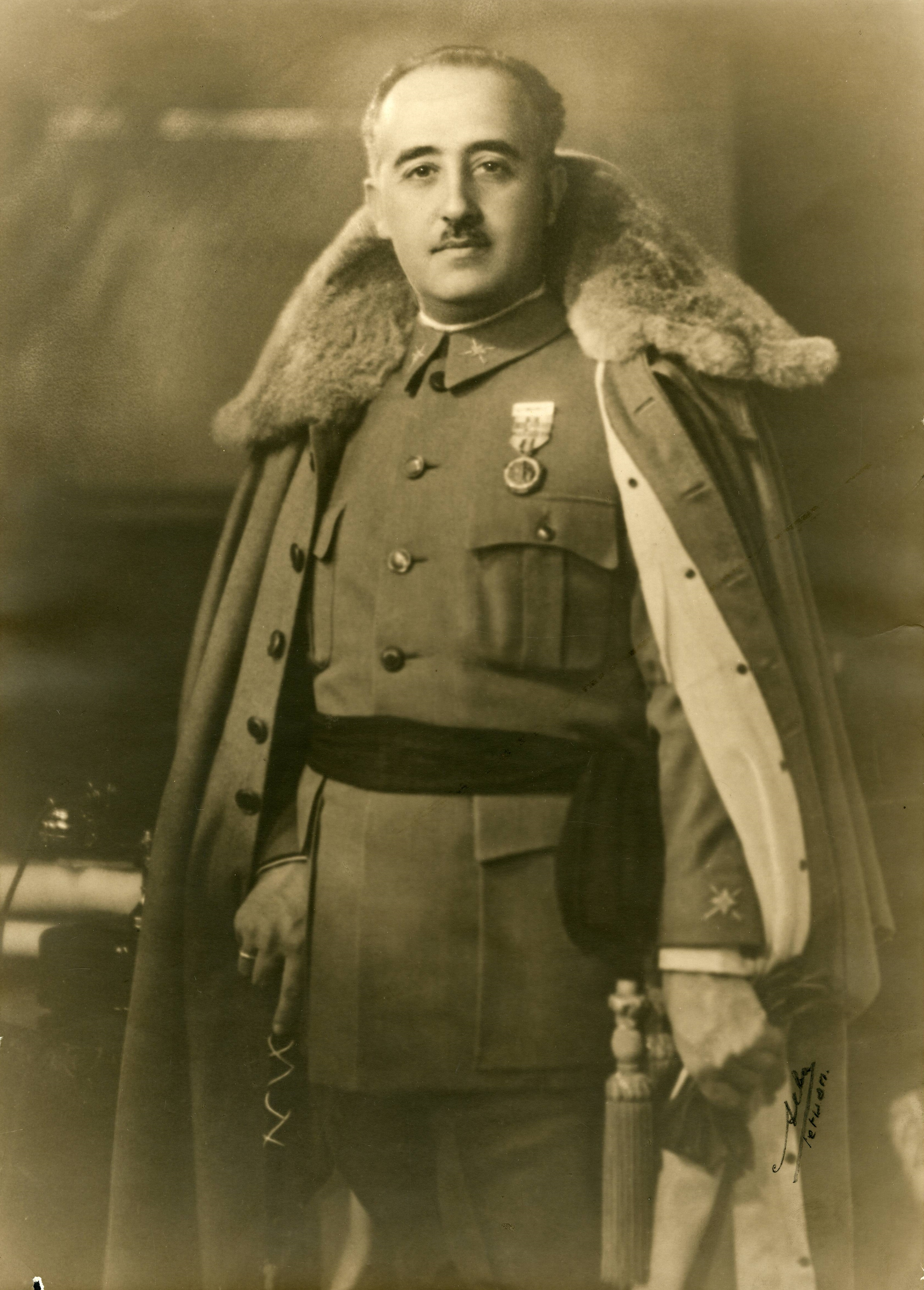
Porträtaufnahme Francos, 1930

Als am 14. April 1931 die Zweite Spanische Republik durch Niceto Alcalá Zamora ausgerufen wurde, versuchte Franco mit seinen Kadetten zu intervenieren, um König Alfonso XIII. den Thron zu erhalten. Er wurde jedoch vom Direktor der Guardia Civil General José Sanjurjo zurückgerufen. Am 15. April verkündete Franco das Ende der Operation und rief seine Kadetten zum Gehorsam gegenüber dem neuen Staat auf.

#### Heeresreform von 1931
Kurz nach der Proklamation versuchte der am 14. April 1931 ernannte Verteidigungsminister Manuel Azaña eine Heeresreform der spanischen Streitkräfte durchzusetzen. Die beiden Hauptziele waren, eine modernere und effizientere Armee zu bekommen und das bislang weitgehend unabhängige Militär der zivilen Macht zu unterstellen. Eines seiner ersten Dekrete wurde am 22. April erlassen und verpflichtete Heerführer und Beamte, einen Eid auf die Republik zu leisten. Davon war auch Franco betroffen, er weigerte sich jedoch und erklärte:

„Ich diene nur im Namen der spanischen Krone.“

Die zweite Reform betraf die Verkleinerung des Wehretats und die Entlassung von Offizieren. Am 25. April wurde von Azaña ein Dekret zur Senkung der Anzahl überflüssiger Offiziere erlassen. Das Gesetz sah vor, dass Militärs bei voller Bezahlung freiwillig aus dem aktiven Dienst ausscheiden sollten. Fast 9.000 Offiziere (einschließlich 84 Generälen) machten davon Gebrauch.
Ein weiteres, im Mai und Juni erlassenes Dekret revidierte alle während der Diktatur von Miguel Primo de Rivera erlassenen Beförderungen und Auszeichnungen. Jedoch gab es einige Ausnahmeregelungen. Die Reform kostete etwa 300 Militärs ihre Ränge. Franco blieb zuerst verschont. Im Juli ließ Azaña die Militärakademie in Saragossa unter Francos Leitung schließen. Dies führte zu ersten Spannungen zwischen Franco und dem neuen System. Azaña fand die Abschiedsrede Francos an seine Kadetten beleidigend und ließ Franco sechs Monate lang polizeilich überwachen.
Jedoch nicht nur Franco, sondern auch ein Großteil der Beamten und konservative politische Kreise lehnten die Reformen ab. Franco trat bald als deren Redner hervor und behauptete, dass Manuel Azaña die spanische Armee „zerquetschen“ wolle.
Im Dezember 1931 waren die Reformen bereits weitgehend durchgesetzt worden. Das Parlament hatte die Dekrete zuvor bestätigt. Im September 1932 wurde ein weiteres Dekret erlassen, das die Art und Weise der Beförderung der Offiziere änderte und Franco vom ersten auf den vierundzwanzigsten Brigadier des Heeres degradierte. Dennoch hatte das Gesetz maßgeblichen Einfluss auf die Vereinheitlichung der Armee, was auch von Franco begrüßt wurde.
Im September 1932 verbannte ein weiteres Gesetz Offiziere, die nicht mindestens sechs Monate gedient hatten, aus den Militärakademien. Davon waren auch Francos ehemalige Kadetten betroffen. Dies führte dazu, dass später im Spanischen Bürgerkrieg etwa 95 % von ihnen auf seiner Seite kämpfen würden.
Bereits im März 1932 hatte das Parlament ein Gesetz zur Regelung des Umgangs mit Reservisten erlassen. Auch dies markierte faktisch einen Angriff auf die alten Eliten – um die vollständige Loyalität des Heeres gegenüber der Republik zu sichern.
Dasselbe Gesetz sah vor, dass Beamte nicht nur einen Eid leisten sollten, sondern auch, dass sie bei Verweigerung des Eides wegen Verleumdung der Republik bestraft werden sollten. Die Parlamentarier Miguel Maura und Ángel Ossorio y Gallardo verurteilten dies.
Ein für Franco und seine Anhänger besonders heikles Thema war die Herabsetzung der Wehrpflicht auf 12 Monate und die Reformierung der privilegierten Militärjustiz. Es markierte den vollständigen Bruch des Generals mit dem neuen Staat.

#### Putsch in Galicien 1932
Die verschiedenen Reformen von Azaña lösten sowohl unter karlistischen Monarchisten als auch Anhängern von Alfonso XIII. Unmut aus. Die Vereinigung Comunión Tradicionalista, die es sich zum Ziel gemacht hatte, die alte Ordnung zu bewahren, erhielt dadurch mehr Zulauf. Deren paramilitärischer Arm Requeté nahm Kontakt mit Franco auf. Dieser schlug dann, entgegen den Planungen, vor, keine Massenbewegung daraus zu machen, und forderte in drei Punkten, den kulturellen, traditionalistischen und den konservativen Kurs der Vereinigung zu erneuern. Daraufhin wurde die neue Partei Renovación Española (Spanische Erneuerung) gegründet. Sie versuchte den aufsteigenden Faschismus in Spanien und die anderen antirepublikanischen Fraktionen unter ihrer Flagge zu vereinigen. Am 4. März 1933 wurde dann mit der Gründung der Confederación Española de Derechas Autónomas (Spanische Konföderation der Autonomen Rechten) das Ziel erreicht.
Neben den Monarchisten war auch ein Großteil der Armee der Republik feindlich gesinnt. An deren Spitze setzte sich General Sanjurjo. Obwohl dieser zunächst nicht viel Interesse an einem Sturz der Regierung mit Azaña gezeigt hatte, änderte sich seine Meinung, als er im Januar 1932 seines Postens als Direktor der Guardia Civil enthoben wurde. Grund dafür waren seine exzessiven Repressionen gegenüber den Arbeiterbewegungen in Arnedo und Logroño. Als Ausgleich erhielt er den Posten des Generaldirektors der Polizei.
Im Februar 1932 wurde Franco zum Militärgouverneur der galicischen Provinz A Coruña abkommandiert und zum Leiter der dortigen Infanterie-Brigade ernannt. Im Juli 1932, vier Wochen vor einem geplanten Putsch in Galicien (La Sanjurjada), traf sich Franco mit Sanjurjo heimlich in Madrid, um für dessen Unterstützung zu werben.
Am 10. August fand der Umsturzversuch statt. Der Aufstand begann in der Stadt A Coruña und griff am selben Tag auf Madrid über. Eine Gruppe von Militärs und einige bewaffnete Zivilisten unter dem Kommando von General Cavalcanti Barrera versuchten das Kriegsministerium, in dem sich Azaña befand, mit einigen Einheiten der Guardia Civil zu besetzen und Azaña zum Rücktritt zu drängen. Franco vermied trotz Sympathien die Beteiligung. Bei den Gefechten um den Plaza de Cibeles gegenüber dem Verteidigungsministerium starben neun Putschisten. In Sevilla, wo General Sanjurjo sein Hauptquartier bezogen hatte, kam es zu kleineren Scharmützeln. Trotz der angespannten Lage behielt er seine loyalen Truppen einquartiert und erklärte den Kriegszustand. In einem Manifest verkündete er, nicht gegen die Republik als solche geputscht zu haben. Davon waren einige der Monarchisten, die ihn unterstützt hatten, enttäuscht. Er empörte aber auch die Arbeiter in der Stadt, und es kam zu einem Generalstreik. Da sich der Putsch jedoch von Anfang an schon als Misserfolg herausgestellt hatte und Azaña und seine Regierung bereits vom Plan gewusst hatten, floh Sanjurjo in Richtung Portugal, wurde aber in Huelva an der Grenze verhaftet. Sanjurjo wurde von einem Kriegsgericht zum Tode verurteilt. Das Urteil wurde durch ein Dekret des Präsidenten der Republik Niceto Alcalá Zamora in lebenslange Haft umgewandelt. Weitere 145 Teilnehmer des Putsches wurden verhaftet und nach Ad-Dakhla auf die Kolonie Spanisch-Sahara verbannt. Gleichermaßen war man zuvor mit 104 Anarchisten verfahren, die einige Monate zuvor einen Aufstand inszeniert hatten.
Obwohl Franco nicht direkt involviert war und sogar die Bitte Sanjurjos nach militärischer Hilfe ablehnte, hatte der Putschversuch auch Folgen für ihn. Er wurde als Militärgouverneur der Provinz A Coruña abgesetzt. Am 17. Februar 1933 wurde ihm als Militärgouverneur das Kommando über die spanischen Truppen auf den Balearischen Inseln übertragen.
Die auf den Putsch durch das Parlament erfolgten Enteignungen der Besitzungen des spanischen Adels, der beschuldigt wurde, den Putsch finanziell unterstützt zu haben, lehnte Franco entschlossen ab. Nach dem gescheiterten Staatsstreich wurden Sanjurjo und Franco vermehrt von Monarchisten finanziell unterstützt. Dazu kamen kleinere faschistische Gruppen. 1931 führten Ramiro Ledesma und Onésimo Redondo ihre jeweiligen Gruppen zur nationalsyndikalistischen Juntas de Ofensiva Nacional Sindicalista (Vereinigungen der Nationalsyndikalistischen Offensive). Sie orientierte sich vor allem am Italienischen Faschismus, den Franco später gegenüber dem ihm zu radikalen Nationalsozialismus bevorzugte.
Eine andere bedeutende faschistische Fraktion wurde von José Antonio Primo de Rivera zusammen mit dem Journalisten und Schriftsteller Rafael Sánchez Mazas und Aviator Julio Ruiz de Alda der spanischen Gewerkschaftsbewegung (MES) gegründet. Die spätere Falange wurde zu einer wichtigen Stütze Francos. Ab 1937 war er ihr Parteiführer und trug regelmäßig deren Symbole auf seiner Uniform.
Bei den vor allem nach dem Putsch resultierenden Feindseligkeiten der katholischen Kirche und der laizistischen Republik schlug sich Franco auf die Seite der Opposition. Die Republik hatte der Kirche sämtliche Privilegien aberkannt und als Staatsreligion abgeschafft. Die radikale Säkularisierung der republikanisch-sozialistischen Regierung von Manuel Azaña führte zum Erstarken des politischen Katholizismus in Spanien. Im März 1932 wurde die Acción Popular gegründet. Diese war in der Führung, im ideologischen Diskurs und in den organisatorischen Ressourcen von der katholischen Kirche inspiriert. Später wurde sie zur CEDA vereinigt. Dieser Zusammenschluss von religiösen und konservativen Parteien fand nicht nur in der Oligarchie des alten Regimes, sondern auch bei Tausenden von Bauern und in der ärmeren Mittelschicht Anhänger. Auch Franco sympathisierte mit ihr. Die CEDA kämpfte massiv gegen die Reformpolitik des Linksbündnisses. Militärische und intellektuelle Kreise versuchten die Laizität des Staates zu beenden und schürten Angst vor dem Aufstieg der Arbeiterklasse. Die neue katholische Partei begann ihre Tätigkeiten mit der Suche nach einer direkten Konfrontation mit der Regierung. Republikaner wurden als Verfolger der Kirche dargestellt und deshalb zu Feinden des Vaterlandes erklärt, und Sozialisten wurden als Feinde von Eigentum und Familie deklariert. Der Professor für Rechtswissenschaften der Universität Salamanca, José María Gil, schätzte 1934 die Anzahl der Mitglieder auf 600.000.

#### Aufstieg unter der Regierung Lerroux/Ibáñez
Als Ergebnis der Wahlen vom November 1933, bei denen erstmals Frauen teilnahmen (insgesamt 6.800.000 registrierte Stimmen), und der Niederlage der linken Republikaner und Sozialisten wurde eine Mitte-rechts-Koalition gebildet. Obwohl Franco nicht zu den Akteuren gegen das Frauenwahlrecht gehörte, war es die Mehrheit seiner Anhänger.
Die Fraktion der republikanischen Rechten umfasste rund 200 Mitglieder (davon 115 von der CEDA), während die regierende Mitte-rechts-Koalition unter Alejandro Lerroux 170 Abgeordnete stellte. Der radikale Parteiführer Alejandro Lerroux wurde von Präsident Alcalá Zamora beauftragt, eine rein „republikanische“ Regierung zu bilden, aber mit dem Vertrauen des Parlaments. Die CEDA und die Liberaldemokraten, die einen Minister in der Regierung stellen durften, stimmten nach anfänglichem Zögern zu. Franco wandte sich danach von der CEDA ab. Die Unterstützung der CEDA führte auch zum Abfallen der karlistischen Monarchisten und wurde zum „Verrat“ deklariert. Franco begann daraufhin als Kontaktmann zwischen ihnen und Benito Mussolini zu fungieren. Dieser bot im Falle eines erfolgreichen Staatsstreiches Unterstützung zum Umbau der republikanischen Demokratie in ein faschistisches Königreich nach italienischem Vorbild an.
Auf Befehl des italienischen Königs Viktor Emanuel III., den Franco aus seiner Zeit im Ersten Weltkrieg bewunderte und der ihm und anderen monarchistischen Größen eine Audienz in Rom gewährt hatte, und in Absprache mit Mussolini wurden die spanischen Monarchisten mit Geld, Waffen und Propaganda unterstützt. Obwohl dies als Verrat an der Republik gesehen werden konnte, wurde die Annahme dieser Unterstützung toleriert. Die Lerroux-Regierung wollte zudem die Reformen von Azaña wieder rückgängig machen. Ziel war es, die Armee wieder auf ihre Seite zu ziehen. Als Teil der Revision wurde Franco rehabilitiert und die Monarchisten konnten beschwichtigt werden.
Am 20. April 1934 verabschiedete das Parlament ein Amnestiegesetz (einer der drei Punkte des „Minimalprogramms“ der CEDA). Es beinhaltete die Begnadigung von allen am Putsch von 1932 beteiligten Personen.

#### Anarchistische Revolution im Dezember 1933
Zu Beginn des Dezembers 1933 inszenierte die Gewerkschaft Confederación Nacional del Trabajo (CNT) einen anarchistischen Aufstand, der von einem revolutionären Generalstreik und Aktivitäten bewaffneter Milizen begleitet wurde. Zentren waren die Stadt Saragossa und die Regionen Aragonien und La Rioja. In der Regel war das Ziel die Umsetzung eines kommunistischen Anarchismus. Am 8. Dezember weitete sich der Aufstand auf die Extremadura, Andalusien, Katalonien und auf das Bergbaugebiet von León aus. Es kam zu gewaltsamen Zusammenstößen mit den Sicherheitskräften, Explosionen, Zerstörung von Dokumenten und Schriften, dem Abbrennen von Kirchen, Sabotage von Eisenbahnen (z. B. Zug-Entgleisungen) und Brücken sowie von Telegrafen und Telefonleitungen und zu zahlreichen Schießereien und Gefechten.
Der Aufstand begann an dem Tag, an dem das neugewählte Parlament unter Alejandro Lerroux eröffnet wurde. Die noch provisorische rechte Regierung reagierte mit massiven Vergeltungsschlägen. Franco, bereits Divisionsgeneral und Berater des Kriegsministers Diego Hidalgo, spielte dabei eine entscheidende Rolle. Bereits am 15. Dezember war es ihm gelungen, die Revolution weitgehend niederzuschlagen. Am 18. Dezember konnte die erste Regierung von Lerroux vereidigt werden und die Lage beruhigte sich wieder.
Der anarchistische Aufstand vom Dezember 1933 war der dritte und letzte der Revolten der CNT in der Zweiten Republik, nach dem ersten Aufstand im Januar 1932 und dem zweiten Aufstand im Januar 1933.
Die Folgen des siebentägigen Aufstandes im Dezember 1933 waren 75 Tote und 101 Verwundete unter den Aufständischen. Die Staatsmacht verlor 11 Angehörige der Guardia Civil sowie durch einen Angriff drei Wachen und hatte 45 Verwundete zu beklagen. Für die Niederlage machten sich später die verschiedenen Gewerkschaften gegenseitig verantwortlich.

#### Aufstand in Asturien 1934
Nach der Ankündigung des CEDA, der Regierung von Ricardo Samper die parlamentarische Zustimmung zu versagen, und der Forderung nach einem Beitritt in die Regierung wurde Samper von Niceto Alcalá Zamora abgesetzt und durch Alejandro Lerroux ersetzt. In der neuen Regierung durfte die CEDA drei Minister stellen. Als das bekannt wurde, drohte die sozialistische Opposition mit einer „sozialen Revolution“. Da die CEDA dies ignorierte, begann am 5. Oktober 1934 in Asturien ein bewaffneter Bergarbeiterstreik. Dem Streik war eine deutliche Radikalisierung der Sozialisten vorausgegangen. Grund dafür war die Niederlage bei den Wahlen im November 1933. Die meisten Sozialisten verließen den „parlamentarischen Weg“ zum Sozialismus und setzten sich fortan für eine gewaltsame Machtübernahme wie bei der Oktoberrevolution im Russischen Reich 1917 ein. Diese Entscheidung wurde durch den Aktivismus der Sozialistischen Jugend und die Ereignisse des Februars 1934 in Österreich getrieben, als der christlich-soziale Kanzler Engelbert Dollfuß eine Rebellion in Wien zerschlug. Die Veranstaltung wurde unter den spanischen Sozialisten als Warnung interpretiert, was sie erwarten könnte, wenn die CEDA an die Macht käme. Eine führende Rolle bei diesem politischen Prozess spielte Francisco Largo Caballero, der seit Januar 1934 Präsident der sozialistischen Partei PSOE und Generalsekretär der Gewerkschaft Unión General de Trabajadores (UGT) war.
Der angekündigte „revolutionäre Generalstreik“ begann am 5. Oktober und griff praktisch auf alle größeren Städte des Landes über, aber die Anwendung von Gewalt hielt sich in Grenzen und wurde reduziert. Nur im Zentrum der Revolte in Asturien kam es zu Schießereien zwischen Revolutionären, die sich oft in Häusern der Zivilbevölkerung verschanzten, und Regierungstruppen. Im Baskenland, wo Nationalisten und Separatisten den Aufstand zu unterstützen begannen, fanden bis zum 12. Oktober die härtesten bewaffneten Auseinandersetzungen statt. Im Bergbaugebiet von Bizkaia töteten Wachen mindestens 40 Menschen, meist Streikende. In Eibar und Mondragon kosteten gewalttätige Aktionen der Rebellen mehrere Opfer, darunter der prominente traditionalistische Führer Marcelino Oreja Elósegui.
Ohne Verbindung zum sozialistischen aufständischen Streik rief der Präsident der Generalitat de Catalunya Lluís Companys um ca. 8 Uhr morgens am Samstag, dem 6. Oktober einen teilsouveränen katalanischen Staat innerhalb Spaniens aus. Er beschrieb es später als eine Maßnahme gegen monarchistische und faschistische Kräfte, die die Macht ergreifen wollten. Dann forderte Companys die Bildung einer „Provisorischen Regierung der Republik“, die ihren Sitz in Barcelona haben sollte. Aber der katalanische Aufstand war aufgrund von Mangel an Planung und der geringen Unterstützung innerhalb der Bevölkerung schnell beendet. Bereits am 7. Oktober war durch das Eingreifen der Armee unter General Domingo Batet die Lage wieder zugunsten der Zentralregierung in Madrid gewendet worden. Betates relativ moderate Maßnahmen konnten ein Blutbad noch rechtzeitig verhindern. Dennoch starben acht Soldaten und 38 Zivilisten. Präsident Lluís Companys wurde für abgesetzt erklärt und das Autonomiestatut von 1932 ausgesetzt (obwohl die monarchistischen Rechten die völlige Aufhebung verlangten).
In Asturien, im Gegensatz zum Rest Spaniens, kann es heute als ein echter Versuch einer sozialen Revolution angesehen werden. Dort wird der Aufstand „Roter Oktober“ genannt. Die Gründe für den „asturischen Unterschied“ liegen in der Hegemonie der CNT im Gebiet gegenüber den anderen Gewerkschaften und der Kommunistischen Partei Spaniens und dass der Aufstand sorgfältig vorbereitet wurde. Zur Vorbereitung gehörten unter anderem Aufrufe früherer Generalstreiks, die Beschaffung von Waffen und Sprengstoff durch Diebstahl in Rüstungsfabriken und die Ausbildung paramilitärischer Milizen. Zwei Wochen vor dem Aufstand umfassten sie etwa 20.000 Arbeiter. Den Milizen gelang es während der Kämpfe, die Kontrolle über Nalón, Caudal, Gijón und Avilés und die Hauptstadt Oviedo zu erringen. Oviedo konnte aber nicht vollständig besetzt werden. In der Innenstadt kam es zu gewaltsamen Zusammenstößen zwischen der Polizei und den Revolutionären. Dennoch wurde dort ein „Revolutionskomitee“ unter Ramón González Peña mit koordinierten Ausschüssen gebildet. Das Ziel war, die „revolutionäre Ordnung“ aufrechtzuerhalten, dennoch konnte es aber die Welle der Gewalt gegen rechte Großgrundbesitzer und religiöse Menschen nicht beenden. Die Revolutionäre zündeten 58 Kirchen und Klöster, den Bischofspalast und das Priesterseminar an und beschädigten die Kathedrale von Oviedo. Um die „asturische Kommune“ niederschlagen zu können, musste die Zentralregierung auf die afrikanischen Kolonialtruppen zurückgreifen. Es wurde die Spanische Legion unter Oberstleutnant Juan Yagüe entsandt. Die gesamte Operation zur Niederschlagung stand jedoch unter der Leitung von Franco, der in Madrid als Berater des Kriegsministers Diego Hidalgo fungierte. Im Oktober kapitulierten die 18 Führer der Aufständischen. Die Zahl der Todesopfer betrug etwa 1.100 bis 2.000 Tote unter den Rebellen und Zivilisten. Die Armee und lokale Sicherheitskräfte verloren rund 300 Mann.
Die spanischen Rechten (sowohl die Monarchisten der spanischen Erneuerung als auch die „Accidentalisten“ der CEDA) interpretierten die „Oktoberrevolution“ als ein „antistatisches Werk“ und als unvaterländisch beziehungsweise unpatriotisch. Daraus entstand die Idee, dass das Rückgrat von Spanien die Armee sei. Der Parteileiter der spanischen Erneuerung, José Calvo Sotelo, sagte dies auch in einer berühmten Rede. Die rechte Presse berichtete fast ausschließlich über die Armee und Franco und über den Aufstand selbst nur begrenzt. Darüber hinaus hatten die anti-republikanischen Rechten den Aufstand der Linken als Vorbereitung für eine größere rechte Revolution angesehen.
Die nach dem Aufstand von Franco verordneten Repressionen waren sehr hart. Er ließ mit Zustimmung der Regierung etwa dreißigtausend Sympathisanten oder Beteiligte in ganz Spanien verhaften. Für Franco bedeutete dies faktisch das Ende seiner Popularität beim einfachen Volk. Er ließ in Asturien monatelang den Kriegszustand ausrufen, und es kam zu massenhaften Hinrichtungen von mutmaßlichen Aufständischen. Die Guardia Civil führte unter dem Kommandanten Lisardo Doval sogar Folterung von Gefangenen durch. Es wurden ebenfalls mehrere Führer der Linken festgenommen, einschließlich der des sozialistischen Revolutionskomitees unter Francisco Largo Caballero. Das kompromisslose Vorgehen des Generals gegen die Aufständischen brachte ihm aber die Anerkennung der Mehrheit rechter und konservative Kreise ein.
Ebenfalls wurde auch der ehemalige Ministerpräsident Manuel Azaña in Barcelona verhaftet, wo ihm vorgeworfen wurde, sich an der Erhebung in Katalonien beteiligt zu haben. Schließlich wurde aber am 24. Dezember nach 90 Tagen aus Mangel an Beweisen das Verfahren gegen ihn eingestellt und seine sofortige Freilassung angeordnet. Franco und weite Teile der Armee protestierten dagegen.

#### Generalstabschef unter der CEDA-Regierung
Nach dem Scheitern des asturischen Aufstandes waren die sozialistischen und anarchistischen Linken stark geschwächt. Aus Angst vor einer erneuten Revolution kam es zudem zu einem Rechtsrutsch. Der immer größer werdende Druck auf die Regierung von Ricardo Samper Ibáñez führte zu einer tiefen Regierungskrise. Am 4. Oktober 1934 trat Ministerpräsident Samper zurück. Die radikale Partei und die Bauernpartei versagten ihm jede weitere Unterstützung und betrieben eine Politik der „Anti-Reform“ mit „konterrevolutionären Zielen“ (wie sie sagten), was zu Spannungen mit den Mitte-rechts-Republikanern und der katholischen Rechten CEDA führte. Zudem verfolgte die CEDA das Ziel, den Vorsitz der Regierung zu erreichen, um eine „autoritäre Wende“ herbeizuführen.
Die Regierungskrise von 1934/35 ermöglichte es General Franco, der vom neuen Kriegsminister José María Gil-Robles y Quiñones zum Chef des Generalstabs, und damit zum Oberbefehlshaber der spanischen Armee, ernannt wurde, möglichst unabhängig zu handeln.
Wie bereits sein Vorgänger prüfte José María Gil-Robles y Quiñones nicht die Loyalität der Offiziere gegenüber der Republik. Neben Franco gehörte noch General Emilio Mola als Leiter der marokkanischen Armee zu den nichtloyalen Offizieren in hohen Positionen. So konnten später die Nationalisten aufsteigen und den Bürgerkrieg anfangen. Franco entließ als Generalstabschef mit Wohlwollen der Regierung offiziell als „Linke“ bezeichnete Armeeangehörige und begann diskret eine erneute Umstrukturierung der spanischen Armee. Einige der damaligen Reformen wirken bis heute nach.

## Verschwörung

### Vorgeschichte

#### Parlamentswahlen im Februar 1936
Ende 1935 zerbrach die regierende Mitte-rechts-Koalition unter Alejandro Lerroux inmitten des Estraperlo-Korruptionsskandals. Präsident Alcalá Zamora forderte die Regierung daraufhin zum Rücktritt auf und setzte für den Februar 1936 Neuwahlen an. Bereits zu diesem Augenblick gab es Befürchtungen für den Fall eines linken Sieges.
Bei den Wahlen gab es zwei große Wahlbündnisse: die Frente Popular (Volksfront) mit der Unión Republicana (Republikanische Union) und den Kommunisten auf der einen Seite, die Frente Nacional (Nationale Front) mit den Resten der konservativen Karlisten auf der anderen Seite. Letztere bestanden überwiegend aus der CEDA, die aus ihrem Machtstreben heraus versuchte, sich auch mit republikanischen Kräften zu verbünden. Neben den Monarchisten bestand das Bündnis so noch aus radikalen, liberalen und progressiven Republikanern. Jedoch war es aber unmöglich, ein gemeinsames und einheitliches Programm zu präsentieren. Als Provisorium einigte man sich auf Slogans wie „für Gott und für Spanien!“.
Neben den beiden großen Bündnissen gab es auch eine dritte, „zentristische“ Option, die vom Ministerpräsidenten Manuel Portela Valladares geleitet wurde. Niceto Alcalá Zamora gehörte zu ihren bekanntesten Unterstützern und versuchte, ein „republikanisches Zentrum“ gegen beide Bündnisse zu etablieren.
Die Wahlen hatten mit 72,9 % die höchste Wahlbeteiligung aller drei allgemeinen Wahlen in der Zweiten Republik. Das Ergebnis war eine ausgewogene Verteilung der Stimmen. Die Frente Popular erhielt 47,1 % und das Rechtsbündnis 45,6 % der Stimmen, während das Zentrum auf 5,3 % beschränkt blieb. Der Sieg der Volksfront, die 263 Parlamentsabgeordnete (darunter 37 der Front d’Esquerres aus Katalonien) stellen durfte, löste am 16. Februar 1936 bei Vertretern der katholischen Kirche, Monarchisten und weiten Teilen der Streitkräfte wachsende politische Bitterkeit aus. Die Frente National stellte 156 Abgeordnete und die Parteien eines Mitte-rechts-Bündnisses 54. Die Falange, die sich weigerte, einem der drei Bündnisse beizutreten, erhielt 46.466 Stimmen und damit 0,5 %.
Trotz der Niederlage schworen die CEDA und die Armeeführung (darunter Franco), das Ergebnis zu akzeptieren und einen möglichen Putsch zu verhindern. Trotz dieses Bekenntnisses nahm Franco eine zweideutige Haltung an. Einerseits lehnte er den Wahlsieg der Linken ab, andererseits musste er sich mit der Regierung arrangieren, um nicht erneut ins Abseits zu geraten.
Ende Januar 1936 wurden Gerüchte über die Vorbereitung eines Militärputsches und die angebliche Teilnahme Francos verbreitet. Noch-Ministerpräsident Manuel Portela telegraphierte an den Generaldirektor der Guardia Civil Vicente Santiago und bat um ein Treffen der beiden. Das Treffen wurde zum Eklat und Franco, der immer noch Chef des Generalstabes war, manifestierte sich vor Santiago zu einem „treuen Diener Spaniens im Kampf gegen den Kommunismus“.
Obwohl der Sieg der Volksfront im Februar nicht mehr abzuwenden war, versuchten Franco und Kriegsminister José María Gil-Robles y Quiñones, in koordinierter Weise die Entscheidung der Umfragen umzukehren. In der Nacht des 17. Februars versuchte Gil-Robles das Innenministerium in Madrid zur Ausrufung des Kriegszustandes zu bewegen und verfassungsmäßige Garantien auszusetzen. Franco stand im Gegensatz zu dieser Initiative. Dennoch gelang es Gil-Robles, mit General Nicolás Molero das Kriegsrecht zu verhängen und die Guardia Civil auf die Straße ziehen zu lassen, um Unruhen zu verhindern.
Am nächsten Morgen trafen sich die Vertreter der spanischen Regierung, um über die Umsetzung des Kriegsrechts zu diskutieren. Das Ergebnis des Treffens war die Erklärung des Ausnahmezustands für acht Tage und der Rücktritt Portelas, der das Kriegsrecht zu dieser Zeit für angemessen hielt. Franco, mit dem Wissen, dass er vorerst Generalstabschef bleiben würde, schickte Befehle an die verschiedenen militärischen Regionen. Die Regionen Aragonien, Valencia und Asturien beschlossen daraufhin, auch den Kriegszustand auszurufen. Sie schickten eigene Hauptmannschaften, um ein Eingreifen der Guardia Civil zu unterbinden. So konnte Franco, als er sich am Nachmittag mit Regierungschef Portela traf, geschickt in beide Richtungen spielen. Franco sagte Portela bei einer Machtübernahme die Unterstützung des Militärs gegen die Volksfront zu, forderte aber mehr Zuwendungen für die Armee.
Nach der Vereidigung von Manuel Azaña am 19. Februar 1936 entfachten die linke Regierung und ihre Anhänger eine Kampagne gegen die Opposition, die der Verschwörung gegen die Republik beschuldigt wurde. Gemäß der rechten Opposition waren die wahren Feinde der Republik nicht sie, sondern die Kommunisten, die Spanien in eine „kommunistische Diktatur“ (ähnlich der Sowjetunion) stürzen und den spanischen Bürgern jegliche Grundrechte entziehen würden.

#### Volksfrontregierung
Der Sieg der Volksfront war mit der Ausrufung des Kriegszustandes ein erster Versuch der nationalistischen Kreise, einen Putsch gegen die Regierung durchzuführen. General Franco, der sich zuerst weigerte mitzumachen, sich aber dann der Idee anschloss, wurde vom Noch-Kriegsminister Nicolás Molero Lobo zurückgerufen.
Die Folge des versuchten ersten Staatsstreiches war genau das Gegenteil des beabsichtigten. Der amtierende Ministerpräsident gab die Macht sofort an die neue Regierung Azaña ab. So konnte Azaña schon am Mittwoch, dem 19. Februar 1936 eine neue Regierung bilden, und nicht erst wie vereinbart im März.
Eine der ersten Amtshandlungen der neuen Regierung war die Entfernung der von 1933 bis 1936 eingesetzten Offiziere aus hohen Positionen. Am 23. Februar wurde Franco als Generalstabschef abgesetzt und als Militärgouverneur der Kanarischen Inseln weit vom Machtzentrum Madrid entfernt in Santa Cruz de Tenerife eingesetzt. Franco bezeichnete das Vorgehen als destierro (Verbannung). Ihm folgte General Emilio Mola als Militärgouverneur der Navarra.
Aber die wichtigste Maßnahme der neuen Regierung war es, die Führer des Aufstandes vom Oktober 1934 zu amnestieren. Grund dafür waren Demonstrationen in Madrid, die dies und die Eröffnung von mehreren Gefängnissen forderten. Die Amnestie ermöglichte 30.000 „politischen und sozialen“ Gefangenen die Freilassung. Eine weitere dringende Maßnahme war die Absetzung von rechten oder nicht gewählten Bürgermeistern und Ratsherren vom Jahre 1931 an. Bereits am 28. Februar war es der Regierung gelungen, die Arbeiterbewegung zu beschwichtigen und sie versprach den großen Gewerkschaften die Wiedereinstellung aller 1934 suspendierten Arbeiter und die Zahlung von ausgefallenen Löhnen.
Ein weiterer wichtiger Teil der Amnestie war die Freilassung von Mitgliedern der Regierung der Generalität von Katalonien am 1. März. Franco hatte dies zuvor noch versucht zu verhindern. Kurz darauf wurde Lluís Companys erneuter Regierungspräsident von Katalonien. Auch beschloss die Azaña-Regierung die Restitution der Autonomie des Baskenlandes. Den Reformen stand das rechte, konservative und zentralistische Spektrum entgegen. Zum Teil waren dies auch Republikaner, was faktisch einen Machtzuwachs Francos bedeutete.
Dennoch bedeutete erst die erneute Aufgreifung der „Agrarfrage“ den Höhepunkt der rechten Proteste. Die Volksfrontregierung stieß mit ihrem Vorhaben, eine Bodenreform durchzuführen, bei Großgrundbesitzern und dem Militär auf Unverständnis. Obwohl sich dadurch der Lebensstandard der verarmten Bauern, wie derer in Andalusien, verbesserte, stieß das Vorhaben auch in eigenen Reihen auf Widerstand. Dennoch wurde die Reform mehrheitlich unterstützt und als Zeichen nahmen rund achtzigtausend andalusische Bauern und die in der Extremadura durch eine Kampagne der sozialistischen Federación Nacional da Trabajadores de la Tierra (FNTT) ihre landwirtschaftlichen Betriebe, aus denen sie im Winter 1934–1935 von der CEDA-Regierungen gewaltsam vertrieben worden waren, demonstrativ wieder in Besitz. Dadurch war eine vollendete Tatsache geschaffen worden, die das Ministerium für Landwirtschaft zwang, die bisherigen Rechtsvorschriften zu ändern, was eine Demonstration der Instabilität und Schwäche der Zweiten Republik bedeutete und dem rechten Spektrum in die Hände spielte. Die Besatzung begann am 26. März in der Provinz Badajoz, bei der rund 60.000 Arbeiter etwa 2000 Betriebe gewaltsam in Besitz nahmen. Am 19. April präsentierte der Minister für Landwirtschaft Mariano Ruiz-Funes mehrere Auflagen zur Aufhebung der Agrarreform vom August 1935. Das Gesetz wurde am 11. Juni schließlich wieder außer Kraft gesetzt und durch das Agrarreformgesetz von 1932 ersetzt. So konnten im März und Juli 1936 etwa 115.000 Bauern wieder ihre Höfe in Besitz nehmen. Jedoch kam es zu landesweiten Unruhen, bei der Franco, entgegen seinen Befugnissen, die Guardia Civil entsendete. Sie verhaftete vor allem Bauern, die geschützte Bäume auf ihrem privaten Bauernhof fällen wollten, und war für den Tod von 17 Personen verantwortlich. Für Franco hatte der Alleingang aber keine Folgen.
Am 10. Mai 1936 wurde der bisherige Präsident Niceto Alcalá Zamora seines Amtes enthoben und durch Manuel Azaña ersetzt. Das Verfahren begann am 3. April und wurde am 7. April mit 238 gegen 5 Stimmen angenommen. Da es innerhalb der Regierung Widerstand gegen die Ernennung des Sozialisten Indalecio Prieto zum Premier gab, wurde der gemäßigt linke Historiker Augusto Barcia Trelles kurzzeitig Regierungschef und später Santiago Casares Quiroga. Für die Rechten und Franco bedeutete dies den endgültigen Verlust der Macht an das linke Spektrum, da Zamora den liberalen Rechten angehörte.
Die neue Regierung von Santiago Casares Quiroga betrieb die Reformpolitik weiter. Eines der Hauptprobleme der neuen Regierung waren Streikwellen der anarchistischen CNT und der Gewerkschaft Unión General de Trabajadores (UGT), die auch gegen die linke Regierung waren. Ein weiteres Problem der Regierung war die innere Spaltung der Partido Socialista Obrero Español (PSOE), der wichtigsten Partei der Volksfront. Dies ermutigte die CEDA und ihre monarchistischen Verbündeten zum Vorgehen gegen die Regierung. Währenddessen versuchte die UGT, mit Unterstützung der PSOE in die Regierung einzutreten und forderte mehr Verständnis für die Arbeiterklasse.

#### Politische Radikalisierung und Gewalt
Aufgrund der Ablehnung des Eintrittsgesuchs radikalisierte die Gewerkschaft ihre Methoden. Einen wichtigen Schritt dabei spielte die Fusion der Unión de Juventudes Comunistas de España (Kommunistische Jugend) mit der Partido Comunista de España (Kommunistische Partei Spaniens) zur Juventudes Socialistas Unificadas (Vereinigte Sozialistische Jugend) im Juni 1936. Diese linksextreme Vereinigung stand unter der Leitung von Santiago Carrillo, einem später bedeutenden Gegenspieler Francos im Spanischen Bürgerkrieg. Auch das rechte Spektrum unter der CEDA entschied sich mehrheitlich für einen Boykott der republikanischen Institutionen und begann mit der Unterstützung des Wegs der gewaltsamen Beseitigung der Republik, den die monarchistischen Rechten befürworteten. Die Radikalisierung hatte den Anstieg der politischen Gewalt zur Folge. Die Falange, die noch vor dem Sieg der Frente Popular eine Kleinpartei gewesen war, erreichte zahlreiche ultranationalistische Jugendliche. Es kam zu Gewalttaten, die von linken Organisationen mit Vergeltung beantwortet wurden. Der erste große Angriff, den die Falange beging, war ein Attentat auf den sozialistischen Abgeordneten Luis Jiménez de Asúa. Er überlebte unverletzt, aber sein Leibwächter Gisbert Jesus starb. Die Reaktion der Regierung Azaña war das Verbot der Partei am 14. März. Trotz des Verbotes operierte die Falange im Untergrund. Franco wurde daraufhin beauftragt gegen die Falange vorzugehen. Dies tat er auch, aber nur halbherzig, und die Partei konnte weiterhin fortbestehen.
Am 14. April 1936 wurde in Madrid bei einer Militärparade der Leiter der Guardia Civil Anastasio de los Reyes ermordet. Für dieses Attentat machten sich Linke und Rechte gegenseitig verantwortlich. Am nächsten Tag an der Beerdigung, an der auch Franco anwesend war, kam es zu einer Massendemonstration gegen die Republik. In der darauffolgenden Schießerei zwischen Regierungstruppen und rechts- und linksextremen Demonstranten, wurde Franco leicht am Arm verletzt und der Cousin des Falangistenführers José Antonio Primo de Rivera Engel Saenz de Heredia erschossen.
Alleine zwischen April und Juli forderten von der Falange und den Sozialisten inszenierte Angriffe und Schlägereien mehr als fünfzig Todesopfer. Der Mord am säkularen liberalen Politiker Alfredo Martínez García-Argüelles durch Falangeanhänger ließ die Gewalt auf religiöse Gebäude übergreifen. Zahlreiche Kirchen, Klöster, Synagogen und weitere religiöse Einrichtungen wurden von linken Aktivisten zerstört. Franco bezeichnet das Vorgehen als einen „Akt der Barbarei“ und forderte polizeilichen Schutz für alle religiösen Gebäude in Spanien, wie er es zuvor auf den Kanarischen Inseln getan hatte. Daraufhin begann sich die katholische Kirche in den Rechts-links-Konflikt einzuschalten. Die katholische Presse schrieb regelmäßig Artikel gegen die Regierung. Sie forderte den Sturz der „tyrannischen Regierung der Volksfront!“ und die Beseitigung der „Feinde Gottes und der Religion“. Es entstand eine Ausnutzung der Konfrontation zwischen Klerikalismus und Antiklerikalismus. Streitpunkte waren hauptsächlich das Frauenwahlrecht, Glockengeläut oder Gebete in der Öffentlichkeit.
Die Gewaltspirale trug maßgeblich zur Bildung der späteren Verschwörung bei.

### Einbindung in die Verschwörung
Seit ihrer Gründung wurde die Republik von einer Verschwörung bedroht. Franco reagierte, trotz seiner Abneigung gegen den Republikanismus und die Demokratie, zögerlich und nahm keine eindeutige Haltung an. Dafür wurde er von General Sanjurjo, der 1932 den erfolglosen Putsch in Galicien geleitet hatte, und José Antonio Primo de Rivera kritisiert. In seinen Erinnerungen hielt Ramón Serrano Súñer fest, dass die Zögerlichkeit Francos unter den verschwörerischen Generälen und Politikern wachsende Bitterkeit auslöste.
Nach dem Sieg der Volksfront im Februar 1936 gewannen die Verschwörer weiter an Zulauf, blieben aber eine kleine geschlossene Gruppe. Die erfolglosen Bemühungen, das Kriegsrecht zu verkünden und die Wahlen für ungültig zu erklären, bremsten jedoch den Zulauf wieder.
Am 8. März 1936, einen Tag, bevor Franco die Kanarischen Inseln verließ, wurde ein geheimes Treffen in La Esperanza auf Teneriffa organisiert. Später wurde ein Obelisk zum Gedenken an dieses historische Treffen errichtet. Unter anderem trafen sich Emilio Mola, Joaquín Fanjul, Luis Orgaz Yoldi und Oberst Valentín Galarza Morante, Leiter der Unión Militar Española (Spanische Militärunion). Die Versammlung beschloss Sanjurjo zum Leiter eines möglichen Aufstandes zu ernennen. Franco wurde zu seinem Stellvertreter bestimmt. Obwohl er damit bereits voll involviert war, schien Franco weiterhin sehr zurückhaltend zu sein.
Nachdem Sanjurjo zum Leiter bestimmt wurde, beauftragte er Franco mit der Festsetzung des Zeitpunktes des Aufstandes. Mola war für die Koordinierung der Vorbereitungen verantwortlich. Im April wurde in einem zweiten Treffen der 18. Juli als Tag des Aufstandes beschlossen. Am 25. Mai konkretisierte Mola die Strategien für eine militärische Erhebung in mehreren militärischen Regionen Spaniens. Am 30. Mai fand ein Treffen zwischen Franco und Juan Yagüe, der als Abgesandter der Verschwörer zu Franco geschickt wurde, im Palacio de Carta in Santa Cruz de Tenerife statt. Yagüe, der versuchte Franco endgültig in die Verschwörung einzubinden, konnte diesen zu keinen konkreten Zugeständnissen bewegen. Mola war danach verärgert und zog es sogar in Erwägung Franco von den Planungen der Verschwörung auszuschließen. Jedoch war er, aufgrund des hohen Prestiges Francos in der Armee und insbesondere im Afrikaheer in Spanisch-Marokko, gezwungen, ihn doch einzubinden. Gleichzeitig verschlechterte sich in Spanien die soziale Lage weiter. Die politische Radikalisierung ging Hand in Hand mit der ansteigenden Arbeitslosigkeit. Zusätzlich hatte die Azaña-Regierung Schwierigkeiten die in den Wahlen im Februar versprochenen Reformen voranzubringen. Die Falange verstärkte die Instabilitätit durch immer heftiger werdende Attentate auf prominente republikanische Persönlichkeiten und öffentliche Gebäude. Da die paramilitärischen Milizen der linken Parteien, anders als die Falange, die eher im Verdeckten operierte, offen Vergeltung übten, schürten sie Angst unter der besitzenden Klasse und traditionalistischen Kreisen in ganz Spanien. Etwa einen Monat vor dem Putsch flohen zahlreiche Großgrundbesitzer, Bankiers und sonstige Mitglieder der Ober- und Mittelschicht aus Spanien in die damals wohlhabendsten Metropolen wie Prag, Paris, London oder Biarritz. Obwohl viele von ihnen anfangs wenig oder gar nichts von der Verschwörung wussten und sich folglich nicht beteiligten, gelang es den Verschwörern sie auf ihre Seite zu ziehen. Franco organisierte durch Vertreter die weitgehende Finanzierung der Verschwörung und köderte die wohlhabenden Exilanten mit der Rückerstattung ihres Besitzes, der Wiedereinführung des Adels, der Monarchie und politischem Einfluss in dem neuen Staat.
Obwohl die Regierung über die Gerüchte einer Verschwörung informiert war, unterließ sie es konkrete Schritte dagegen zu unternehmen. Der damalige Kriegsminister und zugleich Ministerpräsident Santiago Casares Quiroga wollte zwar die Verschwörung mit der Verhaftung von Juan Yagüe aufdecken, zögerte aber dann und befahl die Geheimoperation abzubrechen. Ein weiterer Versuch war der Nachweis, dass General Mola zu den Verschwörern gehörte. Am 3. Juni sandte Casares nach Pamplona, dem Wohnsitz Molas, ein paar dutzend Polizeikorps um, unter dem Vorwand den angeblichen Waffenhandel an der spanisch-französischen Grenze zu unterbinden, eine Hausdurchsuchung durchzuführen. Aber Mola wurde von Valentín Galarza, der in die Operation eingeweiht worden war, frühzeitig gewarnt. Mola hatte so genug Zeit um wichtige Dokumente und Schreiben zu verstecken. Der Versuch scheiterte letztendlich.
Am 23. Juni 1936 verfasste Franco einen Brief an Ministerpräsident Casares Quiroga und offenbarte ihm die Unzufriedenheit der Soldaten innerhalb der spanischen Armee, was dieser aber nicht beantwortete. In dem Schreiben forderte Franco von der Regierung freie Hand für hohe Offiziere, egal welcher Ideologie sie angehörten, bei der Aufstellung und Organisation der Armee. Das Schreiben sehen Historiker heute als ein Manöver Francos, sich bei einem erfolglosen Putsch abzusichern. Andere sehen darin einen letzten Rest von Loyalität gegenüber der Republik.
Ende Juni 1936 waren die Vorbereitungen für den Staatsstreich weitgehend abgeschlossen. Hastig versuchten die Verschwörer noch die Karlisten miteinzubeziehen. Das Abkommen mit den Karlisten wurde ohne Franco geschlossen. Am 1. Juli gelang es Yagüe und Francisco Herrera, einem persönlichen Freund von Ex-Verteidigungsminister José María Gil-Robles y Quiñones, Franco zu überzeugen. Der Kompromiss war eine wesentliche Erweiterung der Machtfülle Francos innerhalb der Verschwörer. Obwohl Mola zuerst dagegen war, gab er am 3. Juli seine Zustimmung für den Kompromiss, der vorsah, dass Franco beim Beginn des Putsches von Teneriffa aus das Kommando über die Truppen ganz Spanisch-Marokkos übernehmen würde. Der Flug wurde maßgeblich von Juan March finanziert und bei aktiver Beteiligung des britischen Majors und späteren Leiters des MI6 in der britischen Botschaft in Madrid Hugh Bertie Campbell Pollard – durch seine Zeitung ABC mitorganisiert und Luis Bolín, dem Korrespondenten des ABC in London, und Douglas Francis Jerrold geplant.

## Staatsstreich 1936

### Ermordung von Calvo Sotelo
Am 12. Juli 1936 ermordete in Madrid Jorge Bardina, ein Mitglied der Falange, den Leutnant José Castillo der republikanischen Guardia de Asalto (Sturmgarde). Castillo war ein Mitglied der Partido Socialista Obrero Español. Am nächsten Tag verhafteten Beamte der Sturmgarde den prominenten Monarchisten und ehemaligen Finanzminister José Calvo Sotelo. Das ursprüngliche Ziel der Aktion sollte eigentlich die Verhaftung von José María Gil-Robles y Quiñones sein, da dieser jedoch nicht aufzufinden war, wurde der Plan verworfen. Calvo Sotelo war als Parlamentsabgeordneter ein entschiedener Gegner der Agrarreformen von 1936, der Enteignungen des Adels und der Beschneidung des Monopols der katholischen Kirche gewesen. Stattdessen befürwortete er einen Ständestaat. Am 13. Juli wurde Calvo Sotelo in einem Madrider Gefängnis von seinen Wachen ohne Gerichtsverfahren erschossen.
Die Tötung von Sotelo, einem prominenten rechten Mitglied des Parlaments, mit Beteiligung der Polizei, erweckte Argwohn und löste heftige Reaktionen bei den Gegnern der Regierung aus. Die Regierung reagierte auf rechtsgerichtete Morde mit brutalen Repressionen. Der Vorfall schockierte die Nation und auch die meisten westeuropäischen Demokratien, und Franco beschloss am 15. Juli endgültig, am Putsch teilzunehmen. Auch das spanische Bürgertum war vom Mord geschockt. Die Rebellen bezeichneten den Mord als Teil einer seit Jahrzehnten geplanten kommunistischen Machtübernahme in Spanien. An dieser Theorie wurde vom Franco-Regime bis 1975 festgehalten. Erst Thomas Borras, ein ehemaliges Mitglied der Juntas de Ofensiva Nacional Sindicalista (Vereinigungen der Nationalsyndikalistischen Offensive), konnte die Behauptung 1976 widerlegen. Obwohl die verschwörerischen Generäle unter Mola bereits mit den Planungen eines Aufstandes weitgehend fertig waren, bot der Mord eine gute öffentliche Rechtfertigung für ihren Staatsstreich. Die Legitimation dafür sollte die Erklärung sein, dass Spanien von der Anarchie nur durch militärische und nicht durch demokratische Mittel befreit werden könne. Währenddessen forderten die im Parlament vertretenen Sozialisten und Kommunisten die zivile Unterstellung der Armee. Ministerpräsident Santiago Casares Quiroga reagierte zögerlich.
Am 14. Juli 1936 flog Franco nach Teneriffa. Zwei Tage später, am 16. Juli, starb der Militärkommandant von Gran Canaria, General Amado Balmes durch einen Jagdunfall. Ihm wurde in den Bauch geschossen. Sein Tod ermöglichte es Franco, unter dem Vorwand, an der Beerdigung des Generals teilzunehmen, nach Gran Canaria zu fliegen, ohne Verdacht zu erregen. Es ermöglichte auch die Anreise von General Luis Orgaz Yoldi, der für die Durchführung der militärischen Erhebung auf den Kanarischen Inseln zuständig war.
Während der Franco-Diktatur trug Calvo den Beinamen „erster Märtyrer“ (Protomártir). 1960 wurde ein Denkmal zu seinen Ehren errichtet und mehrere Straßen im ganzen Land nach ihm benannt.

### Nationalistische Erhebung in Spanisch-Marokko

Protektorat Spanisch-Marokko

In der Nacht vom 16. auf den 17. Juli kam es in Melilla zu einer letzten Suche nach verdächtigen Aktivitäten. Der Suchtrupp wurde vom republiktreuen Manuel Romerales Quintero geleitet. Dieser stellte fest, dass alles in Ordnung sei. Die Unwissenheit von Romerales gab Francos Hintermännern Zeit für die Mobilisierung der dortigen bedeutenden Garnison. Am Morgen des 17. Juli vereinbarten die Verschwörer ein letztes Treffen in der Stadt. Man setzte dort den Termin für den Beginn des Aufstandes auf 5 Uhr morgens am 18. Juli an. Kurz danach verriet Alvaro Gonzalez, ein lokaler Führer der Falange, die Pläne zur Verschwörung an mehrere Mitglieder der Unión Republicana (Republikanische Union), die die Informationen an General Romerales weiterleiteten. Dieser befahl daraufhin am Nachmittag eine erneute Suche nach den Verschwörern. Die erfolgreiche Suche führte zur Beschlagnahmung mehrerer Waffen der Verschwörer und der Verhaftung eines involvierten Leutnants mit Nachnamen Zaro. Die Verschwörer wurden durch diese Aktion überrascht. Daraufhin musste Dario Gazapo, ebenfalls ein Mitglied der Falange, die Spanische Fremdenlegion mit neuen Waffen hinzuziehen, um den Verlust an Waffen wieder ausgleichen zu können. Die republikanische Polizei bespitzelte Gazapo jedoch und konnte die Gespräche zwischen dem General und den Legionären belauschen. Daraufhin wurden Gazapo und eine gesamte Einheit der Fremdenlegion verhaftet.
Die erfolgreiche Verhaftung meldete Romerales am Nachmittag umgehend Ministerpräsident Casares Quiroga. Dieser befahl daraufhin die Festsetzung aller Verschwörer in Melilla. Romerales reagierte zögerlich und wäre auch nicht in der Lage für die Durchführung der Operation gewesen, da diese über seinen Befugnissen lag. Gegen Abend riefen die Rebellen den Kriegszustand aus und besetzten alle Regierungsgebäude in Melilla. Franco, der sich immer noch auf den Kanarischen Inseln befand, reagierte auf die verfrühte Erklärung empört. Obwohl Franco, der offizielle Leiter der Erhebung zur Mäßigung aufrief, kam es in den Arbeitervierteln zu blutigen Zusammenstößen. Obwohl die Arbeiter nicht bewaffnet waren, massakrierten die nationalistischen Milizen die Arbeiter regelrecht. Auf die Arbeiter folgte die Exekution aller Krimineller aus den Gefängnissen und die von Romerales und des Bürgermeisters der Stadt. Am späten Abend erstellten die Rebellen zusammen mit lokalen Behörden eine Liste der Mitglieder von Gewerkschaften, linken Parteien und Anhängern der Freimaurerei. Auch Wähler der Frente Popular im Februar 1936 und unliebsame muslimische Einheimische galten als potenzielle Ziele der ersten Säuberungen der Nationalisten. In der Nacht zum 18. Juli exekutierten die Rebellen 189 Zivilisten und republiktreue Militärs. Ein paar Tage später, am 20. Juli, errichteten sie mit dem Konzentrationslager in Melilla, das erste von später 190 franquistischen Konzentrationslagern.
Die erfolgreiche Übernahme der Macht in der Stadt löste eine Fluchtwelle republikanischer Offiziere aus. Auch der prominente General Agustín Gómez Morato wollte flüchten. Kurz vor dem Abflug seines Flugzeugs konnte er mit wichtigen Unterlagen, die für die spanische Zentralregierung detaillierte Informationen zur Lage in innerhalb der Stadt und in Spanisch-Marokko beherbergten, gefangen genommen werden. Die Gefangennahme verhinderte eine genauere Beschreibung der dortigen Lage und machte die Regierung faktisch „Blind“. Die für die Rebellen erfreuliche Aktion wurde in den frühen Morgenstunden des 18. Juli von 1936 in einem Telegramm an Franco geschickt.
Am gleichen Tag kam es ein paar Kilometer von Melilla unter dem Kommando von Virgilio Leret, der zuerst der Rebellion angehörte, aber danach bereits wieder die Seite wechselte, zu einem Gegenputsch. Er verfügte über genug Mann um der Ausbreitung des Putsches für einige Stunden entgegenzutreten. Der Flughafen in Melilla konnte kurzzeitig wieder in Besitz genommen werden. Zahlreiche republikanische Offiziere und Politiker konnten so flüchten und Bericht erstatten. Für die Beendung der republikanischen Inbesitznahme des Geländes wurde der einheimische Stammesführer Mohamed ben Mizzian entsandt, der seinen Marsch nach Melilla unterbrechen musste. Nach der erfolgreichen Vertreibung der republikanischen Truppen und der Verhaftung von Virgilio Leret konnte Franco um 17 Uhr in Melilla landen. Um seine Familie nicht zu gefährden, hatte er seine Frau und Tochter nach Frankreich geschickt.
Nachdem sich die Putschisten der Stadt Melilla bemächtigt hatten, weitete sich der Staatsstreich auf die ebenfalls in Spanisch-Marokko liegenden Städte Tétouan, Ceuta und Larache aus. Um die dortige Übernahme koordiniert durchführen zu können, nahm, auf Weisung Francos, Oberst Juan Seguí Kontakt mit Eduardo Sáenz de Buruaga auf. Dieser mobilisierte dann, zusammen mit Juan Yagüe, seine Truppen. Er setzte sie aber 12 Stunden früher als geplant in Marsch, um die Hauptstadt des Protektorats Tétouan einzunehmen. Er telegrafierte dann an Franco, um zu erklären, warum die Erhebung in Melilla früher als zur festgesetzten Zeit begonnen hatte.
In Madrid versuchte Ministerpräsident Casares, die noch loyalen Teile des Afrikaheeres auf die Seite der Republik zu ziehen, was aber nicht gelang. Er telefonierte noch am selben Tag mit dem Hochkommissar des Protektorates Alvarez Buylla und versprach für den 19. Juli Luftunterstützung. Die Nationalisten konnten das Gespräch, noch bevor konkrete Angaben getroffen worden wären, unterbinden und Alvarez Buylla verhaften. Leidlich loyal zur Republik blieb, nach dem Anschluss des Generals Antonio Castejón Espinosa und seiner ihm unterstellten Einheit, Francos Cousin Ricardo de la Puente Bahamonde. Er telefonierte mit Casares und versicherte ihm, dass auf dem Flughafen Tetouan Sania Ramel seine Fliegerstaffel loyal bleibe. In der Zwischenzeit hatten die Nationalisten bis auf die Residenz des für abgesetzt erklärten Hochkommissars Alvarez Buylla unter Kontrolle. In den besetzten Gebieten antworteten die Nationalisten auf den unerwarteten Widerstand von Gewerkschaftlern, Linken und Republikanern mit willkürlicher Despotie.
Obwohl der Putsch auch gelungen war, begab sich Juan Yagüe zu einem Treffen mit dem Großwesir von Tetouan Muley Hassan. Dieser sah sich dann gezwungen, um nicht abgesetzt zu werden, marokkanische Freiwillige zu entsenden. In Ceuta trugen sie dann zur leichten Einnahme der Stadt bei. Bereits um 11 Uhr konnte Yagüe, ohne einen einzigen Schuss abgefeuert zu haben, Ceuta einnehmen. In Larache, der einzigen Großstadt in Spanisch-Marokko die immer noch loyal zur Regierung war, kam es zwischen dem 18. und 19. Juli zu blutigen Kämpfen. Um 2 Uhr morgens geriet die Stadt unter die Kontrolle der Rebellen. Die meisten Widerständler wurden danach exekutiert oder flohen nach Französisch-Marokko.
Gegen Abend des 18. Juli umstellten Einheiten der Rebellen den Flughafen Tetouan Sania Ramel. Nachdem sich die Piloten der Fliegerstaffel von Ricardo de la Puente Bahamonde ergaben, erklärte Franco in einer Radioansprache am gleichen Abend die Niederschlagung des republikanischen Widerstandes und damit die Einnahme von ganz Spanisch-Marokko.
Der Kampf in Afrika war kurz, aber hart. Gefangengenommene hohe republikanische Generäle waren die ersten prominenten Opfer der franquistischen Repression. Der abgesetzte kommandierende General des Afrikaheers Gomez Morato wurde zu einer 20-jährigen Gefängnisstrafe verurteilt. General Romerales wurde erschossen.

### Ausweitung und erste Rückschläge
Nachdem am Morgen des 18. Juli General Franco seinen Sitz in Las Palmas de Gran Canaria verlassen hatte, um nach Spanisch-Marokko zu fliegen, riefen nationalistische Generäle auf der gesamten Inselkette den Kriegszustand aus. Alle dortigen Regierungsgebäude wurden vom Militär besetzt und die Gouverneure der beiden Provinzen festgenommen. In Las Palmas wurde als Gegenmaßnahme ein Generalstreik erklärt. Aber der Versuch einiger Gruppen von Arbeitnehmern, eine neue Zivilregierung auf der Insel zu bilden, wurde ihnen durch das Militär verwehrt. In Santa Cruz de Tenerife, wo General Luis Orgaz Yoldi sein Hauptquartier aufgeschlagen hatte, sahen sich die Rebellen mit einer größeren Widerstandsbewegung konfrontiert, was die Besetzung der Insel verzögerte. Zahlreiche Arbeiter protestierten auf Gran Canaria und Teneriffa. Die bewaffnete Revolte wurde niedergeschlagen und es folgten brutale Repressionsmaßnahmen. Den Auftakt zur gesamten Operation auf der Insel bildete das um zehn Uhr morgens gesendete Telegramm von Eduardo Sáenz de Buruaga aus Tétouan, in dem der General die Eroberung Spanisch-Marokkos verkündete.
Am Abend des gleichen Tages ließ Franco auf Teneriffa ein Manifest veröffentlichen, was den militärischen Aufstand rechtfertigen sollte. Zuvor waren die Inseln am Mittag unter die vollständige Kontrolle der Rebellen geraten.
Als die Zentralregierung von Casares Quiroga am Nachmittag des 17. Juli 1936 vom Aufstand und dessen schnellem Übergreifen (Spanisch-Marokko, Kanarische Inseln) erfuhr, beschloss Casares, die republikanische Marine auslaufen zu lassen, und befahl der Luftwaffe, Angriffe auf Stellungen im Norden Afrikas zu fliegen. Marineminister José Giral Pereira kommandierte mehrere Kriegsschiffe zur Blockierung der Meerenge von Gibraltar ab, die den Kolonialtruppen den Weg auf die Iberische Halbinsel blockieren sollten. Die vorerst erfolgreiche Blockade löste unter dem Afrikaheer unter Teilen der Soldaten Enttäuschung aus. Die innere Revolte schwächte die Rebellion und ebnete einen Teil der Entwicklung zum blutigen Bürgerkrieg.
In der Luft bombardierten Flugzeuge wie die Douglas DC-2 und Fokker F.VII, die alle vom Flugplatz Aeródromo de Tablada in Tablada gestartet waren, am 17. Juli und 18. Juli Melilla, Ceuta, Larache und Tétouan. In der letzteren Stadt zerstörten die Luftangriffe mehrere öffentliche Gebäude und jeweils eine Synagoge und Moschee mit ihrer Umgebung. Tétouan hatte nach dem Bombardement zahlreiche zivile Opfer zu beklagen, was den Seitenwechsel der Stadt zugunsten der Nationalisten bedeutete. Auch die spanische republikanische Marine bombardierte mehrere Positionen und Städte am 20. und 21. Juli erneut. Der Zerstörer Sánchez Barcáiztegui bombardierte Ceuta massiv.
Nach der Eroberung der Kanaren griff der Putsch auf Andalusien über. Am 18. Juli um zwei Uhr nachmittags revoltierte ein Teil der in der Regionalhauptstadt Sevilla stationierten Truppen gegen die Regierung. Der Putsch in Sevilla führte zur Verhaftung von General Jose Fernandez de Villa-Abrille, der das Kommando über die 2. Division in Andalusien innehatte. Etwa 4000 Soldaten konnten innerhalb weniger Tage die Kontrolle über die wichtigsten Einrichtungen der Stadt erlangen. Nur eine Minderheit der in der Militärprovinz stationierten Truppen blieb loyal gegenüber der Regierung, sowie der Zivilgouverneur in Sevilla Jose Maria Varela Rendueles und einige Freiwillige aus linken Parteien. Da sich die zivile Regierung nicht wie erhofft aus Angst ergab, versuchten die Rebellen sie freiwillig zum Rücktritt zu bewegen, trafen aber auf starken Widerstand. Letztendlich konnten die Wachen des Palais de San Telmo, der Residenz von Jose Maria Varela Rendueles, von den Nationalisten überwältigt werden.
Der Gouverneur ergab sich acht Uhr abends. Der Putsch gelang sowohl in Sevilla als auch in Córdoba und der Provinz Cádiz, scheiterte aber in der zweitgrößten Stadt Málaga. Dort leistete eine unbekannte Zahl von militanten Linken mit leichten Waffen Widerstand. Von der Provinz Huelva aus schickte die Regierung eine Verstärkung von 120 Mann. Doch der Leiter des Hilfskorps ging zu den Aufständischen über und es kam am 19. Juli zu einem Massaker an Bergleuten, die gegen die Nationalisten revoltiert hatten.
Am 20. Juli starteten die Nationalisten auf persönlichen Befehl Francos Angriffe gegen Triana und den Markusplatz im Zentrum des Stadtteils. Am nächsten Tag beendete eine Offensive den Widerstand. Am 22. Juli kam es in Sevilla und Málaga zu mehreren Massakern an den übrig gebliebenen Widerstandskämpfern. In diesen politisch motivierten Säuberungen erschossen die Rebellen etwa zwischen 3000 und 6000 Menschen. Es ist unklar ob Franco diese Repression förderte, belegt ist aber, dass er nicht einschritt. Die Putschisten selber verloren „nur“ 13 Mann. Außerhalb der eroberten Gebiete wurden gefangengenommene Nationalisten oder Sympathisanten von Kommunisten und Sozialisten gelyncht.
Nach der Eroberung wurde Sevilla zu einer wichtigen Grundlagen der Rebellen für den sich abzeichnenden Bürgerkrieg, der durch die republikanische Blockade der Meerenge und das damit verbundene Scheitern des Putsches verursacht worden war. Von dort aus wurden später die Offensiven gegen Huelva (Juli 1936), Madrid (August 1936) und Málaga (Januar–Februar 1937) gestartet. Am 22. Juli startete die republikanische Marine unter dem Zerstörer Cervantes als Flaggschiff in der Bucht von Algeciras einen Angriff auf die Städte Sevilla, Algeciras und La Línea de la Concepción um eine Wiedereroberung herbeizuführen, was erfolglos blieb. Am 25. Juli bombardierten das Schlachtschiff Jaime I, die Kreuzer Libertad und Miguel de Cervantes Melilla mit dem gleichen Ziel.

### Scheitern des Staatsstreiches
Die nationalistische Revolte griff zwar sofort auf das Mutterland über, jedoch nicht auf die meisten Großstädte. In Barcelona teilte sich die Armee in Loyale und Putschisten. Die Guardia Civil blieb ebenfalls loyal und erhielt Unterstützung von Polizeikräften und der Generalitat de Catalunya. Die Teilnahme von bewaffneten Arbeitern vereitelte den Putsch letztendlich, obwohl bei der Ankunft von General Manuel Goded alles auf einen Sieg der Nationalisten gedeutet hatte. In den Armeekasernen der katalanischen Städte Girona, Lleida und Mataró konnten die Rebellen überwältigt werden und Katalonien blieb in den Händen der Republikaner. In Madrid führte eine Fehlentscheidung des Generals Joaquín Fanjul zum Scheitern des dortigen Aufstandes. Fanjul hatte, trotz Befehl von Franco, seine Truppen aus der Hauptstadt abgezogen, um im Norden Spaniens General Mola zu treffen. Der Abzug aus Madrid entzog rebellierenden Zivilisten und Franco-Sympathisanten im Stadtzentrum jegliche Grundlage und die Aufständischen mussten sich ergeben. In Valencia kam es, abgesehen von ein paar Scharmützeln, zu keiner Erhebung. Das Militär blieb größtenteils in den Kasernen und Aufständische konnten dort bereits festgesetzt werden. In Asturien erlangten die Rebellen nur die Kontrolle über Oviedo, wo Antonio Aranda in der Belagerung von Oviedo vom 19. Juli bis zum 16. Oktober 1936 einen bedeutenden Sieg erringen konnte.
Tatsächlich hatte der Putsch vom Juli 1936 nur die Unterstützung von vier von insgesamt 18 großen Generälen der spanischen Streitkräfte, hatte jedoch mit 14 von insgesamt 56 Brigadegenerälen eine viel größere Unterstützung unter den Offizieren. Trotz der Befürchtungen, dass die Aufständischen Wirkung auf sozialistische und anarchistische Revolutionäre haben könnten, hatte man die Reaktionsfähigkeit von Arbeitnehmern abgelehnt. Auf der anderen Seite, der Regierungsseite, gab es zwei wichtige militärische Entscheidungen. Die erste war, dass Juan Hernandez Saravia das Kommando über die paramilitärische Unión Militar Republicana Antifascista (UMRA) übernehmen sollte, und die zweite war, dass General Ambrosio Ristori y Granados das Kommando über die Marine übernehmen sollte. Beide Kommandeure wurden später von den Rebellen besiegt und getötet. In Spanien spricht man von den ersten prominenten Opfern auf Seiten der Republikaner.
Ein weiterer Faktor für das endgültige Scheitern des Putsches war sein einfacher zugrundeliegender Plan, der auf der Naivität einiger Generäle basierte. Tatsächlich hatten die Verschwörer einen Seitenwechsel der Marine zugunsten von ihnen bereits eingeplant. Dabei war die Marine nicht einmal in die Planungen miteinbezogen worden. Auch mit einer Blockade der Straße von Gibraltar hatte man nicht gerechnet. Auch ein Putsch bei der Marine, der sie zum Seitenwechsel hätte bewegen sollen, scheiterte. Das Scheitern ist vor allem auf Marineminister José Giral Pereira zurückzuführen. Dieser hatte per Funk in Madrid die Kommandeure der wichtigsten Marineschiffe zuvor gewarnt. Die aufgedeckten Verschwörer wurden meist verhaftet oder ermordet. Im Gegensatz zu den beiden anderen Teilstreitkräften blieben die Spanischen Luftstreitkräfte fast vollständig der Republik treu. Lediglich ein Viertel ihrer Soldaten liefen zu den Aufständischen über. Auch die Tatsache, dass die wichtigsten Industriegebiete des Landes in den Händen der Republikaner geblieben waren, darunter große Fabriken für Chemikalien und Sprengstoff sowie die asturischen Kohlebergwerke, was ein Zugreifen auf benötigte Ressourcen unmöglich machte, entzog dem Putsch den Boden. Zudem war die Waffenindustrie unter der Kontrolle der republikanischen Regierung. Auch die Goldreserven der Bank von Spanien und die meisten Reserven von Silber konnten unter Kontrolle gehalten werden. Die Erdölmonopolgesellschaft Campsa weigerte sich, entgegen den Plänen Molas, die Nationalisten mit Treibstoff zu beliefern.

## Spanischer Bürgerkrieg

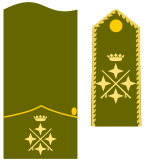
Schulterklappe und Ärmelabzeichen Francos als Generalissimus ab 1943

Der Spanische Bürgerkrieg begann im Juli 1936 und endete offiziell mit Francos Sieg im April 1939 und forderte 190.000 bis 500.000 Todesopfer. Trotz der Einrichtung eines Komitees für die Nichteinmischung in die Angelegenheiten Spaniens und der Ratifizierung eines dementsprechenden Abkommens im August 1936 wurde der Verlauf des Krieges entscheidend von ausländischen Kräften beeinflusst. Die nationalistische Seite wurde durch das Königreich Italien, das die Corpo Truppe Volontarie (CTV) sendete, unterstützt. Im Juli 1936 folgten das nationalsozialistische Deutsche Reich mit der Legion Condor und Portugal.
Die Spanische Republik wurde vor allem durch die Sowjetunion, Mexiko und durch Kommunisten, Sozialisten und Anarchisten in Spanien unterstützt. Das Vereinigte Königreich und Frankreich hielten sich an das Nichteinmischungsabkommen und hielten das Waffenembargo ein. Weitere republikanische Unterstützung kam durch die Internationalen Brigaden.
Weil Adolf Hitler und Josef Stalin den Krieg de facto als Testfeld für moderne Kriegsführung benutzten, sind einige Historiker, wie Ernst Nolte, der Meinung, dass der Spanische Bürgerkrieg, zusammen mit dem späteren Zweiten Weltkrieg, Teil eines „großen europäischen Bürgerkrieges“ zwischen 1936 und 1945 war und vor allem durch den ideologischen Konflikt zwischen dem rechten und dem linken Spektrum beeinflusst wurde. Allerdings ist diese Auslegung unter den Historikern umstritten.

### Die ersten Kriegsmonate
Nach der Aufgabe der Pläne einer schnellen Machtübernahme waren die ersten Tage des Bürgerkriegs vor allem durch den Kampf um das Protektorat Spanisch-Marokko geprägt. Auf der einen Seite gelang es Franco, die Unterstützung der Eingeborenen und ihrer nominellen Behörden und auf der anderen Seite die vollständige Kontrolle über die Armee zu gewinnen. Dies führte zur Hinrichtung von rund 200 hochrangigen republiktreuen Offizieren (einer von ihnen sein eigener Cousin). Sein treuer Leibwächter wurde von Manuel Blanco erschossen.
Francos erstes Problem war, seine Truppen auf die Iberische Halbinsel zu bringen, da sich ein Großteil der spanischen Marine in den Händen der Republikaner befand, und die Blockierung der Meerenge von Gibraltar. Er bat darum Italiens Diktator Benito Mussolini, der mit einem bedingungslosen Angebot von Waffen und Flugzeugen reagierte, um Hilfe. Im Deutschen Reich überzeugte Wilhelm Canaris, der Chef der Abwehrabteilung, des Militärgeheimdienstes, und persönlicher Bekannter Francos, Hitler, die Nationalisten zu unterstützen. Die Luftbrücke konnte gebildet werden, nachdem die Nationalisten das Flugfeld Tablada einnehmen und die Republikaner vollständig vom Gelände der Anlage vertreiben konnten. In Sevilla konnte Alfredo Kindelán Duany den dortigen Flughafen Aeropuerto de Sevilla unter nationalistische Kontrolle bringen. Die Luftbrücke erwies sich durch den Anfangsflug von drei Fokker F.VII-Flugzeugen nach Marokko erfolgreich. Zu Beginn wurden kleinere Gruppen von Legionären (jeweils 10 bis 15 pro Flug) von Tetouan nach Tablada geflogen. Später kam eine Douglas DC-2 und eine andere Fokker F.VII hinzu. Aber die eigentliche Luftbrücke konnte erst Ende Juli mit der Ankunft von zwanzig deutschen Junkers Ju 52/3m-Transportflugzeugen, die später leicht zu Bombern umfunktioniert werden konnten, in Marokko gebildet werden. Am 30. Juli kamen die Ersten der insgesamt neun Savoia-Marchetti SM.81-Maschinen vom Königreich Italien an. Diese modernen Flugzeuge mit einer hohen Flughöhe konnten die Blockade der republikanischen Marine umgehen. Am 5. August konnte eine eigens von den Nationalisten aufgestellte Flotte in der Schlacht Convoy de la victoria (Konvoi des Sieges) einen Sieg gegen die republikanische Marine erringen, was das Überleben der Luftbrücke sichern konnte. Es konnten zwischen Ende Juli und Ende Oktober 1936 über 13.000 Legionäre und Soldaten der Regulares Indígenas auf das spanische Festland geflogen werden. Die höchsten Schätzungen sprechen von 25.000 rübergeflogenen Soldaten.
Die Luftüberlegenheit der Rebellen führte zu Bombardements auf Positionen der Marine. Am 13. August wurde das Schlachtschiff Jaime I bei einem Angriff von zwei Junkers Ju 52/3m im Hafen von Málaga beschädigt. Am 22., 30. und 31. August folgten weitere Bombardements.
Durch Vertreter fing Franco an, mit dem Vereinigten Königreich, dem Königreich Italien und dem Deutschen Reich um weitere militärische Unterstützung, vor allem aber für mehr Flugzeuge zu verhandeln. Die Verhandlungen erwiesen sich als erfolgreich und Franco flog am 25. Juli mit seiner Maschine nach Tétouan, wo er am 2. August ankam. Am 5. August war Franco in der Lage, die republikanische Blockade mit der neu angekommenen Luftunterstützung zu durchbrechen und mit 2.000 Soldaten einen erfolgreichen Einsatz mit einem Schiffskonvoi durchzuführen.
Anfang August war die Lage im westlichen Andalusien stabil genug, um eine Kolonne von etwa 15.000 Soldaten, unter dem Kommando von Oberstleutnant Juan Yagüe, durch Extremadura marschieren zu lassen und später Madrid angreifen zu können. Am 8. August befahl Franco seinen Truppen in Richtung Mérida zu marschieren, um sich mit Oberstleutnant Asensio und General Mola zu treffen. Die Überwindung jedes Widerstandes von unerfahrenen Arbeitermilizen, die Verstärkung aus dem Süden und wegen des hinter den Fronten praktizierten Terrors, erreichten Francos Truppen nach 200 Kilometern in zehn Tagen ihr Ziel. In Mérida konnte Franco General Mola überreden, seinen Truppen einen Teil seines Munitionsvorrates abzugeben. Allerdings scheiterten Francos Bemühungen die beiden Heere zu vereinigen, um von dort aus nach Madrid zu marschieren.
Über die Navarra konnten die Rebellen dank einer direkten Intervention Molas, und weil die Verschwörung dort besser organisiert und ausgeführt worden war, die Kontrolle übernehmen. Der schlagkräftige paramilitärische Arm der Karlisten Requeté konnte die Kontrolle über die Ufer des Ebros übernehmen und General Miquel Cabanellas im Kampf um Zaragoza stützen. Trotz dieser Erfolge konnte Francos Armee sich nicht von der Gemeinde Guadarrama aus wegbewegen und ihren Vormarsch in Richtung Madrid fortführen. Grund dafür waren vor allem der akute Mangel an Männern und Munition. Am 11. August nahmen seine Truppen noch Tolosa ein. Am 13. August trafen Mola und Franco sich in Sevilla und sie einigten sich beide, dass es sinnlos wäre, Madrid schon im August anzugreifen. Stattdessen starteten beide einen gemeinsamen Angriff auf Irun, um die Republikaner von der französischen Grenze zu vertreiben und ihnen den Weg abzuschneiden. Am 5. September besiegten die Nationalisten, nach einem harten Kampf, die Truppen von Mola und nahmen Irun ein. Am 13. September folgte der Rückzug der Republikaner und die Einnahme der Stadt Donostia-San Sebastián durch die Rebellen. Franco hatte danach die Möglichkeit seine Truppen wieder mit neuer Munition aufzurüsten. Am 14. August nahm Franco in der Schlacht von Badajoz Badajoz ein, wo seine Soldaten ein Blutbad anrichteten und Teile der Stadt plünderten. Es kam zu einem tagelangen Massaker an den republikanischen Verteidigern und Zivilisten in der Stadt. Dabei wurde auch eine Massenerschießung in der dortigen Stierkampfarena durchgeführt und es kam zu zahlreichen Vergewaltigungen. Etwa 1.800 bis 4.000 Menschen starben.
Durch das Zusammentreffen Francos und anderen Rebellen am 16. August war nach der Eroberung der südlichen Extremadura die Vereinigung der beiden einzelnen Rebellengebieten abgeschlossen. Darüber hinaus ordnete Mussolini den Marsch von 12.000 motorisierten Soldaten des CTV nach Sevilla an und bat Hitler um ein Geschwader der Luftwaffe (2JG/88) mit etwa 24 Flugzeugen. Alle diese Flugzeuge hatten die Abzeichen der Nationalisten aufgemalt, wurden aber von Italienern und Deutschen geflogen. Das Rückgrat der Luftwaffe Francos waren aber in jenen Tagen die italienischen SM.79 und SM.81-Bomber, die Doppeldecker CR.32 und die deutschen Junkers Ju 52-Cargo-Bomber und die Heinkel-He-51-Doppeldecker.
Nach der Einnahme von Badajoz wandte Yagüe seine Truppen in Richtung Madrid und besetzte am 3. September nach der Schlacht bei Talavera die Stadt Talavera de la Reina. Es war der letzte Versuch der republikanischen Regierung, den vorrückenden Truppen Francos den Weg nach Madrid zu versperren. Diese ganze Kampagne, in der Francos Armee über 500 Kilometer in einem Monat marschiert war und zahlreiche Geländegewinne erziehen konnte, war ein voller Erfolg für Franco, auch wenn einige seiner Entscheidungen umstritten waren.
In der Zwischenzeit kam es in der republikanischen Zone zu gewaltsamen, revolutionären Ausbrüchen. Rund zwei Millionen Anarchisten entfachten eine Soziale Revolution. Viele Unternehmen der spanischen Wirtschaft wurden der Herrschaft der Arbeiter unterworfen; in anarchistischen Hochburgen wie Katalonien war der Prozentsatz oberhalb von 75 %, jedoch niedriger in Bereichen mit starkem sozialistischen Einfluss. Fabriken wurden von Arbeiterkomitees betrieben, landwirtschaftliche Flächen wurden kollektiviert und als „Freie Kommunen“ betrieben. Auch Unternehmen wie Hotels, Friseursalons und Restaurants wurden kollektiviert und von ihren Mitarbeitern betrieben.
Vom 21. bis zum 27. September machte Franco einen Abstecher nach Toledo. Diese umstrittene Entscheidung gab der Volksfront Zeit, um die Verteidigung in Madrid zu stärken und die Stadt zu halten. Die Verteidigung des Alcázars von Toledo war aber dennoch ein wichtiger Propagandaerfolg für die Nationalisten.

### Aufstieg zur Macht
Im Gegensatz zu seinen Mitstreitern war Franco von Anfang an vom Scheitern des Staatsstreiches überzeugt. Trotzdem war er der Auffassung, dass der Schlag nötig war. Seinem Assistenten Francisco Franco Salgado-Araujo offenbarte er als erstes seine wahre Meinung. Als der Putsch dann Ende Juli 1936 endgültig scheiterte, war Mola als dessen Hauptplaner diskreditiert, Franco konnte sich hingegen auf seine wahre Meinung berufen. Auch Luis Orgaz Yoldi geriet mit einigen Putschisten in Konflikt, und weder er noch Mola wurden von allen Rebellen (unter anderem Franco) als mögliche Führer eines zukünftigen Spaniens akzeptiert. Franco respektierte aber den Führungsanspruch von General José Sanjurjo innerhalb der nationalistischen Fraktion. Dafür wurde ihm nach einem Sieg das Amt des Hohen Kommissars von Marokko versprochen. Auf der anderen Seite, wie der Rest der militärischen Verschwörer, glaubte er, dass das Kommando über die Armee vereinheitlicht und der zivilen Autorität entzogen werden sollte, womit er im Widerspruch zu Sanjurjo stand. Nachdem er am 18. Juli 1936 nach Spanisch-Marokko geflogen war, übernahm Franco das alleinige Kommando über das spanische Afrikaheer, das 35.000 Mann umfasste. Die Wichtigkeit der afrikanischen Armee, sowie das hohe Ansehen Francos unter den Soldaten begünstigten den beginnenden Aufstieg des Generals. Franco hatte ab dem 30. Juli von hochrangigen nationalistischen Generälen die Befugnis zugestanden bekommen, Entscheidungen unabhängig zu fällen oder die seiner Mitstreiter zu revidieren. Unmittelbar danach entsandte er im Alleingang Luis Bolín nach Rom um Mussolini erneut um Hilfe zu bitten. In einem Gespräch mit Außenminister Graf Galeazzo Ciano am 21. Juli versicherte Bolin diesem, dass Franco nach dem Tode General Sanjurjos am Tag zuvor der neue Kopf der Aufständischen sei. Italienische Diplomaten in der internationalen Zone von Tanger bestätigten in ihren gesendeten Telegrammen die Behauptung Bolins. Das Gleiche galt für deutsche Diplomaten und den deutschen Konsul in Tétouan, der den Rebellentruppen im Namen von General Franco erneute Hilfe zusagte. So konnte Franco mit seiner Position als neuer Leiter der Rebellion, die ohne Absprache mit anderen Generälen ihm zuerkannt worden war, auf internationale Unterstützung bauen.
Am 22. Juli sagte Franco Adolf Paul Johannes Langenheim, der nach Berlin zu Hitler bestellt wurde, dass ein militärischer Vorstand unter seinem Vorsitz festgelegt wurde. Am 27. Juli bestätigte Franco seine Aussage in einem Interview mit dem amerikanischen Journalisten Jay Allen in Tétouan.
Am 1. August 1936 kam es zu einem Vorfall, der Mola die Feindseligkeit der monarchischen Generäle einbrachte und damit Franco den Weg in Richtung des einzigen von allen akzeptierten militärischen Befehlshabers ebnete. An diesem Tag traf in Burgos Juan de Borbón y Battenberg, der dritte Sohn von König Alfonso XIII., aus seinem Exil in Italien mit dem Auto ein. Ziel der Reise war es, die Unterstützung der Rebellen für eine Restauration der Monarchie zu gewinnen. Während Franco sich abwartend zeigte, schickte Mola, unter Androhung den Kronprinzen zu erschießen, die Eskorte an die Grenze zu Portugal zurück.
Am 7. August, zwei Tage nach dem Erfolg des Convoy de la victoria verlegte Franco sein Hauptquartier nach Sevilla. Er wählte den Palacio de Yanduri als Residenz und quartierte seine Assistenten Francisco Franco Salgado-Araujo, Carlos Varela Diaz, Martin Moreno, Alfredo Kindelan und José Millán Astray mit ein.
Am 11. August übertrug Mola in einem persönlichen Telefonat Franco die Kontrolle über alle Waffen- und Lebensmittellieferungen aus dem Ausland. Wenige Tage später teilte ein deutscher Agent Mola mit, dass die Hilfe aus dem Deutschen Reich mit Abstimmung von ihm getroffen werden müsse. Historiker wie Paul Preston sehen darin ein Täuschungsmanöver, um Mola den Eindruck zu vermitteln, dass Franco ihn gleichrangig behandeln würde und eine Kandidatur für das Amt des Leiters der Nationalisten nicht ausgeschlossen wäre. In Wahrheit aber hatte man Mola vor vollendete Tatsachen gestellt und seine militärischen Möglichkeiten begrenzt.
Am 15. August legte Franco die Flagge des bis 1931 bestehenden Königreichs Spaniens in leicht veränderter Form als Banner der Rebellen fest. Diese Entscheidung traf er ohne Rücksprache mit Mola und dem nationalistischen Vorstand. Die karlistischen Monarchisten interpretierten dies als einen ersten Schritt zur Wiederherstellung der Monarchie und stellten sich demonstrativ hinter den General. Zwei Wochen später bestätigte der Rest der militärischen Führung der Rebellen diese Entscheidung. Mit dieser Geste schien Franco die Mehrheit der Rebellen hinter sich zu haben. Für Mola bedeutete es eine weitere Niederlage, die ihn von den monarchistischen Prinzipien abrücken ließ und innerhalb der Rebellen weitgehend isolierte.
Am 16. August flog Franco nach Burgos, um sich mit Mola zu treffen. In einem langen Monolog konnte Franco Mola überreden, einen einheitlichen Befehlshaber zu wählen und einen zentralisierten diplomatischen und politischen Apparat zu organisieren. Zu dieser Zeit inszenierten Francos Mitarbeiter seine militärischen Triumphe und verliehen ihm den Titel Oberbefehlshaber. Einen Titel den die internationale Presse aufgriff und damit Francos Anspruch auch in den westlichen Demokratien legitimierte.
Der Vormarsch des Afrikaheeres in Andalusien erlaubte es Franco seinen Hauptsitz von Sevilla am 26. August nach Cáceres in den Palacio de los Golfines de Arriba zu verlegen. Dort rief er ein Komitee ins Leben, welches ihn im Machtkampf gegen seine Rivalen stärken sollte. Mitglieder waren José Antonio de Sangroniz, Leiter des diplomatischen Büros und Vermittler in den Verhandlungen zwischen Franco und Italienern und Deutschen, Oberstleutnant Lorenzo Martinez Fuset, politischer Sekretär und Rechtsberater, José Millán Astray, verantwortlich für die Propaganda, und der ältere Bruder von Franco, Nicolas Franco, als persönlicher Berater Francos. Kurz drauf wurde von der Falange eine Massenkundgebung zur Unterstützung Francos organisiert.
Am 3. September wurde die Armee von Juan Yagüe, eines weiteren bedeutenden potenziellen Rivalen Francos, in der zwar siegreichen Schlacht bei Talavera stark geschwächt, so dass dieser keine Bedrohung mehr darstellen konnte.
Am 28. August vereinbarten Wilhelm Canaris und General Mario Roatta, erster Oberbefehlshaber der italienischen Interventionsarmee, dass Italien und das Deutsche Reich ausschließlich Franco die Kontrolle und Einblick über die Vorgänge geben sollten. Mola wurde daraufhin als Partner Francos in den Geschäften um Waffenlieferungen entbunden. Wenige Tage nach dem Treffen in Rom telegrafierte Roatta, als Leiter der italienischen Militärmission in Spanien, ein Beglaubigungsschreiben an Franco, das gleichzeitig als faktische Anerkennung der Position von Franco als Leiter der aufständischen Seite durch Italien gewertet werden konnte.
Nach der Einnahme von Talavera de la Reina und Irún durch die Truppen Francos und Molas, wurde am 4. September 1936 Francisco Largo Caballero zum neuen Regierungspräsidenten und Kriegsminister Spaniens ernannt. Er trat für eine Einheit der republikanischen Linken von Sozialisten, Kommunisten, POUM, Anarchosyndikalisten und Linkskatholiken ein und bestärkte darin die Nationalisten auch eine einheitliche Führung zu bilden.
Mitte September überbrachte der deutsche Agent Johannes Bernhardt Franco ein Schreiben der deutschen Regierung, in dem er aufgefordert wurde, sich zum spanischen Staatsoberhaupt zu erklären. Als Franco zögerte, ein politisches Amt anzunehmen, warnte Bernhardt ihn, dass man in Berlin davon ausgegangen war, dass Franco bereits der einzige Kandidat für ein politisches Amt wäre. Als Bernhard nach Berlin zu einem Treffen mit Hermann Göring zur Lagebesprechung in Spanien aufbrach, versicherte ihm Nicolas Franco, dass er seinen Bruder überzeugen werde. Nicolas war bereits ein Teil einer Gruppe von Soldaten, die Franco als einzigen Führer akzeptierten. Zusätzlich konnte Nicolas dabei auf die Unterstützung der Generäle Kindelan, Orgaz und Gil Yuste und der Monarchisten zählen.

### Machtübernahme
Obwohl Francos Machtübernahme scheinbar gesichert war, gab es mehrere potenzielle Rivalen innerhalb der nationalistischen Verschwörung. Nachdem General José Sanjurjo bei einem Flugzeugabsturz am 20. Juli 1936 gestorben war, wurde die daraus entstandene Machtfülle in mehrere Regionalkommandos unterteilt. General Mola übernahm die Unterteilung auf der Basis einer am 19. Juli erstellten Liste von Offizieren. Miguel Cabanellas wurde Vorsitzender, Mola Chef des Nordheeres und Franco Chef des Südheeres. Die spanische Armee in Marokko selbst wurde in zwei kleinere Einheiten aufgeteilt. Eine wurde von General Juan Yagüe und die andere von Oberst José Enrique Varela befohlen.
Am 24. Juli wurde in Burgos eine koordinierte Militärjunta gegründet. Offiziell hieß sie Junta de Defensa Nacional und bestand aus sieben Mitgliedern. Die Junta übte faktisch die Funktion einer Regierung der Aufständischen aus und erließ Gesetze und Verordnungen. Am 3. August wurde Franco in ihren Vorstand aufgenommen.
Ab Mitte August entbrannte innerhalb der Junta ein intensiver Kampf um die Macht. Neben Franco, der die Unterstützung der Mehrheit des Vorstands innehatte, wurde Mola von einer Minderheit unterstützt. Am 21. September 1936 traf sich der Vorstand nochmal, um einen einheitlichen militärischen Oberbefehlshaber zu bestimmen. Das Treffen der Rebellen fand auf dem Gelände des Flughafens Salamanca etwa 15 km von der Stadt Salamanca entfernt, statt. Grund für das Treffen war der Regierungswechsel in der republikanischen Zone und die Übernahme der Macht durch Francisco Largo Caballero. Dieser vereinheitlichte die verschiedenen Fraktionen (Kommunisten, Anarchisten, Sozialisten und Arbeiter) vorsichtig innerhalb der republikanischen Streitkräfte. Diese Geste von einem scheinbar einheitlichen Heer und die leichte Wiedererstarkung des Feindes, betonte die Notwendigkeit eines einheitlichen Militärkommandos innerhalb der Nationalisten. Im September 1936 standen die Armeen von Mola und Franco vor Madrid, ein gemeinsamer Angriff kam auf Grund von Streitigkeiten zwischen Franco und Gonzalo Queipo de Llano und Mola und Yagüe für alle vier nicht in Frage. Auch waren nicht alle für ein einheitliches Kommando: Mola meinte es brauche Zeit, General Alfredo Kindelán schlug die Einberufung einer Sitzung zur Neuaufteilung der Streitkräfte vor. Franco unterstützte diesen Vorschlag für eine Woche, verwarf ihn aber dann. Das Treffen vom 21. September fand daher auf seine Initiative statt. Franco erhielt dabei Rückendeckung von der Falange, die in der Stadt eine Massenkundgebung zu seiner Unterstützung organisierte.
Über das Treffen vom 21. September gibt es keine Aufzeichnungen. Belegt ist aber, dass Franco, der mit Abstand der ranghöchste Offizier gewesen war, die günstigsten Voraussetzungen zum Generalissimus (Generalísimo) ernannt zu werden hatte. Obwohl er in den republikanischen Streitkräften erst Platz 23 belegt hätte, bezogen sich die Rebellen auf die Zeit der Monarchie, in der es der erste Rang war. Weitere begünstigende Faktoren waren die Schwächen von Francos Rivalen oder das Ausfallen von ihnen. Sanjurjo starb am 20. Juli, General Juan Antonio Ansaldo war verletzt, Manuel Goded und Joaquín Fanjul führten den Putsch in Barcelona beziehungsweise in Madrid an und wurden nach deren jeweiligen Scheitern erschossen, Cabanellas hatte sich gegen die Diktatur von Miguel Primo de Rivera aufgelehnt und war Freimaurer und Republikaner, Queipo de Llano war als Generalmajor zu rangniedrig und durch seine anfängliche Zusammenarbeit mit der Republik in Ungnade gefallen, General Andrés Saliquet war zu alt und hatte keine politische Bedeutung mehr, und Mola war durch seine anfängliche militärischen Misserfolge geschwächt und hatte die Unterstützung der karlistischen Monarchisten verloren. Franco hatte zusätzlich den Vorteil mehrere große militärische Siege innerhalb des Bürgerkrieges geplant zu haben und den Ruf eines monarchistischen Generals inne. Darüber hinaus waren seine Truppen der Hauptstadt Madrid am nächsten und er hatte die Unterstützung der Mächte Italien und Deutsches Reich. Auch die Falange, die Spanische Legion und die Regulares stärkten ihm den Rücken. Die meisten Soldaten standen aufgrund seines ihm früher hoch anerkannten Mutes und seines Charismas hinter ihm. Franco hatte auch für die Rebellen die marokkanischen Behörden des Protektorates Spanisch-Marokko überzeugt und einheimische Söldner rekrutiert. Einige Historiker sehen aber Francos ruhige und professionelle Überlegenheit und seine fast drei Jahrzehnte lange Erfahrung als Grund für seine Vormachtstellung.
Am Abend des 21. Septembers wurde dann Franco von der Mehrheit des Vorstandes der Junta zum „Generalissimus der Armeen“ gewählt und damit zum obersten Befehlshaber aller nationalistischen Kräfte ernannt. Lediglich Cabanellas beschloss sich der Stimme enthalten. Letztendlich ermöglichte Francos erste Etappe zur Machtübernahme die gegenseitige Abneigung der Juntamitglieder. Der einzige große Rivale Mola war durch Versagung der Unterstützung der Monarchisten, die Entbindung vom Waffenhandel mit dem faschistischen Italien und Nazi-Deutschland und den starken republikanischen Widerstand in den Bergen von Guadarrama und den Mangel an Munition, die seinen Vormarsch stoppten, zu sehr geschwächt gewesen, um Franco bei dieser Entscheidung entgegenzutreten. Doch trotz der fast einstimmigen Ernennung war es offensichtlich, dass die Freude an einem Machtzuwachs Francos gering war. Einige Wähler dachten, dass die Vereinheitlichung des Befehls für den Sieg notwendig und daher nur kurzzeitig sei. Zu dieser Zeit war eine Beendigung des Krieges durchaus möglich. Viele Verschwörer dachten mit einem erfolgreichen Angriff auf Madrid wäre der Krieg beendet. Zusätzlich hatte der Rat Franco nur die militärische und nicht die politische Macht übertragen. Jedoch wurde keine konkrete Frist zur Aufgabe des Amtes festgelegt und dadurch das die Entscheidung geheim gehalten wurde, keinen Widerstand hervorgerufen.
Kurz bevor die Nationalisten am 29. September 1936 in der Belagerung des Alcázars von Toledo einen Sieg erringen konnten, berief Franco einen Tag zuvor die Mitglieder der Junta de Defensa Nacional zu einer weiteren Sitzung. Dort wurde über die Ernennung eines politischen Führers diskutiert. Wie auch bei seiner vorherigen Ernennung zum Oberbefehlshaber hatte Franco die besten Chancen auf dieses Amt.
Am Nachmittag des Sonntag, 27. September, als die Nachricht von der nationalistischen Einnahme des Alcázars bekannt wurde, rief Yagüe vom Balkon des Palacio de los Golfines de Arriba „Morgen werden wir ihn als unseren Generalissimus, an der Spitze des Staates haben!“. Auch Millán Astray bestätigte die Aussage. Dann marschierten Einheiten der Falange und der spanischen Legion zur Unterstützung vor den Palast. Am gleichen Abend legten Nicholas Franco und Alfredo Kindelan den gleichen Generälen, die schon am 21. September anwesend gewesen waren, einen Verordnungsentwurf vor. Das Dokument forderte die Übertragung aller politischen Befehle an den Generalissimus, und somit an Franco.
Am 28. September fand das Treffen auf dem Flughafen Salamanca statt. Im Laufe der Gespräche um die Ernennung Francos boykottierte Mola diese. Queipo de Llano und Orgaz zeigten sich zurückhaltend. Im Allgemeinen reagierten die meisten anwesenden Offiziere kühl auf den Vorschlag und forderten Zeit. Der symbolische Sieg bei Toledo, der auf Francos Konto ging, und der Druck der Falange, nur Franco unterstützen zu wollen, brachte alle Beteiligten nach fast einem Tag Verhandlungen zum Einlenken. Damit war die Machtergreifung Francos weitgehend vollzogen worden. Nachdem Franco Abend zum „Leiter der Staatsregierung während des Krieges“ bestimmt worden war, bezeichnete er das „als den wichtigsten Moment in seinem Leben“.
Die beiden Ernennungen fanden trotz der erheblichen ideologischen und kulturellen Unterschiede statt. Die Vereinigung der militärischen und politischen Führung auf nationalistischer Seite wird von den meisten Militärhistorikern als ein kluger Schritt der Rebellenseite betrachtet, weil die Vereinigung der bislang relativ zerstreuten Rebellengruppen die Nationalisten stärken und ihnen einen weiteren Vorteil gegenüber der desorganisierten republikanischen Seite, die in verschiedene Fraktionen aufgeteilt war, verschaffen konnte. Bei den Republikanern waren von Anfang an der militärische Befehl zwischen verschiedenen Regionalmächten aufgeteilt worden, die ihre eigenen militärischen Operationen durchführten. Die Machtübernahme von Largo Caballero, der die verschiedenen politischen Lager zu vereinen versuchte, konnte die eigenmächtige Bereicherung und Ausweitung der regionalen Befugnisse zur die Regionalregierungen von Katalonien und dem Baskenland nicht verhindern. Außerdem wurden Regionalräte in Aragon, Asturien und Santander geschaffen.

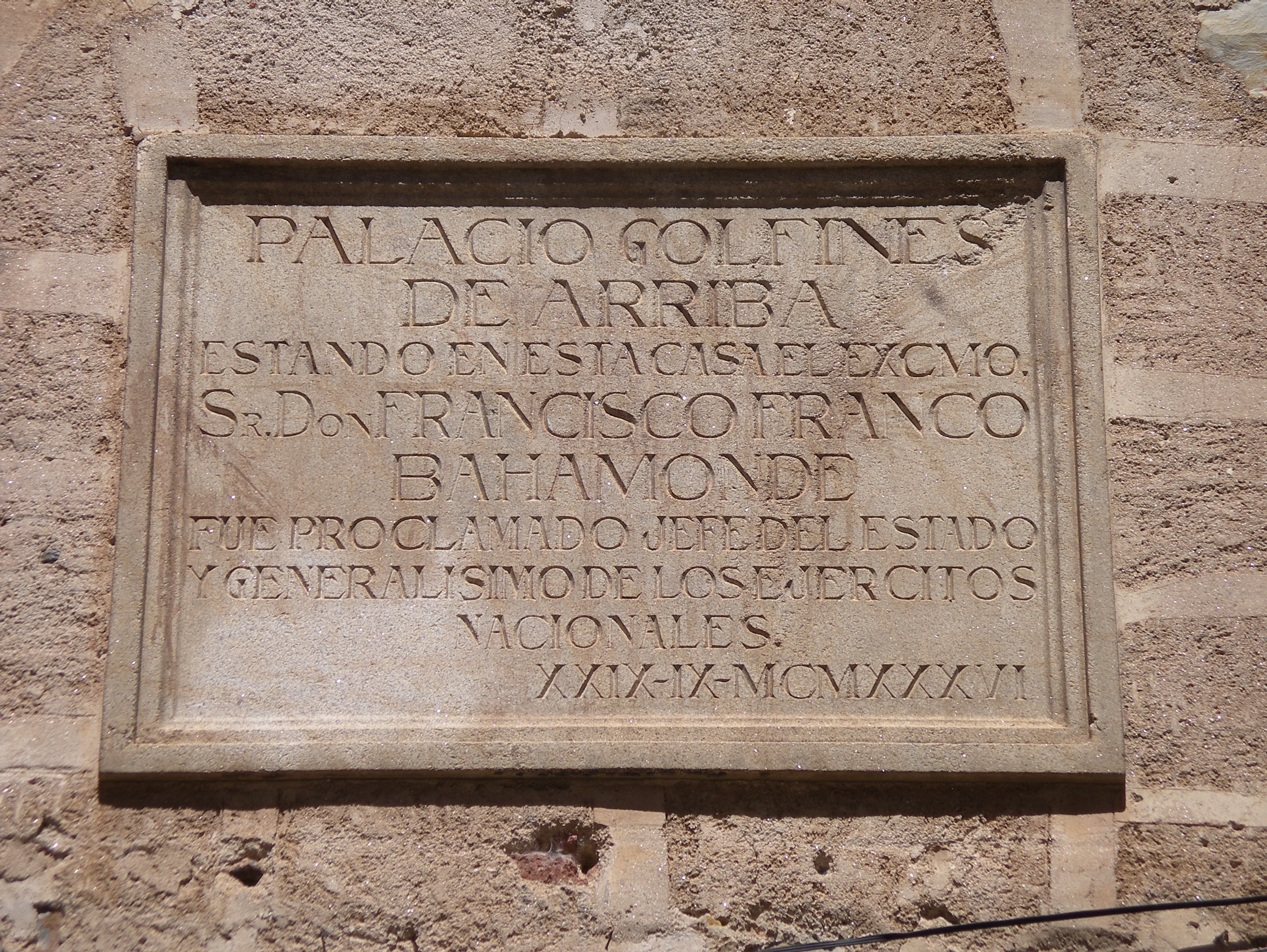
Franquistische Gedenktafel zur Ernennung Francos zum Generalissimus und Staatsoberhaupt Spaniens am Palacio de los Golfines de Arriba in Burgos

Obwohl Franco bereits am 21. beziehungsweise am 28. September die militärische und politische Führung zugestanden bekommen hatte, wurde die Verkündung geheim gehalten. Erst am 1. Oktober wurde Franco im Thronsaal vom Palacio de Capitanía General in Burgos in Anwesenheit von hochrangigen Generälen und ausländischen Diplomaten aus Italien, dem Deutschen Reich und Portugal zum Generalissimus ernannt und als Jefe del Estado zum Staatsoberhaupt Spaniens proklamiert.
Nach der Zeremonie wurde Franco auf den Balkon des Palastes von einer jubelnden Menge begrüßt. Die scheinbare Unnahbarkeit des Generals wurde in Spanien zum Mythos stilisiert und späteren Militärdiktatoren in Afrika und Lateinamerika (wie Jean-Bédel Bokassa in der Zentralafrikanischen Republik, Augusto Pinochet in Chile oder Alfredo Stroessner in Paraguay) zum Vorbild. Als Franco dann eine Ansprache hielt, prophezeite er den Umbau Spaniens in einen totalitären Staat. Er verwendete hierbei den Begriff „hierarchisches System“ anstatt Diktatur, wie General Primo de Rivera 13 Jahre zuvor.
Nach der Machtübernahme telegrafierte Franco an Viktor Emanuel III., Mussolini und Hitler. Er bedankte sich dabei für die Unterstützung auf dem Weg zur Ernennung des Staatsoberhauptes. Er prophezeite zudem die Einnahme Madrids im November 1936 und damit das Ende des Krieges. Im November 1936 wurde seine Regierung auch offiziell vom nationalsozialistischen Deutschen Reich und vom faschistischen Königreich Italien anerkannt.
Das erste Dekret, das von Franco als Staatsoberhaupt ausgestellt wurde, war die Auflösung der Junta de Defensa Nacional und die Neugründung als Junta Técnica del Estado am 3. Oktober. Danach richtete er sich ein Generalsekretariat unter seinem Bruder Nicolas ein. Ihm wurden die Guardia Mora als symbolische Begleiteskorte zur Verfügung gestellt, und ein Wappen, Monogramm und Banner entworfen.

#### Militärischer Oberbefehl

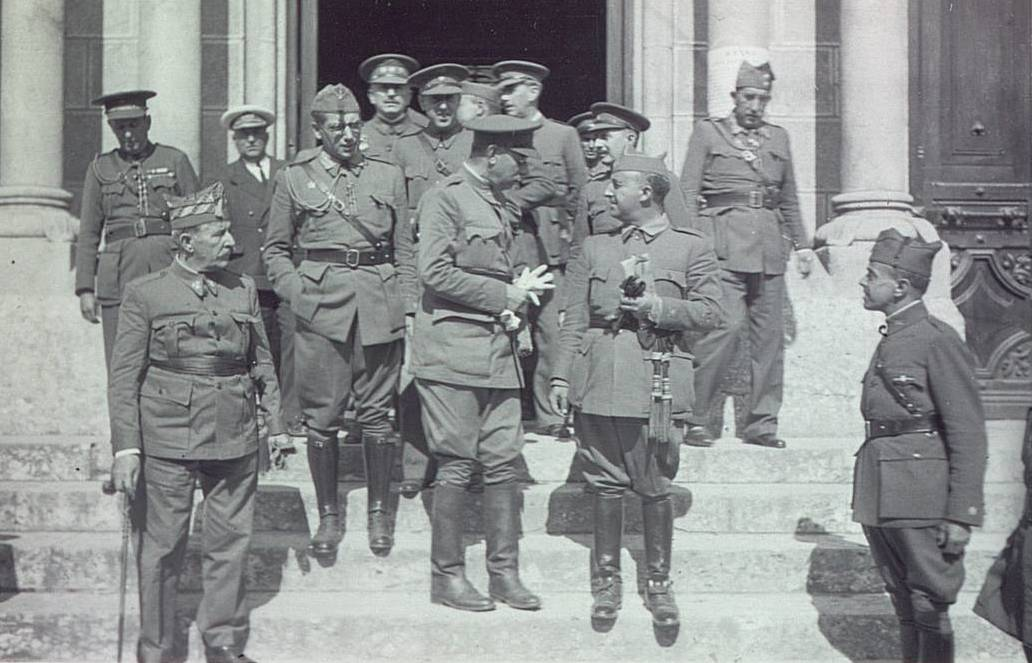
Franco (rechts) mit anderen aufständischen Generälen im Hauptquartier, zwischen 1936 und 1937

Ab der Zeit seiner Machtübernahme bis zum Ende des Krieges hatte Franco den persönlichen Oberbefehl über alle nationalistischen Streitkräfte und plante auch die meisten ihrer militärischen Operationen. Nach dem gescheiterten Angriff auf Madrid im November 1936 beschloss Franco, den Krieg auf einem fragmentarischen Ansatz zu gewinnen, anstatt mutig und risikohaft zu manövrieren. Dies äußerte sich etwa in seiner Entscheidung, die Nationalisten im belagerten Toledo zu entlasten. Auch andere Entscheidungen, wie zum Beispiel im Juni 1938, als er es vorzog, Valencia anstatt Katalonien anzugreifen, blieben aus militärischer Sicht kontrovers. Es war jedoch in Valencia, Castellon und Alicante, wo die letzten republikanischen Truppen von Franco besiegt wurden.
Obwohl das Deutsche Reich und Italien Franco unterstützten, scheint der Einfluss der beiden Mächte auf den Verlauf des Krieges begrenzt gewesen zu sein. Dennoch waren die italienischen Truppen, trotz nicht immer wirksamer Operationen, in großer Zahl vorhanden, während die deutschen Flugzeuge den Nationalisten halfen, den spanischen Luftraum zu dominieren. Portugals Diktator António de Oliveira Salazar unterstützte auch offen die Nationalisten von Anfang an und entsandte 20.000 Soldaten nach Spanien. Über die ausländischen Truppen hatte Franco nur begrenzt Kontrolle. Dies trifft insbesondere auf die italienischen Truppen zu, während sich die Legion Condor fast vollständig unter Francos Kontrolle befand und nur sehr selten eigene Entscheidungen traf.

#### Politischer Einfluss
Von 1937 bis 1948 war das Franco-Regime ein zumindest lehrmäßig semi-faschistischer Staat, mit der kategorisch faschistischen Movimiento Nacional als Staatspartei, deren konfessioneller Charakter aber die vollständige Zugehörigkeit zur faschistischen Bewegung abmilderte und eher dem Klerikalfaschismus zugeordnet wurde. Amando de Miguel bezeichnete es als fascismo frailuno (Mönchsfaschismus). Franco selber wird in seiner Ausrichtung nicht als faschistisch gesehen, wie etwa auch der marxistische Historiker Eric Hobsbawm festhielt (“cannot even be described as a fascist”).
Am 19. April 1937 gelang es Franco, unter der Wahrung und Sicherung der ideologisch syndikalistischen Falange, der Karlisten und einer Hand voll weiterer monarchistischer und konservativer Parteien, die Partei Falange Española Tradicionalista y de las Juntas de Ofensiva Nacional Sindicalista (FET y de las JONS), die 1939 die einzige legale Partei in Spanien war, zu gründen. Im Gegensatz dazu entwickelten einige andere faschistische Bewegungen, wie die Falangisten, ein eigenes offizielles Programm. Dieses 27-Punkte Programm umfasste alle wichtigen Punkte der faschistischen Doktrin. Franco machte sich als Jefe nacional zum Leiter der neuen FET (Falange Española Tradicionalista). Fünf Tage später (24. April) wurde offiziell der italienische Saluto romano von der Falange zu ihrem eigenen offiziellen Gruß und später auch zu dem des nationalistischen Regimes gemacht. Nach dem Sieg der Nationalisten im Jahr 1939 herrschte der faschistische Stil in ganz Spanien vor. Historisch-propagandistische Rufe wie Franco, Franco, Franco. und die Falangistenhymne Cara al Sol bestärkten dies.
Diese neue politische Formation beschwichtigte die revolutionär-antimonarchistische Falange und die monarchistisch-absolutistische carlistische Comunión Tradicionalista. Dies war vor allem Francos Schwager Ramón Serrano Súñer, der sein politischer Hauptberater war, zu verdanken. Súñer war in der Lage, die verschiedenen Parteien unter Franco gegeneinander auszuspielen und zu schwächen, um eine Reihe von politischen Auseinandersetzungen gegen Franco abzumildern. Später vertrieb Franco die ursprünglich führenden Mitglieder der Karlisten (Manuel Fal Conde) und der Falangisten (Manuel Hedilla), um sich endgültig, nicht nur die militärische, sondern auch die politische Führung zu sichern.

### Weiterer Verlauf
Nach der Ernennung zum Staatsoberhaupt begann sich ein Kult um die Persönlichkeit Francos im faschistischen Stil zu entwickeln. Die von den Nationalisten kontrollierten Gebiete wurden mit Plakaten von Franco überflutet, Zeitungen warben mit dem Slogan „Ein Land, ein Staat, ein Führer“. Franco wählte, wie Mussolini Duce und Hitler Führer, den Titel El Caudillo. In seinen Reden und an öffentlichen Veranstaltungen wurde er von seinen Anhängern gefeiert und seine angeblichen Tugenden wurden massiv ausgebreitet. Franco schickte Telegramme an Hitler und Rudolf Heß, in denen er um mehr Unterstützung bat. Hitler antwortete durch den deutschen Diplomaten Du Moulin-Eckart. Am 6. Oktober traf er sich mit Franco und bot die Unterstützung vom Deutschen Reich an, aber machte die Anerkennung der Rebellenregierung von der Besetzung der Hauptstadt Madrid abhängig.
Am 3. Oktober zog Franco nach Salamanca und residierte im dortigen Bischofspalast, der ihm vom Bischof Enrique Pla y Deniel angeboten worden war. Zur gleichen Zeit steigerte er seinen religiösen Eifer und er fing an, jeden Morgen täglich und an Abenden mit seiner Frau Carmen Polo zu beten, und ließ sich einen persönlichen Beichtvater zukommen.
Die nächsten zwei Wochen nach seiner Ernennung konzentrierte sich Franco auf die Konsolidierung seiner Machtposition und startete im Oktober eine Großoffensive in Richtung Madrid. Am 8. November 1936 kam es zu einem groß angelegten Angriff auf die Stadt. Zuvor hatte die republikanische Regierung am 6. November Madrid verlassen und den Regierungssitz nach Valencia verschoben, was außerhalb der Kampfzone lag. Zwischen dem 8. und 23. November kam es zu heftigen Kämpfen und obwohl es seiner Armee gelungen war, den Fluss Manzanares zu überqueren und mehrere Bezirke zu besetzen, scheiterte die ganze Eroberung der Stadt. Im Nahkampf wurden die Rebellen von den republikanischen Verteidigern zurückgeschlagen und am 23. November waren die Aufständischen endgültig nicht mehr in der Lage die Stadt einzunehmen. Der Widerstand von Madrid konnte erst am 1. April 1939, dem Tag von Francos Sieg, gebrochen werden. Ein wichtiger Faktor bei der erfolgreichen republikanischen Verteidigung 1936 waren die Schlagkräftigkeit des Fünften Regiments (5º Regimiento de Milicias Populares) und die Unterstützung der Internationalen Brigaden, auch wenn nur 3.000 ausländische Freiwillige teilgenommen hatten. Zudem war die Hauptstadt auf den Angriff vorbereitet gewesen. Am 15. Oktober kamen vom Hafen von Cartagena aus die ersten sowjetischen Waffen zur Unterstützung der Republikaner in Madrid. Es wurden 108 Bomber, 50 Panzer und 20 gepanzerte Fahrzeuge nach Madrid geliefert. Seitdem wurde eine neue Art von Krieg ausgetragen. Bis dahin waren die afrikanischen Truppen materiell und aufgrund ihrer Erfahrung den schlecht ausgerüsteten republikanischen Milizen und Armee überlegen.
Nachdem es Franco versäumt hatte, die Hauptstadt einzunehmen, ließ er sie aus der Luft bombardieren und startete in den folgenden zwei Jahren mehrere Offensiven, um zu versuchen Madrid zu erobern. Es war der Beginn der fast dreijährigen Belagerung von Madrid. Am 13. Dezember 1936 begann die zweite Schlacht um die strategisch bedeutende Nationalstraße Carretera Nacional N-VI, die im Januar 1937 unentschieden endete. Eine nationalistische Offensive im Nordosten konnte zwar die Republikaner zurückdrängen, scheiterte aber bei Madrid, dass danach von der republikanischen Zone weitgehend abgeschnitten war.
Zusammen mit italienischen Truppen des Corpo Truppe Volontarie und spanischen Kolonialsoldaten aus Marokko machte Franco im Januar und Februar 1937 einen weiteren erfolglosen Versuch, Madrid zu besetzen. Am 3. Februar starteten die Nationalisten mit italienischer Unterstützung die Schlacht von Málaga. Durch den Einsatz von Panzern aus Italien und der marokkanischen Kolonialtruppen mussten die Republikaner bereits am 8. Februar vor den Truppen Francos kapitulieren. Eine Offensive der republikanischen Milizen zur Rückeroberung der Provinz Málaga und eine nationalistische Offensive im Südosten Spaniens, wurden für die Republikaner zur Katastrophe.
Östlich von Madrid fand vom 6. Februar bis 27. Februar die Schlacht am Jarama bei der Stadt Arganda del Rey statt. Francos Ziel war es, die republikanische Verbindung zwischen Madrid und Valencia zu durchtrennen, um danach Madrid einnehmen zu können. Obwohl es ihm und der Irish Brigade gelungen war, den Fluss Jarama zu überqueren, gelang es den nationalistischen Truppen letztendlich nicht, die Verbindung Madrid–Valencia zu unterbrechen. Die Gegend verlor danach an strategischer Bedeutung und es kam zu einem Grabenkrieg. Der Schlacht forderte schwere Verluste (6.000–20.000) auf beiden Seiten. Eine ähnliche nationalistische Offensive, die Schlacht bei Guadalajara, war eine weitere Niederlage für Franco und seine Armeen. Es erwies sich als der letzte größere republikanische Sieg und half die Moral der Truppen zu stärken. Die Republikaner erbeuten eine große Menge von dringend benötigtem Kriegsmaterial (35 Artilleriegeschütze, 85 Maschinengewehre und 67 Fahrzeuge). Die Italiener verloren etwa 6.000 Mann und eine große Anzahl Panzer und Flugzeuge. Der Sieg verhinderte zudem den Versuch der erneuten Umschließung Madrids und zerstörte die Hoffnungen Francos, der Republik durch die Einnahme Madrids im März 1937 den finalen Schlag zu versetzen. Er entschied sich nun für eine neue Strategie und konzentrierte seine militärischen Anstrengungen auf den Norden.
Als weitere Folge der Schlacht löste Franco die italienischen Korps des CTV auf und integrierte sie in verschiedenen Abteilungen der spanischen Einheiten.
Der sogenannte Krieg im Norden begann Mitte März, mit der Biskaya-Kampagne. Etwa 50.000 Soldaten entsandte Franco, unter dem Kommando Molas, zur Eroberung der Provinzen Bizkaia, Kantabrien und Asturien. Die Operation wurde mit der Unterstützung der Legion Condor durchgeführt, die für massive Bombardements, wie den Luftangriff auf Durango vom 31. März bis 4. April 1937 oder Luftangriff auf Gernika vom 26. April, verantwortlich war. Die Basken litten am meisten unter dem Mangel an Flugzeugen für die Aufstellung einer geeigneten Luftwaffe. Die Bombardements forderten etwa 900 Tote und verursachten schwere Schäden.
Im April und Mai kam es zu Machtkämpfen unter den republikanischen Gruppen in Katalonien (siehe Maiereignisse). Mit diesem Begriff bezeichnet man die bürgerkriegsartigen Auseinandersetzungen innerhalb der republikanischen Zone zwischen den kreml-treuen Kommunisten der PCE und rechts stehenden Sozialisten (vereint im PSUC) einerseits, Teilen der Anarchosyndikalisten des Confederación Nacional del Trabajo, Anarchisten der FAI und Linksmarxisten des POUM andererseits. Die kurzzeitige Instabilität des Feindes hätte den Nationalisten vermutlich genützt, wurde aber nicht genutzt. Nach der nationalistischen Eroberung Gernikas im April 1937, begann sich die republikanische Regierung mit zunehmender Wirksamkeit zu wehren. Nachdem Stalin die Waffenlieferungen verstärken ließ, starteten die Republikaner im Juli die Segovia-Offensive zur Rückeroberung der Stadt. Franco musste daraufhin seinen Angriff auf die damalige baskische Regionalhauptstadt Bilbao auf den 12. Juni verschieben. Die Kämpfe um Segovina dauerten zwei Wochen und endeten mit einem Sieg von Francos Truppen. Am 19. Juni konnten die Nationalisten mit dem Fall von Bilbao weitere Geländegewinne erziehen. Gleichzeitig konnten sie eine republikanische Gegenoffensive, die Huesca-Offensive zurückschlagen.
Am 6. Juli unternahmen republikanische Milizen einen Angriff auf Brunete. Die Stadt war der Schwerpunkt einer weiteren Offensive im Westen von Madrid. Die Schlacht von Brunete war aber eine deutliche Niederlage für die Republik, die einen Großteil der dortigen Truppen verloren. Die Offensive führte zwar zu einem Geländegewinn von etwa 50 Quadratkilometern, forderte aber 25.000 republikanische Opfer.
Eine republikanische Offensive gegen Saragossa erwies sich ebenfalls als Misserfolg. Trotz strategischer Vorteile auf dem Land und Lufthoheit führte die Schlacht von Belchite zu einem Vorstoß von nur 10 km und den Verlust von viel Ausrüstung. Danach beschloss der republikanische Generalstab eine Reihe von kleineren Offensiven in Aragonien, um den Vormarsch der Nationalisten im Norden aufzuhalten. Franco konnte aber im August in einer Gegenoffensive die Mehrheit des Territoriums Aragoniens besetzen und Mitte September die Stadt Santander einnehmen. Am 25. August war mit dem Abschluss des Paktes von Santoña zwischen der baskischen Regionalregierung unter José Antonio Aguirre auf der einen Seite und italienischen Vertretern das gesamte Baskenland in den Händen Francos. Dieser ließ zwar führende baskische Vertreter ins Exil gehen und bot auch ehemaligen baskischen Soldaten an, auf seiner Seite zu kämpfen, ließ aber die Region danach massiv unterdrücken. Am 21. Oktober 1937 war der Krieg im Norden mit der Einnahme der Stadt Gijón zu Ende.
Ende des Monats November musste die republikanische Regierung, aufgrund der ständigen Bombardements und dem Näherrücken von Francos Truppen, ihren Regierungssitz nach Barcelona verlegen.
1938 war die Schlacht von Teruel im Februar ein wichtiger Entscheidungsträger beim Machtkampf zwischen dem nationalistischen und republikanischen Lager. Die Stadt, die früher zur Zone der Nationalisten gehört hatte, wurde von den Republikanern im Januar erobert. Die Franco-Truppen starteten eine Offensive und eroberten die Stadt am 22. Februar wieder zurück. Trotz des späteren Erfolgs war Franco auf massive Luftunterstützung angewiesen und musste im Januar 1938 in einer gemeinsamen italienisch-deutschen Entscheidung zustimmen, zehn überwiegend italienische und deutsche Vertreter in seine militärischen Strategien einzubinden.
Am 7. März 1938 starteten die Rebellen die Aragonoffensive. Sie dauerte bis zum 19. April 1938 und vernichtete die Reste der republikanischen Streitkräfte und brachte den Nationalisten den Gewinn von Aragonien, Teilen Kataloniens und der Levante ein. Die republikanische Regierung versuchte daraufhin im Mai Friedensgespräche aufzunehmen. Franco aber verlangte die bedingungslose Kapitulation und die Verhandlungen scheiterten. Ein im März unternommener Versuch Valencia in einer Offensive einzunehmen, scheiterte an den massiven Befestigungsanlagen der Stadt und forderte 20.000 Tote auf Seiten der Nationalisten. Die Niederlage der Republik war jedoch mit der Ebroschlacht vom Juli bis November besiegelt. Das republikanische Territorium wurde dadurch in zwei Teile gespalten. Am 28. Dezember startete Franco die finale Katalonienoffensive zur Invasion Kataloniens.

### Ende des Bürgerkrieges
Vor dem Fall von Katalonien im Februar 1939 bot der republikanische Ministerpräsident Juan Negrín erfolglos in einer Sitzung in Figueres die Kapitulation der Republikaner an. Die einzige Bedingung war der Schutz der Besiegten vor staatlichem Terror. Franco lehnte ab und Negrín wurde schließlich abgesetzt und floh ins Exil nach Frankreich.
Danach blieben nur noch die Hauptstadt Madrid und ein paar andere kleinere Bereiche unter der Kontrolle der Regierungstruppen. Am 27. Februar erkannten die Regierungen von Neville Chamberlain im Vereinigten Königreich und Édouard Daladier in Frankreich das Franco-Regime als Vertretung Spaniens an. Als letztes Gefecht versuchte die Kommunistische Partei Spaniens eine Meuterei in Madrid anzuzetteln, mit dem Ziel der Wiedereinsetzung von Negrín. José Miaja behielt aber die Kontrolle und schlug die Revolte nieder. Schließlich fiel am 28. März 1939, mit der Hilfe von Franco-Sympathisanten innerhalb der Stadt, Madrid in die Hände der Nationalisten. Am nächsten Tag auch Valencia, um das man fast zwei Jahre gekämpft hatte. Am 1. April 1939, als sich die letzten republikanischen Kräfte ergaben, verkündete Franco den Sieg. Am selben Tag führte er eine symbolische Geste durch, indem er seinen Säbel auf einen Altar in einer Kirche legte und versprach, dass er nie wieder sein Schwert benutzen werde, es sei denn, Spanien werde von einer [kommunistischen] Invasion bedroht.
Bereits während des Krieges waren über 70.000 Menschen in den von den Nationalisten kontrollierten Gebieten ohne Gerichtsverhandlungen exekutiert worden. Auf Francos Sieg folgten weitere 15.000 bis 25.000 Menschen und zahlreiche Inhaftierungen. Viele Inhaftierte mussten Zwangsarbeit leisten und im Krieg zerstörte Gebäude und Eisenbahnen wiederaufbauen und Sümpfe austrocknen und Kanäle, wie den Canal del Bajo Guadalquivir in Andalusien, graben. Das größte Bauprojekt war der Bau der Gedenkstätte Valle de los Caídos, des späteren Grabmales Francos. Die 1940 durchgeführte Erschießung des Präsidenten der katalanischen Regierung Lluís Companys gehörte zu den bemerkenswertesten Fällen dieser frühe Unterdrückung der Gegner und Andersdenkenden im franquistischen Spanien. Laut dem Historiker Gabriel Jackson, betrug die Zahl der Opfer des sogenannten Weißen Terrors (Hinrichtungen, Hunger oder Krankheit in Gefängnissen) von 1939 und 1943 etwa 200.000 Menschen.
Obwohl die spanischen Kommunisten, Anarchisten und Sozialisten zu den Hauptzielen des Staatsterrorismus gehörten, litten auch spanische Intellektuelle und Atheisten sowie ehemalige Militär- und Regierungsbeamte, die während des Bürgerkrieges der Republik gegenüber loyal gewesen waren, unter der Unterdrückung.
Der britische Historiker Antony Beevor rechnet in seinen Werken über den Spanischen Bürgerkrieg mit 200.000 Todesopfern über den ganzen Bürgerkrieg und die Nachkriegszeit verteilt. Laut ihm habe der zuvor kommunistische Rote Terror im Bürgerkrieg schon 38.000 Menschen getötet. Julius Ruiz kommt zu dem Schluss, dass, obwohl die Zahlen umstritten sind, ein Minimum von 37.843 Hinrichtungen in der republikanischen Zone und maximal 150.000 Hinrichtungen in der nationalistischen Zone (einschließlich 50.000 nach dem Krieg) durchgeführt wurden. Die lange angenommene Tatsache, Franco habe detailliert über die Massenhinrichtungen während des Krieges und in der Nachkriegszeit gewusst, ist aufgrund historischer Fakten nicht haltbar.
Trotz des offiziellen Endes des Krieges gab es gegen Franco eine Guerillabewegung (Macchia) in den Bergregionen Spaniens und führte den Kampf bis in die 1950er Jahre gegen ihn fort. Am 19. Oktober 1944 rebellierte eine Gruppe von 5.000 republikanischen Veteranen, die zuvor in Frankreich gegen die Deutschen gekämpft hatten, in Val d’Aran im Nordwesten von Katalonien, wurden aber durch Francos Truppen vom 28. bis 30. Oktober zum Rückzug gezwungen.
Das Ende des Krieges führte zur Auswanderung mehrerer hunderttausender Spanier ins Ausland. Sie wanderten vor allem nach Frankreich, aber auch Mexiko, Chile, Kuba, die Vereinigten Staaten und weitere Länder aus. In Frankreich wurden die Flüchtlinge in Lagern wie Camp de Gurs oder Le Vernet, wo 12.000 von ihnen unter erbärmlichen Bedingungen lebten, interniert. Die 17.000 Flüchtlinge in Gurs wurden in vier Kategorien unterteilt (Brigadisten, Piloten, Gudaris und gewöhnliche Spanier). Die Gudaris (Basken) und die Piloten konnten leicht lokale Unterstützer und Arbeitsplätze finden und durften das Lager auch verlassen, während die Bauern und die gewöhnlichen Spanier, die nicht auf Beziehungen in Frankreich bauen konnten, aufgefordert wurden, in Abstimmung mit der Franco-Regierung, nach Spanien zurückzukehren. Die große Mehrheit tat es und wurde von den Franco-Behörden ständig beschattet.
Nach der Proklamation des Französischen Staates (Vichy-Regime) durch Marschall Philippe Pétain wurden die Flüchtlinge zu politischen Gefangenen und von der französischen Polizei verhaftet. Zusammen mit anderen „Unerwünschten“ wurden sie im Sammellager Drancy interniert, bevor sie ins nationalsozialistische Deutsche Reich deportiert wurden. So starben 5000 Spanier im Konzentrationslager Mauthausen.
Der chilenische Dichter Pablo Neruda, der vom chilenischen Präsidenten Pedro Aguirre Cerda zum Sonderkonsul für die Einwanderung in Paris ernannt wurde, verhalf rund 2.000 spanischen Flüchtlingen zur Flucht nach Chile.

## Diktator 1939 bis 1975

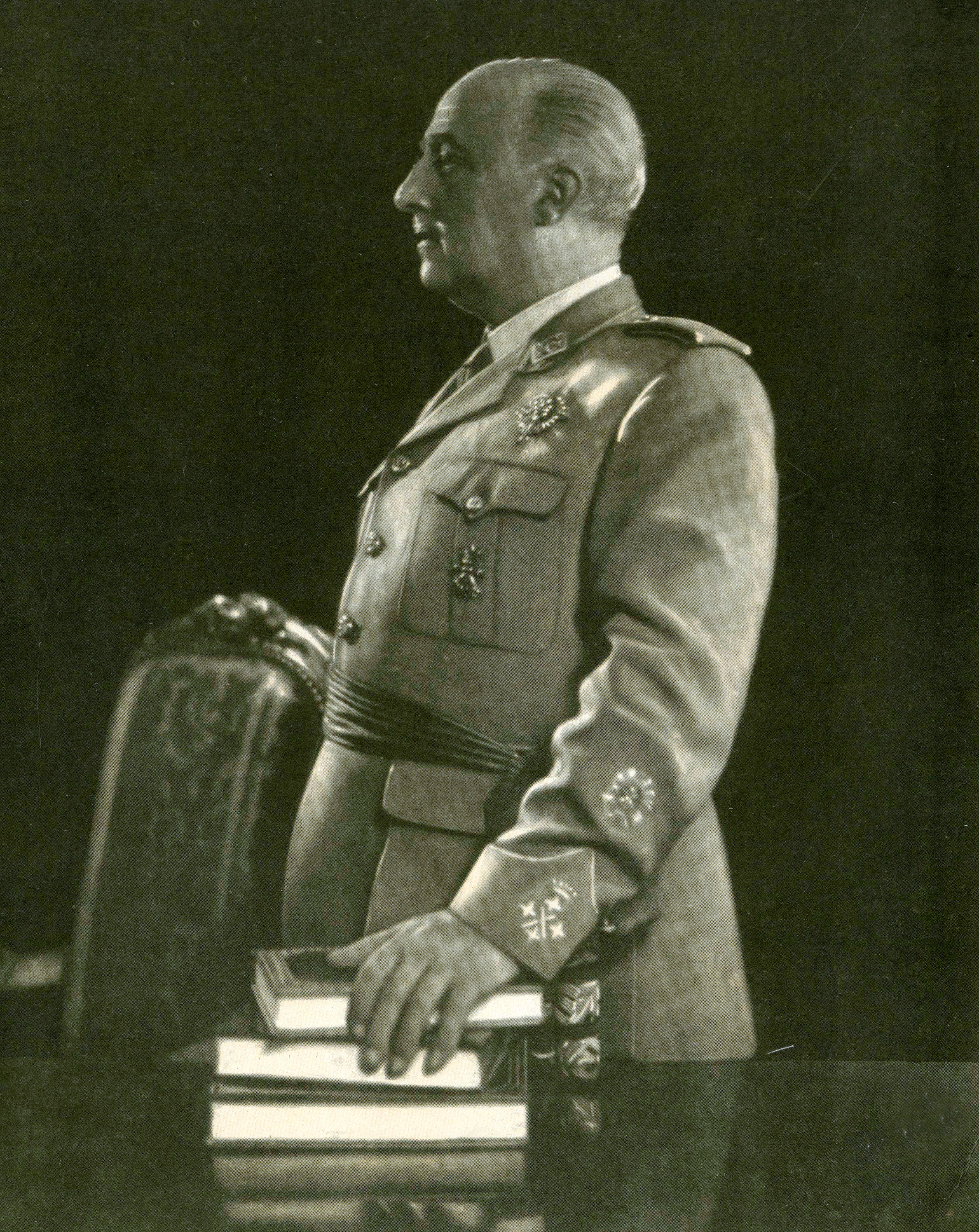
Francisco Franco als Diktator, 1960

Franco wurde als das spanische Staatsoberhaupt im November 1936 vom Deutschen Reich und Italien, im Februar 1939 vom Vereinigten Königreich und Frankreich anerkannt. Als Diktator regierte er Spanien nach seinem Sieg im Spanischen Bürgerkrieg bis zu seinem Tod 1975 insgesamt 39 beziehungsweise 36 Jahre lang. Dabei setzte er auf die Ideologie des Franquismus.

### Rolle im Zweiten Weltkrieg

#### Annäherung an die Achsenmächte bis 1943
Nach dem Ende des Bürgerkriegs begann sich Franco zunehmend an die Achsenmächte anzulehnen. Am 7. April 1939, nur eine Woche vor dem Ende des Bürgerkriegs, kündigte Franco den Beitritt Spaniens zum Antikominternpakt, zwischen dem Deutschen Reich, dem Königreich Italien und dem Japanischen Kaiserreich, an. Am nächsten Tag verkündete er den Austritt seines Landes aus dem Völkerbund, basierend auf einem anderen Versprechen gegenüber Mussolini.
Kurz nach der Feier der nationalistischen Siegesparade vom 19. Mai reiste Franco nach León, um die Legion Condor zu verabschieden. Kurz vor ihrer Rückkehr nach Deutschland sagte er zu ihrem Kommandanten Hans Seidemann: „Ich möchte Ihnen die unsterbliche Dankbarkeit von Spanien ausdrücken.“ Ähnlich bedankte er sich bei der Entlassung der italienischen und portugiesischen Kampftruppen.
Die italienischen Streitkräfte wurden auf ihrer Rückreise ins Königreich Italien von Ramón Serrano Súñer begleitet. Dieser sagte Mussolini und Graf Ciano in Rom zu, dass Spanien zwei oder drei Jahre brauchen würde, um für einen Weltkrieg militärisch und wirtschaftlich gerüstet zu sein. Später fügte er hinzu: „Ein neutrales Spanien würde in der Zukunft in Armut und gedemütigt leben.“
Am 5. Juni 1939 beschwor Franco in einer Rede bei einem Treffen der Parteiführung der Staatspartei Falange Española Tradicionalista y de las JONS in Burgos „den Sieg gegen den Willen der falschen Demokratien, im Bezug auf Großbritannien und Frankreich, der Freimaurerei und des Kommunismus“. Diese Botschaft führte zu einem Gegensatz mit Frankreich und Großbritannien, deren konservative Politiker (unter anderem Winston Churchill) auch Positives in der Politik Francos sahen. Nachdem einen Monat später der italienische Botschafter in Spanien die Rede Francos verteidigt hatte, stellte Spanien sich demonstrativ hinter die italienischen Vormachtstellungspläne im Mittelmeer, und Franco erkannte die italienische Annexion Äthiopiens 1935, die das republikanische Spanien verweigert hatte, an. Damit standen die italienisch-spanischen Beziehungen auf dem Höhepunkt.

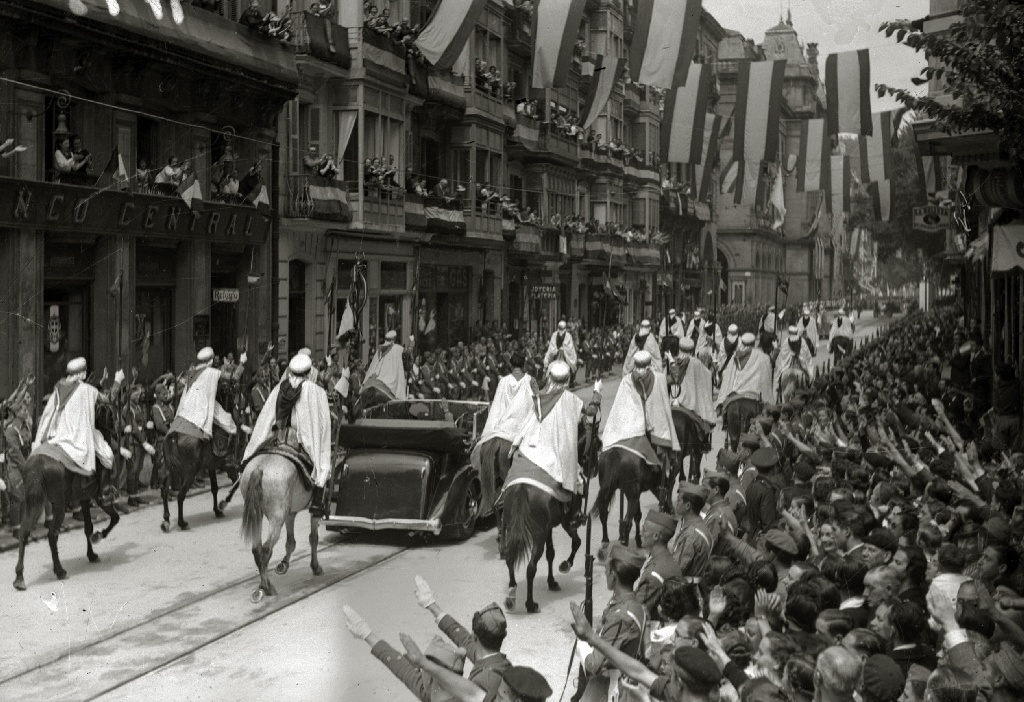
Franco in San Sebastián 1939

Ende Juli besuchte Wilhelm Canaris, Chef der Abwehr, Franco. Die beiden vereinbarten, dass die Häfen Spaniens ab diesem Zeitpunkt nicht nur italienischen Schiffen der Regia Marina, sondern auch deutschen U-Booten der Kriegsmarine offenstehen würden. Auf die Vereinbarung folgte ein Regierungswechsel. Franco entließ dabei den pro-britischen Außenminister Francisco Gómez-Jordana Sousa und ersetzte ihn durch Juan Beigbeder, eine Entscheidung, die auch eine Annäherung an das Deutsche Reich brachte. Doch die Ankündigung der am 24. August erfolgten Unterzeichnung des deutsch-sowjetischen Nichtangriffspaktes (Hitler-Stalin-Pakt) hatte zu ersten Verstimmungen zwischen Franco und Hitler geführt. Zahlreiche hochrangige spanische Generäle äußerten ihre Empörung darüber, und Franco sagte zu seinem Schwager Ramón Serrano Súñer: „Jetzt sind wir Verbündete der Russen.“
Am 1. September 1939 begann mit dem deutschen Überfall auf Polen der Zweite Weltkrieg, und am selben Tag verkündete Franco, aufgrund der schlechten wirtschaftlichen Lage Spaniens, die Neutralität seines Landes. Die staatliche Presse aber nahm weiterhin eine pro-italienische und deutsche Haltung ein.
Am 26. September sprach Franco in Burgos erneut vor der Parteiführung der Falange Española Tradicionalista y de las JONS. Er sprach von seiner Bereitschaft, vermutlich um die Armee und Falange zu beschwichtigen, den Kriegseintritt Spaniens auf der Seite der Achsenmächte zu verkünden. Am 27. September schenkte Hitler Franco als Zeichen des Dankes für seine Rede einen Mercedes-Benz-W-31-Wagen – dieses Zeichen der Wertschätzung war bis dahin nur Mussolini zuteilgeworden. Zu dieser Zeit waren bereits die ersten deutschen U-Boote in den spanischen Häfen angekommen. Zudem versorgte das spanische Außenministerium vor allem Italien und später auch Deutschland mit vertraulichen Informationen über Frankreich, was später für den Westfeldzug von großer Bedeutung war.
Ein paar Wochen nach dem deutschen Angriff auf Dänemark und Norwegen (Unternehmen Weserübung) im April 1940 überbrachte General Carlos Martínez Campos, Chef des Generalstabs, Franco einen detaillierten Bericht über die Lage der spanischen Armee. In diesem Bericht kritisierte Campos, wie 1939 General Alfredo Kindelán, die mangelnde Vorbereitung der spanischen Streitkräfte für den Krieg und berichtete über den Mangel an Flugzeugen und Panzern. Hinzu kam der Mangel an Energiereserven. Franco reagierte von da an mit zunehmender Vorsicht und zog höchstens militärische Operationen in Gibraltar und Marokko in Betracht. Am 30. April schickte Franco im Bezug auf das Schreiben Campos' einen Brief an Mussolini, in dem er die Situation seines Landes bedauerte und schrieb: „Sie werden verstehen, wie belastend es für mich und mein Volk ist, eine so unwillkommene Überraschung zu hören.“

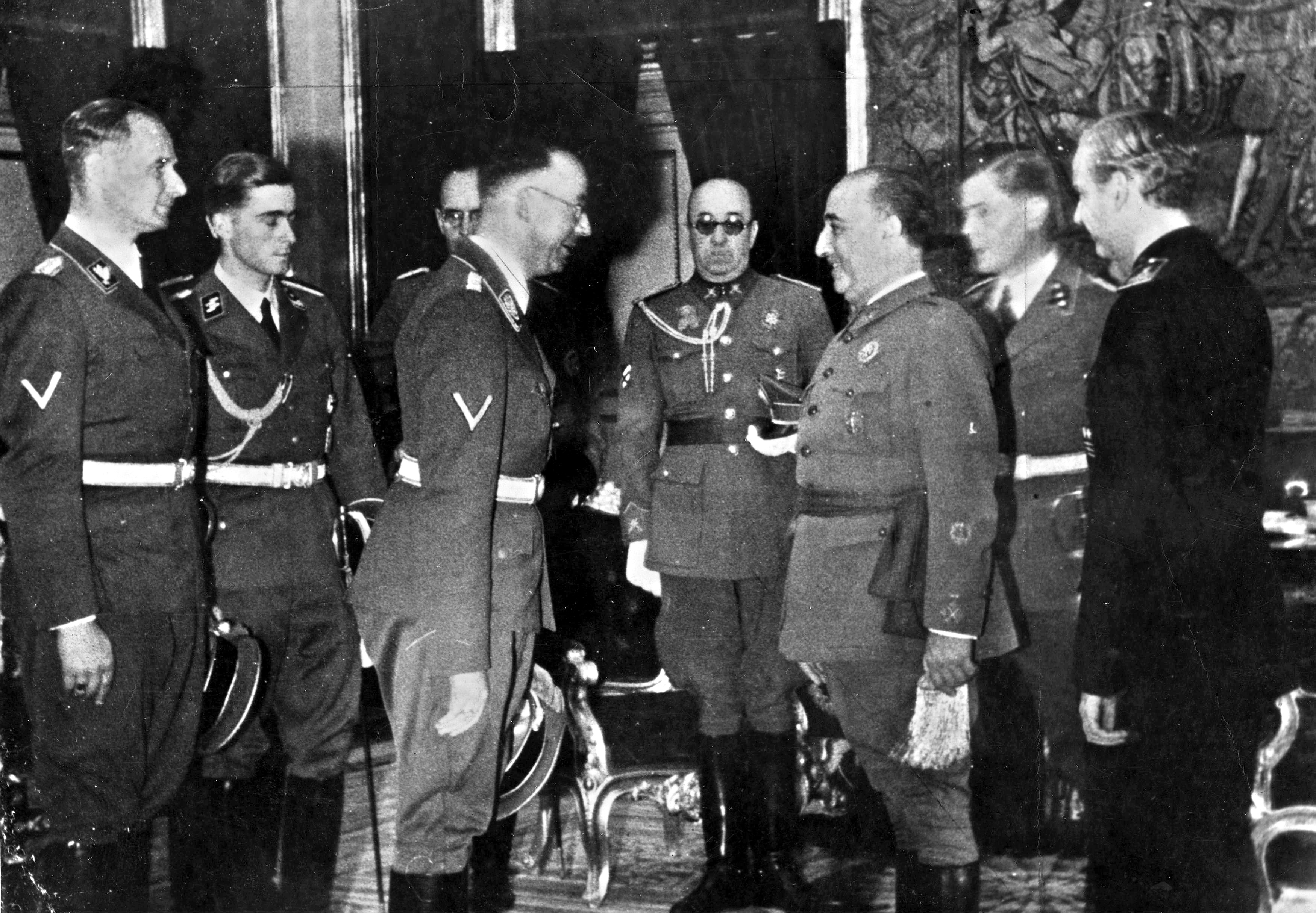
Heinrich Himmler mit Karl Wolff bei einem Treffen mit Francisco Franco und Ramón Serrano Súñer (ganz rechts) in Spanien, 20. Oktober 1940

Die deutschen Siege über die Niederlande, Belgien und Frankreich im Mai und Juni 1940 und der Kriegseintritt Italiens auf der Seite des Deutschen Reiches am 10. Juni brachten Franco in Bedrängnis, und in Spanien wurden Rufe nach einem Kriegseintritt immer lauter. Mitte Juni schrieb Franco einen Brief an Hitler, der diesem am 16. Juli von Juan Vigón überbracht wurde. Darin gratulierte Franco Hitler zu seinen Siegen und bezog zum ersten Mal Stellung zu den spanischen Ansprüchen im Mittelmeerraum und in Afrika und zu den Anforderungen nach Waffen, Fahrzeugen, Treibstoff und Nahrung für den Eintritt Spaniens in den Weltkrieg. Hitler schrieb zurück, er müsse sich zuerst mit Mussolini konsultieren, den er am nächsten Tag in München traf.
Am 13. Juni 1940, als die Wehrmacht im Begriff war, Paris einzunehmen, verließ Franco die Neutralität und erklärte die „Nichtkriegführung“ (no beligerancia) Spaniens, wie Italien von September 1939 bis Juni 1940. Kurz darauf suchte der britische Botschafter Samuel Hoare Franco im El-Pardo-Palast auf, um ihn von einem Kriegseintritt Spaniens abzuhalten, und offenbarte ihm die möglichen Konsequenzen eines Kriegseintritts.
Am 14. Juni 1940 besetzten spanische Truppen in Marokko die Internationale Zone von Tanger, und die Stadt wurde im November 1940 in das spanische Protektorat von Marokko eingegliedert. Die vom Regime kontrollierte Presse deutete die Besetzung als ersten Schritt zur Wiedererrichtung des spanischen Kolonialreiches. Hitler zeigte sich über die Nachricht erfreut. Dies nahm Franco zum Anlass, am 19. Juni auch den Italienern seine territorialen Ansprüche zu offenbaren. Diese wurden jedoch von ihm etwas zurückgeschraubt, um nicht die italienischen Ansprüche zu gefährden.
Am 1. Juli traf sich Franco mit Wilhelm Canaris. Canaris riet Franco vertraulich vom Kriegseintritt ab, fragte ihn aber, ob deutsche Truppen durch Spanien marschieren könnten, falls Portugal sich den Alliierten anschließen würde. Canaris schlug zudem vor, dass deutsche Truppen die Eroberung von Gibraltar übernehmen könnten. Franco ließ sich aber zu keinen Zugeständnissen bewegen.
Am 17. Juli verteidigte Franco in einer ungewöhnlich scharfen Diskussion in Burgos die Siege Mussolinis (im Bezug auf die Eroberung von Britisch-Somaliland im Ostafrikafeldzug) und Hitlers. Am nächsten Tag verlieh ihm Hitler als Dank das Großkreuz des Verdienstordens vom Deutschen Adler, der höchsten deutschen Auszeichnung für Ausländer.
Der für die deutsche Führung unerwartet starke britische Widerstand in der Luftschlacht um England führte zu einem Umdenken Hitlers hinsichtlich der Bündnispolitik. Obwohl er zuvor noch Canaris angewiesen hatte, Franco von einem Kriegsbeitritt abzuhalten, forderte er nun den Beitritt Spaniens zur Achse. Hintergrund war vermutlich vor allem die strategische Lage des Landes. Am 2. August trafen sich der deutsche Botschafter in Madrid Eberhard von Stohrer im Auftrag des Außenministers Joachim von Ribbentrop und Franco im El-Pardo-Palast. Stohrer forderte dabei von Franco den sofortigen Eintritt Spaniens in den Zweiten Weltkrieg. Stohrer sagte ihm dabei als Kompensation für die Anstrengungen die Lieferung von 400.000 Tonnen Benzin, 600.000 oder 700.000 Tonnen Weizen, 200.000 Tonnen Kohle, 100.000 Tonnen Dieselkraftstoff, 200.000 Tonnen Öl und zusätzlich zu den großen Mengen an Rohstoffen auch Baumwolle, Gummi, Zellstoff, Hanf, Jute etc. zu. Franco forderte aber zusätzlich, dass Deutschland zuerst die spanischen Bestrebungen in Afrika erfüllen sollte.
Im September 1940 beorderte Franco Ramón Serrano Súñer nach Berlin, um über die Bedingungen eines Kriegseintritts Spaniens auf der Seite der Achsenmächte zu diskutieren. Allerdings teilte die deutsche Führung nicht den Optimismus Hitlers. Spanien hatte, angesichts der prekären wirtschaftlichen und militärischen Bedingungen, nichts zu bieten gehabt. Admiral Canaris konnte Hitler kurzzeitig überzeugen, den Kriegseintritt Spaniens auf den Fall der Niederlage Großbritanniens festzulegen. Hitler betonte danach, „dass von Anfang an die Politik des Franco-Regimes gewesen sei und ist, nicht in den Krieg einzutreten, bis Großbritannien besiegt sei“. Neben Göring lehnte auch Hitler die von Franco geforderten Waffenlieferungen an Spanien bis zum Kriegseintritt ab.
Am 16. September kam Súñer in Berlin an. In den Verhandlungen mit Außenminister Ribbentrop kam es zu einzelnen Differenzen. Als Súñer die Annexion von Französisch-Marokko forderte, entgegnete Ribbentrop mit der Errichtung von deutschen Basen in Essaouira, Agadir und auf den Kanarischen Inseln. Über das Treffen sagte Súñer später, dass er wie der Vertreter eines Satellitenstaates behandelt worden sei.
Nach dem Treffen mit Ribbentrop folgte Súñer einer Einladung Hitlers auf den Berghof. Der Besuch wurde sowohl von Deutschen als auch Spaniern als Misserfolg betrachtet. Hitler glaubte, dass Súñer zu viele Ansprüche gestellt habe, aber dafür zu wenig bot.
Die zunehmende Annäherung des Franco-Regimes an die Achse verstärkte sich durch die Ernennung von Ramón Serrano Súñer zum Außenminister am 16. Oktober 1940. Dieser behielt trotz des Rückschlags in Berlin weiterhin eine pro-italienische und -deutsche Einstellung bei. Diese Ernennung gab in Großbritannien Anlass zum Treffen von Vorkehrungen für den Fall eines Kriegseintritts Spaniens. Am 20. Oktober reiste Heinrich Himmler nach Spanien, um Sicherheitsmaßnahmen für das Treffen zwischen Franco und Hitler an 23. Oktober vorzubereiten. Ein weiteres Ziel der Reise war, Franco zu mehr Zusammenarbeit zwischen der spanischen Polizei und der Gestapo zu bewegen.
Am 23. Oktober fand im französischen Ort Hendaye die Konferenz von Hendaye zwischen Franco und Hitler statt, um erneut über die Möglichkeit von Spaniens Beitritt auf der Seite der Achsenmächte zu verhandeln. Allerdings erwiesen sich Francos Forderungen nach Nahrung, militärischer Ausrüstung und der Annexion von französischen Kolonien in Nordafrika (Marokko, Teile Algeriens und Mauretaniens) und des britischen Gibraltar für Hitler, der anfangs zu Zugeständnissen bereit war, als unerfüllbar. Darüber hinaus weigerte sich Franco, deutsche Truppen in sein Land zu lassen, und erklärte, fremde Truppen auf spanischem Territorium seien mit der Souveränität Spaniens nicht vereinbar. So konnte keine Einigung erzielt werden. Eine oft zitierte Bemerkung Hitlers nach dem Treffen lautet: „Er ließe sich lieber mehrere Zähne ziehen, als noch einmal mit Franco zu verhandeln.“ Die enge Bindung zwischen Spanien und dem nationalsozialistischen Deutschland bestand aber weiterhin fort.
Die katastrophale italienische Invasion Griechenlands bewog das Oberkommando der Wehrmacht (OKW), Gibraltar besetzen zu lassen, um den Briten, die die Griechen unterstützten, den Weg zum Mittelmeer abzuschneiden. Hitler setzte von da an Franco zunehmend unter Druck und forderte den sofortigen Kriegseintritt ohne Bedingungen von Seiten Francos.
Am 12. November befahl Hitler den Beginn der Vorbereitungen für den Angriff auf den britischen Flottenstützpunkt auf Gibraltar. Zwei Tage später informierte der deutsche Botschafter Franco und überbrachte seinem Außenminister Súñer eine Einladung Hitlers auf den Berghof. Am 19. November wurde das zweite Treffen zwischen den beiden abgehalten. Als Hitler es als „absolute Notwendigkeit“ bezeichnete, Gibraltar und später den Sueskanal zu besetzen, verwies Súñer auf die noch ausstehenden, vereinbarten Lieferungen. Das Treffen endete ergebnislos. Súñer kehrte nach Madrid zurück, wo Franco seine Position voll unterstützte.
Hitler entschied sich dann am 10. Januar 1941, Canaris nach Madrid zu entsenden. Dieser wollte Franco fragen, ob er deutschen Divisionen den Marsch durch Spanien erlauben würde, um Gibraltar angreifen zu können, und versprach, dass die beantragten Lieferungen später übergeben würden. Aber Franco weigerte sich. Angesichts des Scheiterns der Mission von Canaris ließ Hitler die Vorbereitungen für Felix auf Eis legen.
Einen letzten Versuch, Franco zu überzeugen, unternahmen die Achsenmächte bei einem Treffen in der Villa Margherita im italienischen Bordighera am 12. und 13. Februar 1941. Die Einladung Mussolinis akzeptierte Franco nur „widerwillig“. Er wurde von Súñer begleitet. Mussolini unterstützte am Anfang noch Hitlers Position, konnte aber von Franco überzeugt werden, dass Spanien besser neutral sein sollte. Das Scheitern des Gesprächs bedeutete die endgültige Ablehnung eines Kriegseintritts seitens des Franco-Regimes. Die Frage, warum Franco nicht in den Krieg eintreten wollte, wird von einigen Historikern mit dem Hinweis auf Wilhelm Canaris’ entsprechenden Rat vom 1. Juli beantwortet. Andere Historiker behaupten, dass Franco nicht in die Abhängigkeit vom Deutschen Reich und Italien geraten wollte, wie es mit den Ländern Rumänien, Ungarn, der Slowakei, Kroatien, Frankreich (Vichy-Regime) und Bulgarien passiert war.
Als Hitler die Invasion der Sowjetunion (Unternehmen Barbarossa) am 22. Juni 1941 begann, entsandte Franco ein Kontingent von Soldaten und Offizieren an die Ostfront. Die sogenannte Blaue Division (División Azul) umfasste 47.000 Freiwillige und erhielt ihren Namen durch die Farbe der falangistischen Uniformen. Hitler nahm das Angebot zwar an, aber Außenminister Ribbentrop bat seinen spanischen Amtskollegen, dass seine Regierung nur der Sowjetunion den Krieg erklären sollte. Súñer weigerte sich aus Angst vor britischen Vergeltungsmaßnahmen.
Als die britische Botschaft in Madrid am 14. Juli 1941 von der Division erfuhr, protestierte Botschafter Samuel Hoare gegen die Entsendung der Blauen Division und verurteilte die Zweideutigkeit Francos. Franco reagiert aber nicht darauf.

#### Innenpolitische Krise 1941/42

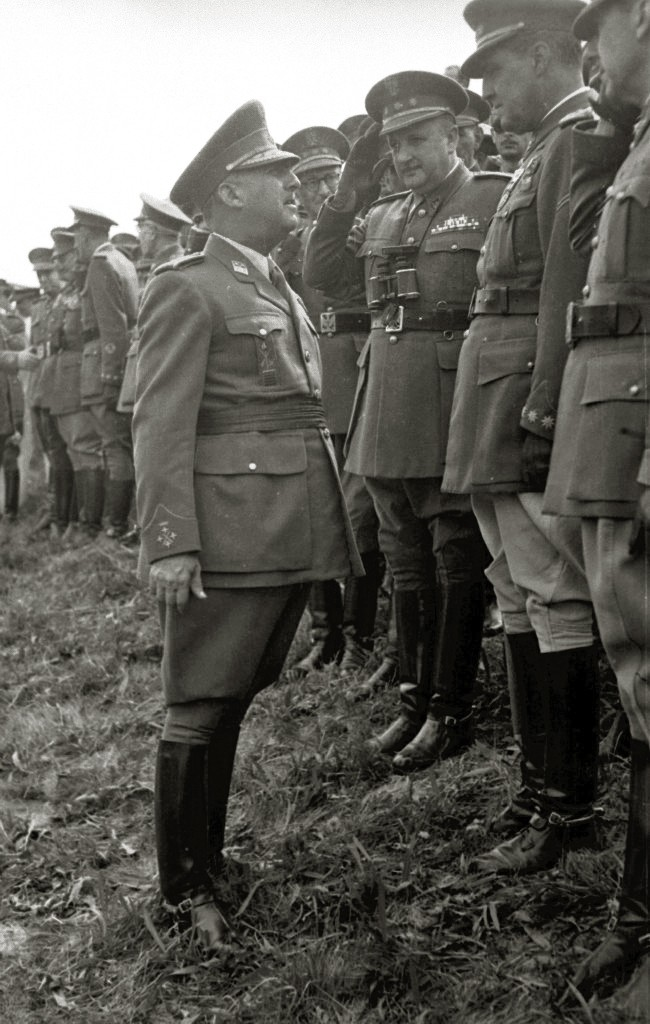
Franco mit anderen Generälen bei einem Truppenmanöver in Gipuzkoa, 1946

Während des Krieges verkündete Franco am 17. Juli 1942 das zweite Grundgesetz, eines von insgesamt acht, das die Wiedergründung des Parlaments als höchstes Organ des spanischen Volkes zur Folge hatte. Dieses hatte aber keine Gesetzgebungsbefugnisse, sondern lediglich beratende Funktion.
Der Aufstieg des radikalen Faschismus in den deutschen und italienischen Marionettenstaaten in Europa verursachte große Besorgnis unter den beiden wichtigsten Machtsäulen, der katholischen Kirche und der Armee. Die Spannungen führten im August 1942 mit dem Attentat von Begoña zu einer schweren politische Krise, die Franco mit der Ernennung des monarchistischen Generals Francisco Gómez-Jordana Sousa zum Außenminister, lösen konnte.
Die Änderung der Kriegspläne führten zu einer erneuten Krise. Am 8. September 1943 erhielt Franco einen Brief von acht Generalleutnanten, in dem er aufgefordert wurde, die Monarchie unter Juan de Borbón, dem legitimen Erben von Alfonso XIII., einzuführen. Franco weigerte sich und konnte dabei auf den Rückhalt im Militär setzen.
1943 war die wirtschaftliche Lage Spaniens katastrophal und das Ergebnis der autarken und interventionistischen Wirtschaftspolitik war eine Fehlallokation von Produktionsmitteln und Testsystemstörungen. Aufgrund der Rationierung von Lebensmitteln boomte zu dieser Zeit der Schwarzmarkt.
Auf eine tiefe Wirtschaftskrise, die mehr als zehn Jahre dauern sollte, kam es zu einem starken Rückgang der landwirtschaftlichen Produktion, die zu einer schweren Hungersnot führte. Um die Lage zu verbessern, gewährte Franco während des Krieges die Einfuhr von einigen Lebensmitteln. Nur dadurch konnte eine Gesamtnahrungskatastrophe abgewendet werden.
Die verschlechterten Lebensbedingungen kosteten Franco einen Großteil seiner Popularität innerhalb der Nationalisten. Arme Bauern und Arbeiter streikten regelmäßig. Der Industrialisierungsprozess, der in Spanien in den 1920er Jahren weitgehend abgebrochen wurde, konnte nicht wiederbelebt werden.

#### Antisemitismus und Holocaust
Zwischen 1919 und 1941 vertrat Franco in seinen Reden mehrfach antisemitische Positionen. Seine Neujahrsrede vom 31. Dezember 1939 enthielt eine nur leicht verhüllte Rechtfertigung der nationalsozialistischen Rassenpolitik: „Jetzt werdet ihr verstehen, warum einige Nationen sich dazu entschlossen haben, jene Rassen zu bekämpfen und zu entfernen, die durch ihre Gier und Habsucht gebrandmarkt sind, zumal ihre Vorherrschaft innerhalb der Gesellschaft zur Zerrüttung führt und die Verwirklichung der historischen Bestimmung dieser Nationen gefährdet. Wir, die wir uns durch die Gnade Gottes und die Weitsicht der katholischen Könige schon vor Jahrhunderten von dieser schweren Last befreit haben, können nicht gleichgültig bleiben angesichts der neuen Blüte habgieriger und egoistischer Geister, die den weltlichen Gütern so zugetan sind, daß sie lieber ihre Kinder opfern als ihre trüben Geschäfte.“
Laut der jüngsten Entdeckung schickte Franco im Zweiten Weltkrieg Reichsführer SS Heinrich Himmler eine von seinen Provinzgouverneuren erstellte Liste von 6.000 spanischen Juden. Trotz der Erstellung der Liste gibt es keine Hinweise darauf, dass die aufgelisteten Juden deportiert wurden. Obwohl Franco Mitglied in antisemitischen Vereinigungen gewesen war, hatte er jüdische Freunde in Marokko und stoppte sogar öffentlich den Ausbruch von Pogromen gegen Juden in Spanisch-Marokko. Während Francos Diktatur wurden keine Konzentrationslager für Juden auf spanischem Hoheitsgebiet errichtet und die spanischen Juden behielten ihre vollen politischen Rechte. Zudem nahm Spanien als Transitland mit rund 20.000 bis 35.000 Juden mehr Juden auf als jedes andere neutrale Land im Zweiten Weltkrieg, mit Ausnahme des ebenfalls neutralen Portugal. Zahlreiche spanische Diplomaten stellten Juden in Ungarn, der Tschechoslowakei und auf dem Balkan unter ihren Schutz. Neue Archivfunde aus Madrid belegen, dass Franco spätestens seit 1944 detailliert über die Judenvernichtung im Konzentrationslager Auschwitz informiert war und das „Ausmaß der Vernichtung genauestens kannte“.

### Nachkriegszeit

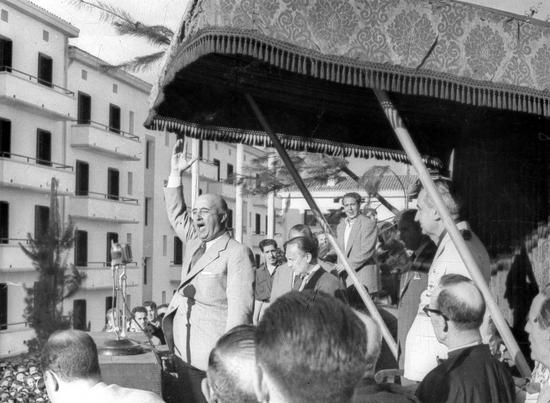
Franco während einer Rede in Eibar, 1949

Der wahrscheinliche Sieg der Alliierten im Zweiten Weltkrieg war mit enormen Erwartungen der republikanischen Opposition verbunden. Es waren die Schaffung einer Nationalen Allianz der demokratischen Kräfte und der Sturz des Regimes geplant worden.
Unterdessen fand im August 1945 eine Sondersitzung der republikanischen Exilregierung Spaniens in Mexiko statt. Die Regierung von José Giral Pereira wurde jedoch von keiner der Siegermächte anerkannt, so dass José Giral Pereira im Februar 1947 als Ministerpräsident im Exil zurücktrat.
Darüber hinaus war die republikanische Opposition in mehrere Fraktionen und Ideologien gespalten.
Am 19. März 1945, als die Niederlage Hitlers und der Achsenmächte sehr nah war, brach Juan de Borbón völlig mit Franco und veröffentlichte das Manifest von Lausanne, in dem er erklärte, dass das Franco-Regime von Anfang an den Systemen des Totalitarismus und den Achsenmächten orientiert gewesen sei, was mit dem Sieg der Alliierten nicht vereinbar und eine Gefahr für die Zukunft der spanischen Nation sei. Im Februar 1946 verlegte Juan de Borbón seinen Amtssitz nach Estoril (in der Nähe von Lissabon), wo er einen Willkommensbrief, den 458 hochrangige Mitglieder der spanischen Elite unterzeichnet hatten, darunter zwei ehemalige Minister, erhielt. Franco äußerte ernsthafte Bedenken und sagte: „Das ist eine Kriegserklärung.“
Am 17. Juli 1945 wurde von Franco das dritte Grundgesetz erlassen. In diesem als Charta der Grundrechte und Freiheiten bezeichneten Gesetz wurden den Spaniern aber viele Einschränkungen auferlegt. Als weitere Modernisierungsmaßnahme wurde eine neue Regierung gebildet. Der liberal eingestellte Alberto Martín Artajo wurde dabei Verantwortlicher für das Ministerium für auswärtige Angelegenheiten. Die Rolle des politischen Katholizismus wurde ins Zentrum des Regimes gestellt. Am 22. Oktober 1945 wurde von Franco das vierte Grundgesetz erlassen, so dass das Staatsoberhaupt nach Rücksprache von den Spaniern als angemessen anerkannt werden konnte.
Am 28. Februar 1946 schloss die französische Regierung die Grenze zu Spanien, und vier Tage später wurde gemeinsam von den Vereinigten Staaten, Großbritannien und Frankreich eine Erklärung erlassen, in der der friedliche Rückzug des Franco-Regimes zugunsten der Rückkehr zur Demokratie gefordert wurde.
Zur gleichen Zeit trat die Frage auf, Sanktionen gegen das Franco-Regime zu verhängen. Sie wurde bei den Vereinten Nationen im Jahr 1946 diskutiert. Aufgrund der Weigerung Großbritanniens und der Vereinigten Staaten konnten militärische Maßnahmen gegen das Regime abgewendet werden. Schließlich verurteilte am 29. April 1946 der UN-Sicherheitsrat in der Resolution 4 mehrheitlich das Franco-Regime. Dann empfahl die Organisation den sofortigen Abzug der in Madrid akkreditierten Botschafter ihrer Mitgliedsländer. Bereits 1945 lehnten die neu geschaffenen Vereinten Nationen die Mitgliedschaft Spaniens ab. Offiziell hieß es:

„Es gibt keinen Platz in den Vereinten Nationen für eine Regierung, deren Grundsätze auf der faschistischen Ideologie beruhen“

Die außenpolitische Isolation Spaniens wurde insbesondere von den Vereinigten Staaten, dem Vereinigten Königreich und Frankreich erzwungen und es wurde Spanien verwehrt, am Marshallplan teilzunehmen. Nur das peronistische Argentinien hielt zu Franco und vereinbarte einen Vertrag über Weizenlieferungen, welche die Not der spanischen Bevölkerung lindern sollten. Im Januar 1947 kam die argentinische First Lady Eva Perón auf einen Staatsbesuch.
Franco reagierte auf den Boykott mit der Organisation einer Massendemonstration am 9. Dezember 1946 auf dem Plaza de Oriente in Madrid unter dem Motto „Franco ja, Kommunismus nein!“ zur Unterstützung des Regimes. Vom Balkon des königlichen Palastes aus schob er die Isolation des Regimes auf eine Verschwörung der Freimaurerei und des Kommunismus ab. Am selben Tag verurteilte die UN-Generalversammlung, dass Franco-Cortes in Spanien die Prägung neuer Münzen mit dem Bildnis von Franco und der Inschrift Francisco Franco, Führer von Spanien durch die Gnade Gottes veranlasste. Eine weitere Möglichkeit die Isolierung zu bewältigen war die internationale Unterstützung von katholischen Kreisen auf der ganzen Welt, vor allem unter den lateinamerikanischen Ländern.
Allerdings war die wichtigste Überlebensstrategie des Franco-Regimes, die monarchische Legitimität zu suchen. Im März des Jahres 1947 verkündete Franco die gesetzliche Wiedereinführung der Monarchie, ohne aber einen Monarchen zu ernennen. Diese Geste sollte aber auch die Monarchisten des Movimiento Nacional (Karlisten und Alfonsisten) beschwichtigen. Obwohl er selber monarchistische Tendenzen zeigte, hatte Franco nicht das Gefühl, dass es Zeit war, einen König zu ernennen beziehungsweise auszurufen. In diesem fünften Grundgesetz wurde neben der Wiedereinführung der spanischen Monarchie auch die Änderung des offiziellen Staatsnamens von Spanischer Staat in Königreich Spanien beschlossen. Artikel 2 des Gesetzes bestätigte Francos Rolle als Staatsoberhaupt und als Generalissimus der Armeen als alleiniger Oberbefehlshaber der spanischen Streitkräfte. Franco ließ den spanischen Thron vakant, mit sich als De-facto-Regenten auf Lebenszeit. Während dieser Zeit eignete er sich viele der Privilegien eines Königs an. Er trug die Uniform eines Generalkapitäns (ein Rang, der traditionell für den König reserviert war) und wohnte ab 1940 im Palast El Pardo nordwestlich von Madrid. Sein Porträt erschien zudem auf den meisten spanischen Pesetamünzen und Briefmarken – eine Ehre, die bislang fast ausschließlich dem König vorbehalten war. Sein vollständiger Titel lautete nun Caudillo de España por la gracia de Dios („von Gottes Gnaden Führer von Spanien“).
In der Nachkriegszeit suchte Franco zunächst die Unterstützung verschiedener gemäßigterer Gruppen, um das faschistische Image zu lindern. Zuerst marginalisierte die Franco-Regierung faschistische Ideologen zugunsten von Technokraten, von denen viele Mitglieder im Opus Dei waren, und suchte nach Wegen für eine Modernisierung der Wirtschaft, was eine Abkehr von den faschistischen Wirtschaftsprinzipien gewesen wäre.
Obwohl Spanien unter Francos Herrschaft einige Insignien des Faschismus symbolisch übernommen hatte, können Franco und das franquistische Spanien in der Regel nicht als faschistisch bezeichnet werden. Zu den größeren Unterscheidungen zum Faschismus gehört das von der faschistischen Ideologie angestrebte Ziel, eine neue Gesellschaft zu schaffen, was Franco und sein Regime nicht versuchten, und mit der Wahrung von traditionellen und konservativen Sitten das Gegenteil taten. Stanley Payne schrieb über Franco:

„Kaum einer der ernsthaften Historiker und Analysten kann Generalissimus Franco als eine im Kern faschistische Person bezeichnen.“

Die wenigen konsistenten Punkte in Francos langer Herrschaft waren vor allem der Autoritarismus, Nationalismus, Katholizismus, die Antifreimaurerei und der Antikommunismus.
Auch nach dem Zweiten Weltkrieg waren die Folgen des Bürgerkriegs in Spanien sozial düster. Viele von denen, die die Republik unterstützt hatten, flohen ins Exil. Spanien verlor so tausende von Ärzten, Krankenschwestern, Lehrern, Rechtsanwälten, Richtern, Professoren, Geschäftsleuten, Künstlern usw. Viele von denen, die nach dem Ende der Zweiten Republik ihren Arbeitsplatz verloren hatten, blieben arbeitslos, ihre Stellen wurden oft von ungelerntem oder ungeschultem Personal besetzt. So war ein Wiederaufbau der Infrastruktur Spaniens noch lange nicht möglich und ermöglichte auch keine schnelle wirtschaftliche Entwicklung wie in den anderen westeuropäischen Ländern.
In seinem Estoril Manifest vom 7. April 1947 lehnte Juan de Borbón das Gesetz ab und verteidigte die Erbrechte der Thronfolge. Diese Nachricht wurde in Spanien nicht veröffentlicht, wo die Presse eine Kampagne gegen den Antragsteller entfachte. Um dem Regime demokratische Legitimität zu verschaffen, wurde das Gesetz am 7. Juni zum ersten Mal vom Parlament verabschiedet und dann einer Volksabstimmung unterzogen, was zu einer hohen Wahlbeteiligung und der Zustimmung von 93 % der Wähler führte.
Ende 1947 kam der erste Beweis, dass der Beginn des Kalten Krieges die Haltung der Westmächte gegenüber dem Franco-Regime in Spanien änderte. Die Vereinigten Staaten konnten sich aufgrund ihrer geostrategischen Bedürfnisse nicht mehr leisten, Spanien aus der westlichen Welt auszuschließen. Nach dem kommunistischen Februarumsturz in der Tschechoslowakei eröffnete im Frühjahr 1948 als Reaktion auf diesen Frankreich die Grenze zu Spanien wieder und Anfang 1949 erhielt das Franco-Regime einen ersten Kredit von einer amerikanischen Bank mit Zustimmung seiner Regierung im Wert von 25 Millionen Dollar.
Am 4. November 1950 wurde mit amerikanischer Unterstützung und der Enthaltung Frankreichs und des Vereinigten Königreiches durch die UN-Vollversammlung mit großer Mehrheit in der Resolution 10 die Verurteilung des Franco-Regimes beendet. In den darauffolgenden Monaten kehrten die westlichen Botschafter wieder nach Madrid zurück. Ein von den Vereinigten Staaten vorgeschlagener Beitritt Spaniens in die NATO wurde sowohl von Franco, der die militärische Unabhängigkeit seines Landes wahren wollte, als auch von den meisten westeuropäischen Ländern abgelehnt.
Die internationale Rehabilitierung des Franco-Regimes und die Annahme des fünften Grundgesetzes durch Volksabstimmung im Juli 1947 zwangen Juan de Borbón seine Haltung gegenüber Franco zu ändern. Am 25. August 1948 trafen sich die beiden auf de Borbóns Yacht Azor in der Bucht von Biscaya. Als Ergebnis der Gespräche wurde vereinbart, dass der Sohn von Don Juan, Juan Carlos de Borbón, nach Spanien gehen und unter der Leitung von General Franco erzogen werden sollte.
Durch die Anerkennung und Rehabilitierung des franquistischen Staates brach die republikanische Opposition im Exil zusammen und musste neu organisiert werden. Auch im Inneren Spaniens kehrte von 1949 bis 1951 relative Ruhe ein.

### Repression und Instabilität in den 50er Jahren

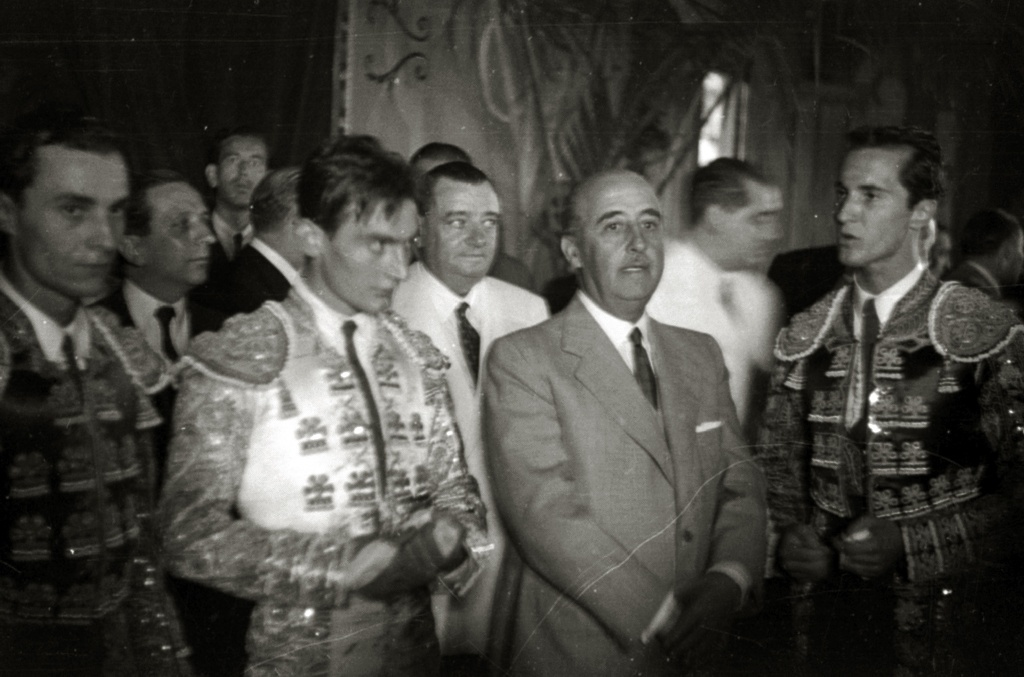
Franco mit drei Toreros nach einem Stierkampf in San Sebastián, 1950

Die ersten zwei Jahrzehnte der Franco-Herrschaft sahen auch nach dem nationalistischen Sieg die fortgesetzte Unterdrückung und Tötung einer unbestimmten Anzahl von politischen Gegnern vor. In den 1950er Jahren liegen die Schätzungen der exekutierten Menschen irgendwo zwischen 15.000 und 50.000.
Anschließend wurde der Franco-Staat weniger gewalttätig, trotzdem wurden nichtstaatliche Gewerkschaften und alle politischen Gegner, von den kommunistischen und anarchistischen Organisationen bis zu den Liberaldemokraten und katalanischen oder baskischen Separatisten über das politische Spektrum verteilt, entweder unterdrückt oder streng kontrolliert und beschattet. Die Gewerkschaften Confederación Nacional del Trabajo (CNT) und Unión General de Trabajadores (UGT) wurden verboten und 1940 von dem korporatistischen Sindicato Vertical abgelöst. Die Spanische Sozialistische Arbeiterpartei und die Esquerra Republicana de Catalunya (ERC) wurden 1939 verboten, während die Kommunistische Partei Spaniens (PCE) in den Untergrund ging. Die Baskische Nationalistische Partei (PNV) ging ins Exil und 1959 wurde die Euskadi Ta Askatasuna (ETA), eine baskische Terrororganisation für den Kampf gegen die Diktatur Francos, gegründet.
Der von Franco geförderte spanische Nationalismus und die Errichtung einer einheitlichen nationalen Identität widersprachen der kulturellen Vielfalt der einzelnen Regionen. Stierkampf und Flamenco wurden als nationale Traditionen gefördert, während jene Traditionen, die nicht als spanisch anerkannt wurden, unterdrückt wurden. Francos Ansicht über die spanischen Traditionen und Sitten war aus heutiger Sicht etwas künstlich und willkürlich. Während einige regionale Traditionen unterdrückt wurden, wurde der Flamenco, eine andalusische Tradition, zu einem Teil einer größeren, nationalen Identität erhoben. Alle kulturellen Aktivitäten, auch wenn sie vom Staat anerkannt worden waren, unterlagen einer Zensur, und viele Aktivitäten wie der Sardana, der Nationaltanz der Katalanen, wurden häufig auf unberechenbare Weise verboten. Diese restriktive Kulturpolitik, die ihren Höhepunkt in den 1950er Jahren hatte, entspannte sich mit der Zeit wieder (vor allem in den späten 1960er und den frühen 1970er Jahren).
Franco versuchte auch in einer restriktiven Sprachpolitik die nationale Homogenität Spaniens herzustellen. Er förderte den schulischen und alltäglichen Einsatz der spanischen Sprache und ließ Sprachen wie Katalanisch, Galicisch und Baskisch unterdrücken. Die rechtliche Nutzung von anderen Sprachen als der spanischen war unter Franco verboten. Alle Regierungs-, notariellen, rechtlichen und kommerziellen Unterlagen waren ausschließlich in Spanisch und wurden in einer anderen Fassung als der spanischen für null und nichtig erklärt. Die Nutzung anderer Sprachen wurde in Schulen, auf Werbeplakaten, auf der Straße und auf Schildern verboten. Bürger durften aber die verbotenen Sprachen weiterhin inoffiziell sprechen und wurden deswegen nicht verfolgt. Diese Politik wurde bis zum Ende der 1950er Jahre praktiziert, schwoll aber dann wieder ab. Nach 1960 durften die nichtkastilischen Sprachen wieder frei gesprochen und auch öffentlich verwendet werden.
Von den Repressionen blieben die römisch-katholische Kirche, die zur Staatsreligion erklärt worden war, und die jüdische Gemeinde in Spanien verschont. Die katholische Kirche erhielt die ihr in der Zweiten Republik aberkannten, traditionellen Privilegien wieder zurück. Beamte mussten katholisch sein, und einige Arbeitgeber forderten sogar eine Erklärung für „gutes Benehmen“ von einem Priester. Die Zivilehe, die im republikanischen Spanien eingeführt worden war, wurde für nichtig erklärt, es sei denn, dass sie von der katholischen Kirche gebilligt wurde. Scheidung, Verhütungsmittel und Abtreibung wurden von Franco per Dekret verboten. Obwohl Francos Spanien den neuen Staat Israel 1948 nicht anerkannt hatte, stand man der jüdischen Gemeinde relativ tolerant gegenüber und verschonte sie weitgehend vor der Repression. Franco erließ angesichts der angespannten Lage in Spanisch-Marokko und Spanisch-Sahara mehrere Dekrete, die Übergriffe auf dortige Juden unter Strafe stellten, ihm aber die Unterstützung der meisten Einheimischen versagten, und ließ nach dem Sechstagekrieg die jüdische Auswanderung aus Marokko finanziell und bürokratisch unterstützen.
Die meisten Städte auf dem Land und ländliche Gebiete wurden von der Guardia Civil, einer Militärpolizei für die Zivilbevölkerung, bewacht. Größere Städte und regionale Hauptstädte wurden größtenteils von der Policia Armada (in Spanien wegen der Farbe der Uniform grises [Grautöne] genannt) bewacht.
Studentenrevolten an Universitäten in den späten 1960er und frühen 1970er Jahren wurden von der schwer bewaffneten Policía Armada gewaltsam unterdrückt. Im Mai 1972 sorgte die Anklage eines amerikanischen Studenten für internationales Aufsehen und führte zu Verstimmungen zwischen Spanien und den Vereinigten Staaten.
Die Durchsetzung der traditionellen katholischen Werte durch die staatlichen Behörden war eine erklärte Absicht des Regimes. Der noch während der Republik erlassene Ley de Vagos y Maleantes (Vagrancy-Akt) behielt im franquistischen Spanien seine Gültigkeit, hatte für die verbleibenden Nomaden von Spanien große Folgen und führte oft zu deren oftmals geförderter Auswanderung. 1954 wurde ein Gesetz erlassen, das Homosexualität, Prostitution und Pädophilie unter der Androhung der Todesstrafe verbot.
1951 kam es aufgrund der harten Arbeitsbedingungen und der steigenden Preise zu einem Straßenbahnstreik in Barcelona. Er zwang General Franco zu reagieren und im Juli eine neue Regierung zu ernennen, um sicherzustellen, dass soziale Unruhen nicht wieder aufleben würden. Die Vorherrschaft des politischen Katholizismus blieb bestehen und Luis Carrero Blanco wurde zum neuen Staatssekretär ernannt.
Nach langen Verhandlungen wurde 1953 ein neues Konkordat mit der katholischen Kirche abgeschlossen, das ein wichtiger Schritt der internationalen Anerkennung des Regimes war.
Die Ratifizierung bestätigte zudem die Vorherrschaft der katholischen Kirche unter Franco und den seit dem Ende des Bürgerkrieges herrschenden Status quo zwischen Staat und Kirche.
Die Verhandlungen mit den Vereinigten Staaten über die Errichtung von vier US-Militärbasen auf spanischem Hoheitsgebiet im Austausch für begrenzte wirtschaftliche und militärische Hilfe zogen sich bis 1953 hin und integrierten Spanien in das westliche Verteidigungssystem. Ein Vorschlag der Vereinigten Staaten, auf spanischem Boden Atomwaffen zu installieren, konnte aufgrund der Intervention Francos, der selbst an der Erstellung von eigenen Atomwaffen interessiert war, nicht realisiert werden.
Nach dem Beschluss der Generalversammlung 1950 konnte Spanien nach und nach in die UN-Sonderorganisationen integriert werden und wurde schließlich im Dezember 1955 als Vollmitglied der UN zugelassen. Es war das Ende der Isolierung des Franco-Regimes.
Im Februar des folgenden Jahres gab es einige gewalttätige Zwischenfälle an der Universität von Madrid als Folge der Auseinandersetzung zwischen Studenten, die sich für freie Wahlen ausgesprochen hatten, und staatlichen Polizeikräften. Ein Student starb dabei.
Es war die erste große innere Krise im franquistischen Spanien der Nachkriegszeit. Um die Lage zu beruhigen, musste Franco mehrere Notdekrete erlassen.
Im März 1956 entließ Frankreich sein Protektorat Marokko in die Unabhängigkeit. Kurz darauf kam es am 23. Oktober 1957 zum Ausbruch des Ifni-Krieges um die spanische Kolonie Ifni, eine Exklave Spaniens umgeben vom Staatsgebiet des Königreichs Marokko. Nach einer marokkanischen Invasion konnten spanische Truppen unter dem persönlichen Oberbefehl Francos die Sahara-Befreiungsarmee zurückschlagen. Der Krieg in Ifni dauerte bis zum 3. Juni 1958.
1957 kam es zu einer erneuten politischen Krise. José Luis Arrese, der Franco eine Stärkung der Befugnisse der falangistischen Einheitspartei Movimiento Nacional vorschlug, löste innerhalb der Armee Proteste aus. Die katholische Kirche und die Regierung enthielten sich der Entscheidung. Auch die Monarchisten in Francos Machtapparat waren nicht bereit, ein auf nur eine Ideologie gestütztes totalitäres Regime wie den Faschismus in Italien, den Nationalsozialismus im Deutschen Reich oder den Peronismus in der Republik Argentinien hinzunehmen. Angesichts dieser Fülle von Protesten und bevor er sich vorrangig mit den wirtschaftlichen Problemen seines Landes zu befassen begann, beschloss der Generalissimus im Februar 1957 ein auf unbestimmte Zeit gültiges provisorisches Gesetz zu erlassen. Dieses schwächte den Einfluss der Falange innerhalb der Staatspartei und wurde zum sechsten Grundgesetz des franquistischen Staates. Offiziell hieß es, Spanien werde weder durch eine Bewegung noch durch eine Partei oder eine Organisation vertreten, sondern sei eine „Gemeinschaft“ (die Wagenliste-Modus) und eine „traditionelle Monarchie mit katholischen, sozialen und repräsentativen Prinzipien“. Dadurch konnten sowohl Monarchisten als auch Vertreter der Kirche als auch die Armee befriedigt werden.
Angesichts der schwerwiegenden Verschlechterung der wirtschaftlichen Lage überredete Franco Carrero Blanco, das autarke Wirtschaftssystem zu reformieren. Als Teil der Reform wurde ein säkulares katholisches Amt vom Opus Dei eingerichtet. Alberto Ullastres wurde zum Leiter des Ministeriums für Handel, und Mariano Navarro Rubio wurde ins Finanzministerium geholt.
1958 kam es wieder zu Streiks, insbesondere in Asturien und Katalonien. Grund dafür waren Forderungen nach einer Lohnerhöhung, da die Inflation einen Rückgang der Reallöhne verursacht hatte. Insbesondere in der asturischen Kohlebergbauindustrie kam es zu wiederkehrenden Streiks. Die Intensität der asturischen Streikbewegung führte dazu, dass Franco am 14. März 1958 für vier Monate den Ausnahmezustand in der Region erklärte.
Am 1. April 1959, 20 Jahre nach dem Ende des Bürgerkriegs, wurde feierlich das Kriegsdenkmal Valle de los Caídos eingeweiht.

### Wirtschaftlicher Aufstieg in den 1960er Jahren

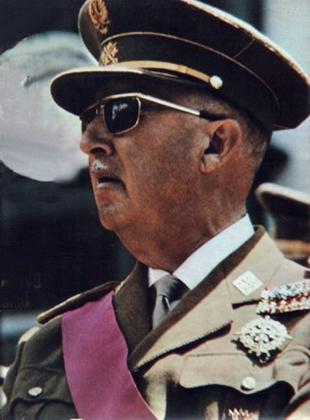
Porträtaufnahme Francisco Francos in der Uniform des Generalissimus, 1969 in Argentinien

In den 1960er Jahren erlebte Spanien unter Francos Herrschaft ein starkes Wirtschaftswachstum, das danach spanisches Wirtschaftswunder genannt wurde. In diesem Jahrzehnt betrug die durchschnittliche Wachstumsrate 7 %. Allerdings sah sich Franco auch mit zunehmenden sozialen und politischen Spannungen konfrontiert. Dank eines stabilen Rückhalts im Militär, aber auch in der bedeutenden katholischen Kirche des Landes und bei den Großgrundbesitzern, überstand Franco diese Situation politisch unversehrt.
Die Wurzeln dieser wirtschaftlichen Expansion lagen in den fünfziger Jahren. Das autarke Modell (Autarkiepolitik), das von Franco aufgesetzt worden war, hatte Spanien an den Rand des Staatsbankrotts gebracht. In diesem Jahrzehnt fand auch mit dem Rückgang der Widerstandsbewegungen der 1950er Jahre eine langsame, von den Falangisten und dem Franco-Regime selbst ins Leben gerufene Liberalisierung der Wirtschaft statt. Auch die US-Hilfe hatte nach der Unterzeichnung eines bilateralen Abkommens entschiedene Wirkung auf die Linderung der kritischen Wirtschaftslage.
Das Wirtschaftswachstum in Europa, das mit dem Marshallplan nach dem Ende des Zweiten Weltkrieges begann, blieb in Spanien aus. Das Land war in den fünfziger Jahren sehr rückständig und erlebte nicht vollständig den wirtschaftlichen Fortschritt wie seine Nachbarländer, bis Franco beschloss, auch sogenannte „Technokraten“ in seine Regierung zuzulassen, und eine allgemeine bessere technische Ausbildung in der Wirtschaft zu fördern begann. Damit brach er mit dem alten autarken Modell. 1959 wurde mit Hilfe des IWF und der OWZE ein Plan zur Stabilisierung ausgearbeitet und damit eine neue Wirtschaftspolitik eingeleitet. Spanien schickte im Austausch für finanzielle Hilfe ein Memorandum an den IWF, in dem sich das Land verpflichtete, Maßnahmen zu ergreifen, um die spanische Wirtschaft im Hinblick auf die Zahlungsfähigkeit und die wirtschaftliche Instabilität, neue Maßnahmen zu setzen. Die Folge des Planes war ein Durchschnittswachstum von 7 %. Damit stand Spanien an zweiter Stelle nach Japan. War Spanien vorher zusammen mit Griechenland und Portugal eines der ärmsten Länder Europas gewesen (mit einem niedrigeren Pro-Kopf-Einkommen als einige lateinamerikanische Länder), begann es sich nun zur fünftgrößten Wirtschaftsmacht Europas zu wandeln. Während der Zeit von 1960 und 1973 wuchs die Industrieproduktion um mehr als 10 % und es kam zu einem Strukturwandel in der Wirtschaft: Spanien hatte sich vom Agrarstaat zu einer Industrienation der ersten Welt entwickelt. Infolgedessen sank der Anteil der aus dem Export landwirtschaftlicher Erzeugnisse generierten Einnahmen am Bruttoinlandsprodukt von 22,6 % im Jahr 1960 auf 11,6 % im Jahr 1973 und die Arbeitslosenquote verringerte sich auf 2 % (1970). Vor allem der Zufluss von ausländischem Kapital, der Zustrom von Tourismus und Geldüberweisungen von Gastarbeitern und Auswandern (etwa 800.000 Spanier) ermöglichten diese Entwicklung.

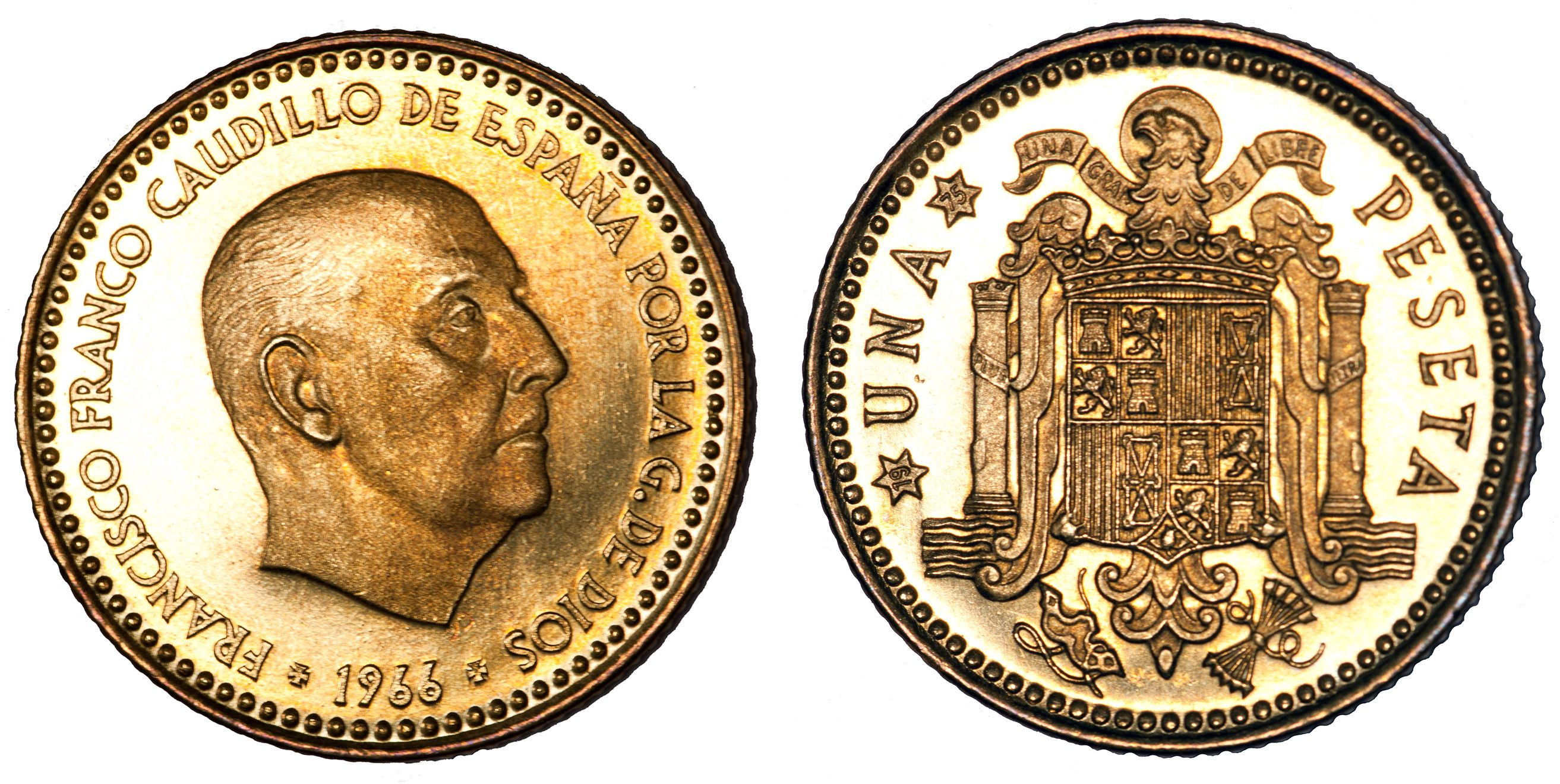
Franco auf einer Pesetamünze von 1966 mit der Inschrift Francisco Franco, von Gottes Gnaden Führer von Spanien abgebildet

In der Mitte der 60er Jahre löste der ständige Zustrom von Menschen vom Land in die Städte eine Landflucht aus und die konsequente Schaffung von neuen Arbeitsplätzen blieb aus. Stattdessen behinderte die begrenzte Kapazität die Schaffung von Arbeitsplätzen und es kam zu einem Anstieg der Arbeitslosenzahlen.
Auch wenn die Mehrheit der Menschen in Spanien von dieser Entwicklung profitierten, fiel der meiste Reichtum in die Hände von Personen, die dem Regime nahestanden. Trotz dieses Ungleichgewichts kam es parallel zur Modernisierung der Gesellschaft. Die spanische Bevölkerung entwickelte sich von einer Agrar- zur Industriegesellschaft, mit Fortschritten in der Ausbildung, der Erzielung einer Einschulungsquote von 90 % und die Verringerung der Analphabetenquote. Ein weiterer Fortschritt war die langsame Eingliederung der Frauen in die bislang von Männern dominierte Gesellschaft.
Das spanische Wirtschaftswunder hatte auch große gesellschaftliche Veränderungen mit sich gebracht. Die spanische Gesellschaft war immer näher an andere Gesellschaften in Westeuropa herangerückt und eine Kultur des Massenkonsums entwickelte sich. 1960 betrug das Pro-Kopf-Einkommen in Spanien 1.042 US-Dollar. Zudem fand eine Erhöhung der Wohlfahrt statt und die Infrastruktur des Landes wurde umfangreich erneuert. Neue liberale Sitten und Gebräuche wie der Minirock, Männer mit langen Haaren, Bikinis, Pop und Rockmusik wurden zwar vom konservativen Franco abgelehnt, aber von den Behörden toleriert. Mit dem Verkauf von über einer Million Verhütungspillen im Jahr 1967 kam es auch zu einer Veränderung der Sexualität.
Aber die wirtschaftlichen und sozialen Veränderungen führten auch teilweise zu politischen Veränderungen. Carrero Blanco bildete von 1962 bis 1965 eine neue liberalere Regierung und 1963 wurde in Spanien die Sozialversicherung eingeführt, so dass 1973 vier von fünf Spaniern eine Krankenversicherung hatten. Ein klares und einheitliches Steuersystem blieb aber aus.
Noch vor der Entwicklung der 60er Jahre und dem Aufstieg der Technokraten hatten sich die Falangisten in mehreren Gewerkschaftsorganisationen verschanzt und Franco musste aufgrund der starken Veränderungen auch eine Öffnung der Falange erzwingen. Dieses Vorhaben führte Minister José Solis Ruiz durch und es gipfelte Ende 1966 in relativer Freiheit.
So konnte in Spanien erstmals seit den Säuberungen in den 1940er und 50er Jahren wieder eine linke Opposition gebildet werden.
Tatsächlich waren zwei bedeutende Erfolge mit der Offenheit erzielt worden. Dies waren das Presse- und Druckgesetz, das die Zensur lockerte, vom März 1966 und das Gesetz über die Religionsfreiheit vom Juni 1967, das nun auch dem bislang unterdrückten Islam mehr Rechte gewährte. Das erste Gesetz wurde vom jungen falangistischen Minister Manuel Fraga durchgesetzt und ist in veränderter Form noch heute gültig. Das zweite Gesetz ging auf Außenminister Fernando María de Castiella Maíz zurück und wurde verabschiedet, nachdem man sich auf dem Zweiten Vatikanischen Konzil auf neue Richtlinien zum Umgang mit Minderheiten geeinigt hatte. Letztlich aber waren den nichtkatholischen Konfessionen enge Grenzen aufgezwungen worden.
Oppositionell gesehen waren die erste und wichtigste Herausforderung der Franco-Regierung die Rückkehr von Arbeitsunruhen, die mit dem asturischen Bergarbeiterstreik von 1962 begannen. Zudem kamen Studentenproteste an den Universitäten landesweit, die die Unterstützung einiger Professoren wie José Luis López, Enrique Tierno Galvan und Agustin Garcia Calvo hatten. Ein dritter Bereich der Opposition waren progressive Priester, die die Arbeiter- und Studentenproteste unterstützten. Zusätzlich dienten Treffen in der Kirche, die Immunität wegen des Konkordats von 1953 garantierten, als Treffpunkt von Oppositionellen.
Ebenfalls setzten die neu aufgestellten kulturellen und politischen Forderungen in Katalonien und dem Baskenland das Regime unter Druck. Der Protest wird heute oft als der Beginn der Wiedergeburt des katalanischen Nationalismus im franquistischen Spanien der 1960er Jahre angegeben. Ein wichtiges Ereignis waren die (illegalen) Feierlichkeiten zum katalanischen Nationaltag am 11. September.
Ähnliches wie für den katalanischen gilt auch für den baskischen Nationalismus. Die baskische Regierung im Exil sowie die ETA wetterten gegen das Franco-Regime und griffen ab 1962 auch zur Gewalt im Kampf gegen Franco. Im August 1968 ermordeten Angehörige der ETA in Irun einen Polizeikommissar. 1968 und 1969 starben zwei weitere Menschen durch den Terror der ETA.
In diesem Kontext wurde in den 60er Jahren die soziale Mobilisierung erweitert. Zahlreiche neue Gewerkschaften wurden unter der Schirmherrschaft der spanischen Kommunistischen Partei gegründet. Die neue Protestbewegung der Arbeiterklasse war in den sechziger Jahren zweifellos die größte Herausforderung, mit der das Franco-Regime konfrontiert war.
Genau diese Organisationen führten zu einer erneuten Welle von Säuberungen. Der neu angelegte Gerichtshof für öffentliche Ordnung (TOP) vermeldete in insgesamt 4.500 Zusammenfassungen illegale Propaganda, illegale Vereinigungen, illegale Versammlungen, illegale Demonstrationen usw.
In der zweiten Hälfte der 1960er begann sich der alternde Franco immer mehr aus den politischen Geschäften zurückzuziehen und widmete sich zunehmend seiner Freizeit. Die Gespräche über den Eintritt Spaniens in die Europäische Gemeinschaft wurden von Franco dennoch blockiert und als Komplott angeblich feindlicher Kräfte der Arbeiter und Studentendemonstrationen abgestempelt.

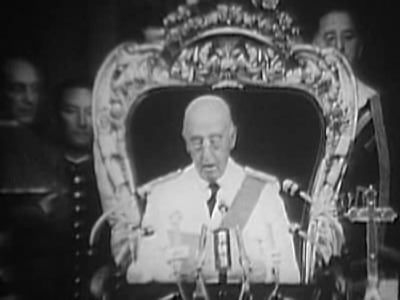
Franco im spanischen Parlament bei der Ernennung von Juan Carlos I. zu seinem Nachfolger, 22. Juli 1969

Im Januar 1966 wurde das Organisationsgesetz des Staates, das eine grundlegende Veränderung des Status quo bedeutet hätte und unter anderem die Trennung der Ämter Staatsoberhaupt und Regierungschef forderte, die Franco in sich vereinigt hatte, im spanischen Parlament vorgebracht. Franco entschied sich aber für eine Volksabstimmung und erklärte:

„Es wird keine Debatte im Parlament über das komplexe Recht geben. Es würde zunächst am spanischen Volk liegen, seine Vor- und Nachteile zu prüfen und darüber zu entscheiden.“

Am 14. Dezember wurde in einer Volksabstimmung mit einer Beteiligung von 88 % mit nur 1,81 % Nein-Stimmen gegen das Gesetz gestimmt.
Franco begann in der zweiten Hälfte der sechziger Jahre unter zunehmendem Druck und angesichts zunehmender Altersschwäche einen Nachfolger für sich zu suchen. Bereits 1961 hatte er vorgeschlagen, Otto von Habsburg nach seinem Tode als König einzusetzen. Dieser lehnte jedoch mit der Begründung ab, dass er kein Usurpator sei. 1968 gab es mehrere Kandidaten für die Nachfolge, darunter Juan de Borbón y Battenberg, der versuchte, in verschiedenen Gesprächen mit Franco seine Legitimität zu untermauern. Schließlich aber wurde Juan Carlos de Borbón, der Enkel von Alfonso XIII., der seit 1948 unter Francos Aufsicht als künftiger König von Spanien erzogen worden war, zum Nachfolger für die Zeit nach seinem Tod bestimmt. Franco sorgte aber dafür, dass dieser nicht dieselbe Machtfülle, sondern nur sehr wenig Spielraum haben würde, um ein Abfallen vom Franquismus verhindern zu können. Im Januar 1969 gab Franco seine Entscheidung bekannt und verkündete sie am 22. Juli 1969 im Parlament. Mit 419 Stimmen bei 19 Gegenstimmen billigten die Abgeordneten diese Entscheidung und gewährten dem Auserkorenen den Titel „Prinz von Spanien“.
Die Ernennung von Juan Carlos zum Nachfolger eröffnete jedoch einen neuen Konflikt innerhalb der Regierung zwischen den „Technokraten“ und den offenen Teilen des Regimes, deren letzte Folge der Matesa-Skandal war, der Mitte 1969 ausbrach und offenbarte, dass es innerhalb der Regierung zu Umsturzversuchen gekommen war. Franco sah danach den schlichtenden Carrero als einen Garanten für Stabilität und setzte ihn als Vizepräsidenten ein.

### Spätere Jahre

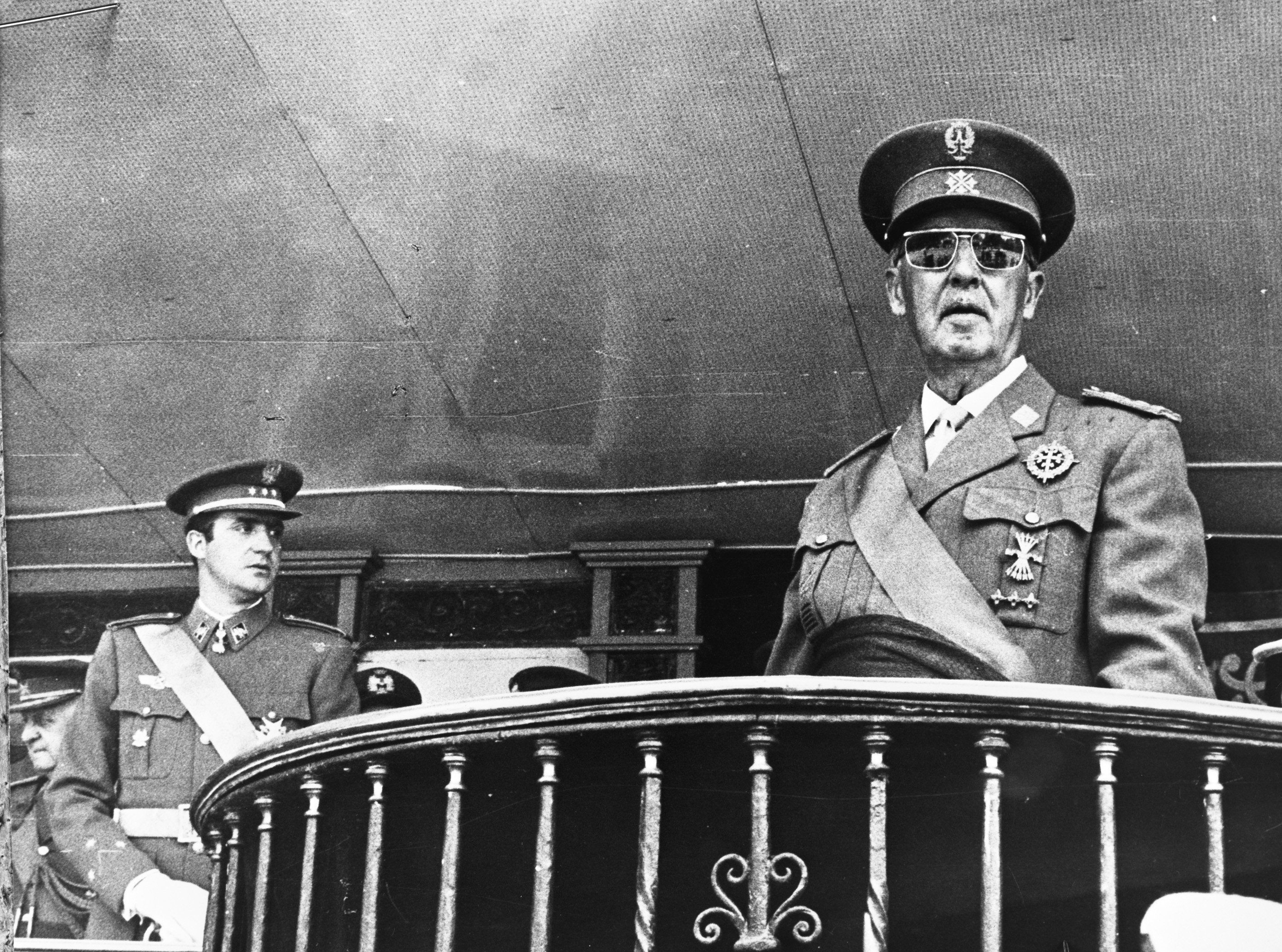
Franco und sein designierter Nachfolger Juan Carlos de Borbón beim Abhalten einer Militärparade des spanischen Heeres, 5. Juni 1969

In den frühen 70er Jahren sah sich das Regime mit neuen Herausforderungen konfrontiert, und Franco versuchte zusammen mit einigen Beratern und Vertrauten, die in den 1960er Jahren gewährten Reformen wieder rückgängig zu machen. Eine Maßnahme war die Absetzung von Juan Carlos de Borbón als Nachfolger Francos und die Einsetzung seines Cousins Alfons Jaime de Borbón. Alfons Jaime de Borbón hatte Franco die Heirat seiner Enkeltochter María del Carmen Martínez-Bordiú y Franco versprochen und sie 1972 auch geheiratet. Francos Regime, das sich in der Auflösung befand, wurde in Spanien der Bunker genannt. Zu dieser Zeit waren bereits Maßnahmen für die Zeit nach Francos Tod getroffen worden.
Im September 1970 wurde Franco vom Präsidenten der Vereinigten Staaten Richard Nixon und Henry Kissinger besucht – ein Besuch, der das Bild des Diktators und die Grenze der Zusammenarbeit der westlichen Demokratien mit dem Regime symbolisierte.
Gleichzeitig beschloss die Regierung, 16 Personen wegen angeblicher Mitgliedschaft in der ETA (darunter zwei Priester) öffentlichkeitswirksam zu verurteilen, jedoch erreichte die Wirkung genau das Gegenteil dessen, was man beabsichtigt hatte. Auf die Ankündigung des Schnellverfahrens im Dezember in Burgos kam eine Welle von Solidaritätsbekundungen im Baskenland und der Navarra.
Darüber hinaus löste die Burgos-Studie eine internationale Kampagne der Solidarität mit dem baskischen Volk und die Wiederherstellung der demokratischen Freiheiten in Spanien aus.
Die Burgos-Studie führte auch zu ersten Spannungen zwischen Franco und der katholischen Kirche, die begann, mit mehr Offenheit Kritik an Franco zu äußern und sich vom Regime zu lösen.

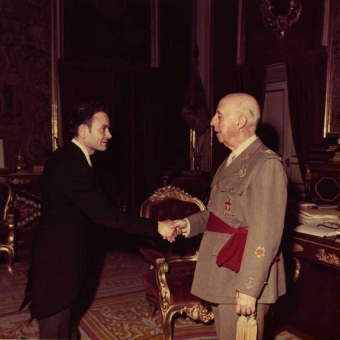
Franco bei einer Audienz im El-Pardo-Palast, April 1972

Zwei Monate nach dem Prozess von Burgos im Dezember 1971 wurden vom Militärgericht sechs der 15 Mitglieder der ETA zum Tode verurteilt. Dieser Prozess löste in Spanien eine Vereinigung der demokratischen und separatistischen Oppositionskräfte, die bislang getrennt und teilweise gegeneinander operiert hatten, aus und ließ dadurch ihrem Einflussbereich wachsen.
Mitte des Jahres 1973 wurde das politische Versagen der unveränderlichen Kontinuität von Carrero und den Technokraten deutlich sichtbar. Dies zeigte der Rücktritt des Innenministers Tomás Garicano im Mai 1973. Jedoch ging Carrero Blanco aus der Krise gestärkt hervor und wurde von Franco zum Ministerpräsidenten ernannt, eine Position, die Franco 37 Jahre innegehabt hatte. Allerdings war Carreros neue Regierung nur sechs Monate im Amt.
In den siebziger Jahren begannen erneute Arbeiter- und Studentendemonstrationen. Die bislang Franco nahestehenden Christdemokraten, Teile der falangistischen Bewegung und eigene Oppositionsgruppen in der Armee begannen sich aus unterschiedlichen Gründen nun auch von Franco zu distanzieren. Außenpolitisch hatte auch der Vatikan, der das Franco-Regime lange gebilligt und unterstützt hatte, Zeichen der Missbilligung gezeigt, im Inneren gehörte der Kardinal Vicente Enrique y Tarancón zu den führenden Kritikern des Regimes. Zudem hatten die ETA und andere Terrorgruppen an ständig wachsender militärischer und politischer Stärke, gewonnen. Die Ermordung des Ministerpräsidenten Blanco am 20. Dezember 1973 durch die ETA demonstrierte die Ohnmacht des Regimes. Die schnelle Übernahme der Macht durch Vizepräsident Torcuato Fernández-Miranda konnte die Lage wieder beruhigen.
Das Attentat fand kurz vor dem Beginn eines Gerichtsverfahrens (bekannt als „Proceso 1001“) gegen zehn inhaftierte Aktivisten der im Untergrund agierenden Gewerkschaft Comisiones Obreras statt. Franco, der ab dem Ende der 60er Jahre zunehmend aus der politischen Bühne verschwunden war, übernahm wieder die vollständige Kontrolle über das ihm noch treue Militär und regierte seitdem de facto als Militärdiktator über alle Ideologien hinweg. Bereits am 1. Oktober 1971, am Jahrestag seiner Ernennung zum spanischen Staatsoberhaupt 1936, machte er am Plaza de Oriente klar, als Staatsoberhaupt bis zu seinem Tode fungieren zu wollen und nicht in den Ruhestand zu gehen. Franco, der damals das älteste und am längsten amtierende Staatsoberhaupt Europas und eines der Welt war, zeigte Ende 1974 deutliche Anzeichen von Senilität.
Als es am 11. September 1973 zum von den Vereinigten Staaten geförderten Putsch in Chile kam, bei dem das Militär unter General Augusto Pinochet die Macht übernahm, unterstütze Spanien ideologisch die Putschisten. Pinochet, ein großer Bewunderer Francos, errichtete eine Diktatur nach franquistischem Vorbild, und Francos Spanien wurde spätestens danach zu einem wichtigen Partner der Vereinigten Staaten in Lateinamerika.
Unter dem Einfluss seiner Familie ernannte Franco im Januar 1974 Carlos Arias Navarro zum neuen Premierminister, das bedeutete, dass die Technokraten des Opus Dei von der Regierung ausgeschlossen wurden. Stattdessen wandte sich Arias eher den einflussreichen Familien des Regimes zu und versuchte das Gleichgewicht zwischen den verschiedenen Kräften in der Regierung zu halten.
Carlos Arias Navarro gehörte eher zu den liberaleren Politikern und versprach in seiner Rede zur Einführung der neuen Regierung am 12. Februar 1974 mehr Offenheit. Dieser neue Geist des 12. Februars, wie er in den Medien genannt wurde, hielt nur ein paar Wochen bis zum Ende des Monats, als der reformistische Erzbischof von Bilbao, Monsignore Antonio Añoveros, aufgefordert wurde, Spanien zu verlassen. Wenige Tage später, am 2. März, wurde der katalanische Anarchist Salvador Puig wegen eines Mordes an einem Polizisten verurteilt und hingerichtet. Die Proteste wurden von der Polizei hart unterdrückt.
Am 25. April 1974 wurde das Estado Novo-Regime unter Ministerpräsident Marcelo Caetano in Portugal gestürzt. Nach der Nelkenrevolution stand Spanien als letzte rechtsgerichtete Diktatur in Europa nun allein da. Im September verursachte ein brutaler Anschlag der ETA im Rolando Café an der Calle del Correo den Tod von 13 Menschen.
Als es 1973 infolge des Jom-Kippur-Krieges zwischen Israel und Ägypten und Syrien zur Ölkrise von 1973 kam und die arabischen Nationen eine globale Energiekrise auslösten, versuchte Franco die wirtschaftlich äußerst prekäre Situation mit seinen guten Beziehungen zur arabischen Welt zu überbrücken. Die Wirtschaftskrise begann 1974. 1975 kam es durch den Anstieg der Inflation und Arbeitslosigkeit zu einer Welle von Streiks. Darüber hinaus forderten terroristische Aktivitäten der ETA 1974 18 Todesfälle und 1975 14. Zusätzlich endeten drei Anschläge der Frente Revolucionario Antifascista y Patriota (FRAP) mit dem Tod von mehreren Zivilisten. Franco musste daraufhin ein Anti-Terror-Gesetz erlassen.
Im Sommer 1975 war das Gefühl des Zusammenbruches des Regimes allgegenwärtig. Am 27. September 1975 fanden die letzten von Franco ratifizierten Hinrichtungen statt. Insgesamt wurden fünf Personen (drei militante Kämpfer der FRAP und zwei Kämpfer der ETA) zum Tode durch Erschießen verurteilt. Sechs weitere Menschen wurden zum Tode verurteilt, aber später begnadigt und zu einer fast 30-jährigen Freiheitsstrafe verurteilt.
Am 1. Oktober rief der Bunker zu einer Demonstration am Plaza de Oriente in Madrid auf. Franco konnte seine Rede, in der er die Einmischung des Auslandes in die inneren Angelegenheiten Spaniens zurückwies, nur zögernd und stockend halten. Zu dieser Zeit litt er bereits an Parkinson. In seiner letzten Rede sagte er:

„Alles, was in Spanien und Europa geschieht, stammt von einer fundamentalistisch-freimaurerischen Verschwörung in der politischen Klasse! Ebenso die kommunistische Subversion, die uns ehrt und sie erniedrigt! Es lebe Spanien!“

Die letzten Hinrichtungen entfachten eine Welle von Protesten und Verurteilungen der Regierung Spaniens, sowohl innerhalb als auch außerhalb des Landes. Fünfzehn europäische Länder zogen ihre Botschafter aus Spanien ab, und es kam in den meisten europäischen Ländern zu Angriffen auf die Botschaften von Spanien.

### Spanisches Kolonialreich und Dekolonisation
Franco war ein überzeugter Anhänger des Imperialismus. Diese Einstellung hatte er von seiner Familie übernommen.
Unter Francos Herrschaft versuchte Spanien die Kontrolle über sein Kolonialreich in Afrika zu behalten und konnte nur durch seinen großen Kolonialbesitz eine wichtige internationale Rolle spielen.
Während des Zweiten Weltkriegs waren in der Konferenz von Hendaye Franco von Hitler Gibraltar und territoriale Gewinne auf Kosten Frankreichs zugesagt worden. Franco hatte neben Französisch-Marokko das mauretanische Gebiet zwischen Spanisch-Sahara und dem 20. Breitengrad, das algerische Department Oran (67 262 km²) sowie eine Erweiterung des Küstengebiets von Spanisch-Guinea gefordert. Das Vichy-Regime verweigerte jedoch die Abtretung Marokkos. Nach dem Ende des Krieges kontrollierte Spanien die Kolonien Ifni, Spanisch-Sahara (zusammengefasst in Spanisch-Westafrika), Spanisch-Guinea und die Protektorate Spanisch-Marokko und Kap Juby. Der Zerfall des Kolonialreiches deutete sich jedoch bald an. Sofort nach der Unabhängigkeit von Frankreich 1956 begann das Königreich Marokko Anspruch auf die spanischen Gebiete zu erheben, mit der Begründung, dass diese Gebiete historisch und geographisch zu Marokko gehörten. Der marokkanische Sultan Mohammed V. unterstützte diese Bestrebungen und Separatisten in den spanischen Gebieten. Im Ifni-Krieg vom 23. Oktober 1957 bis zum 3. Juni 1958 konnte Spanien zwar seine Kolonie Infi halten, musste jedoch im Abkommen von Angra de Cintra die Stadt Tarfaya mit ihrer Umgebung an Marokko abtreten. Zuvor hatte das Land am 7. April 1956 Spanisch-Marokko an Marokko übergeben müssen und nur die Exklave Plaza de soberanía mit den Gebieten Ceuta, Melilla, Islas Chafarinas, Alhucemas-Inseln, Peñón de Vélez de la Gomera behalten.
Während des Algerienkrieges (1954–1962) gründeten am 20. Januar 1961 Jean-Jacques Susini, General Raoul Salan und Pierre Lagaillarde die Organisation de l’armée secrète (OAS) zur Bewahrung von Französisch-Algerien. Spanien entwickelte sich zusammen mit Portugal zu einem Bollwerk für das Ende der Dekolonisation Afrikas.
1966 sprach sich die Generalversammlung der Vereinten Nationen für die Unabhängigkeit des spanischen Überseegebietes Äquatorialguineas aus. Bereits 1960 hatten dort die ersten freien Wahlen stattgefunden, und die Kolonie erlangte 1963 innere Autonomie. Am 12. Oktober 1968 entließ Franco trotz seiner ablehnenden Haltung die Kolonie in die Unabhängigkeit.
Auf Antrag Marokkos und Mauretaniens wurde Franco von der UN-Vollversammlung mit der Resolution 2072 vom 16. Dezember 1965 aufgefordert, die Provinz Spanisch-Sahara zu entkolonisieren und der Bevölkerung das Recht auf Selbstbestimmung zu gewähren. Spanien baute jedoch die Verwaltung der Kolonie weiter aus und begann 1962 mit der Ausbeutung der dortigen Phosphatvorkommen. 1967 erklärte sich das Franco-Regime bereit, ein Referendum zur Frage des zukünftigen Status des Gebiets durchzuführen. 1973 gründete sich die westsaharische Befreiungsbewegung POLISARIO, die einen bewaffneten Kampf gegen die spanische Kolonialmacht aufnahm. Im selben Jahr bot Franco dem Gebiet ein Autonomiestatut an. Kurz vor seinem Tod besetzte Marokko im Grünen Marsch die Westsahara und verwaltete das Gebiet. Nach dem Tode Francos brach das Kolonialreich 1976 zusammen. Am 26. Februar 1976 verließen die letzten spanischen Truppen Spanisch-Sahara.

### Kultur- und Baupolitik

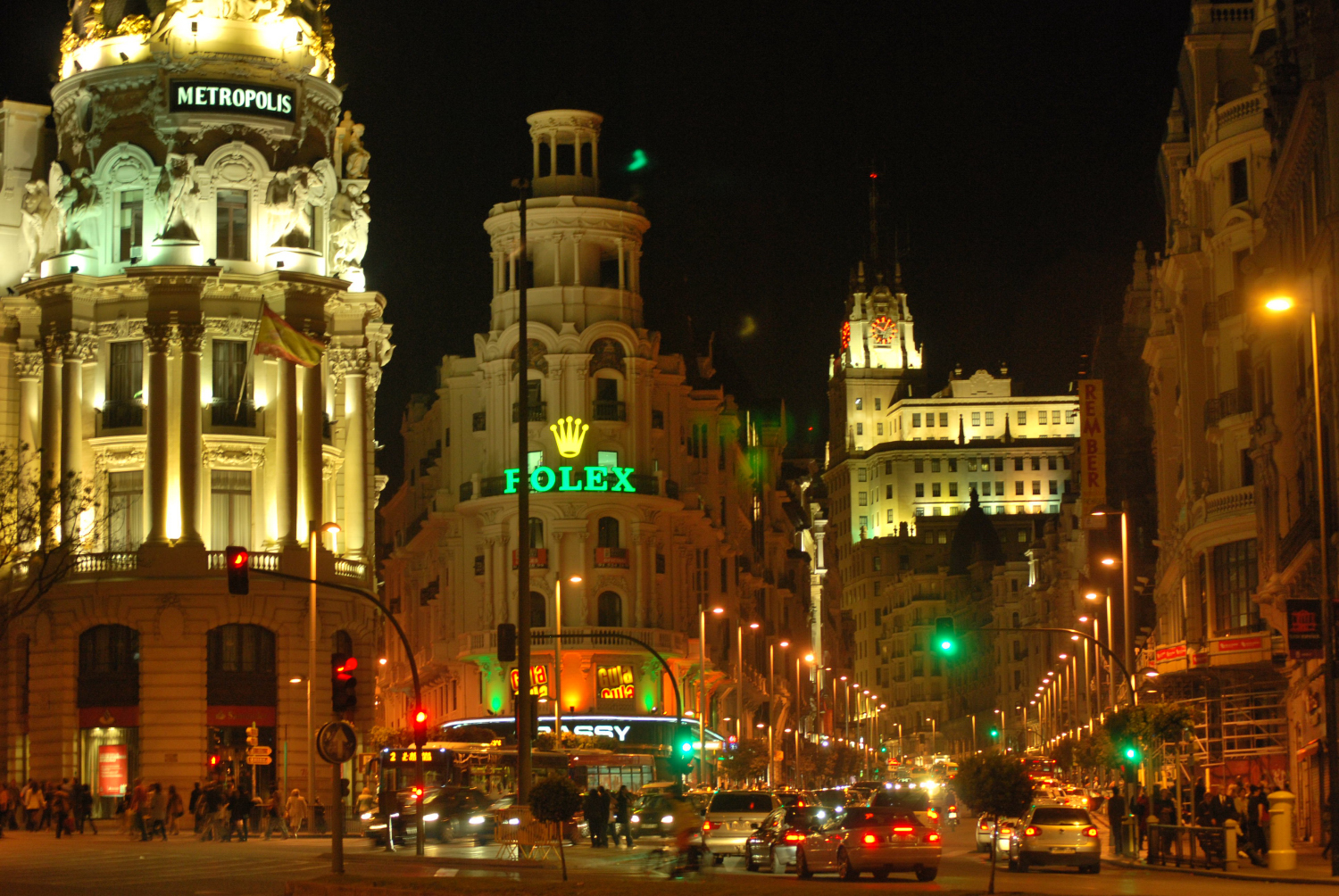
Madrid in der Nacht. Die Beleuchtung des Stadtzentrums stammt noch aus der Franco-Zeit, wurde aber Symbol der Jugendbewegung Movida madrileña

Die sehr traditionalistisch und konservativ ausgelegte Kulturpolitik des Franco-Regimes prägt Spanien bis heute. Vor allem die klassizistisch-traditionalistische Architektur, die hauptsächlich an den Eklektizismus angelehnt war, hinterließ viele Spuren in der spanischen Stadtlandschaft. Beispiele dafür sind der Palacio Insular de Tenerife (Baujahr 1940), das Edificio de Correos y Telégrafos (1957) in Santa Cruz de Tenerife oder das Rathaus von Huelva (1949). Als Vorbilder dienten unter anderem der Recreo de las Cadenas in Jerez de la Frontera und der Gabinete Literario in Las Palmas de Gran Canaria. Der bekannteste franquistische Architekt war José Enrique Marrero Regalado mit seinen Werken auf den Kanarischen Inseln.
Bis in die frühen 2000er Jahre trugen viele Straßen den Namen Francos oder El Caudillo und Generalísimo. Heute tragen noch einige kleinere Städte und Dörfer in Spanien weiterhin Francos Namen oder die seiner Gefährten (zum Beispiel José Antonio Primo de Rivera, General Mola oder General Sanjurjo). Diese hatten großen Anteil am Personenkult Francos.
Die strenge Kulturpolitik und staatlich motivierte Repressionsmaßnahmen verhinderten in den 1960er Jahren das Übergreifen der politisch linksgerichteten Bürgerrechtsbewegung 68er-Bewegung auf Spanien und die damit einhergehenden Sitten wie der Minirock, Langes Haar bei den Männern und der ab den 1970er Jahren aufkommende massenhafte Drogenkonsum in Westeuropa und den Vereinigten Staaten blieben in Spanien bis zu Francos Tod weitgehend aus. Die Kulturpolitik ging Hand in Hand mit einer strengen Zensur im Inneren und genauen Kontrollen von ausländischen Waren.
1975 veröffentlichte der französische Musiker Renaud Séchan sein erstes Album. Ein Lied hieß Monsieur Franco und wurde aufgrund des obszönen Inhalts nicht veröffentlicht und von der französischen Regierung verboten. Es war ein Teil des Protests gegen das Regime bei der jüngeren Generation und wurde nach Francos Tod unter einem anderen Titel publiziert.
Die Überbleibsel von Francos Kulturpolitik sind bis heute Gegenstand politischer Diskussionen sowohl innerhalb als auch außerhalb Spaniens. Als die 2004 gewählte sozialistische Regierung unter José Luis Rodríguez Zapatero mit der Beseitigung franquistischer Symbole und Bauwerke begann, stieß sie bei den spanischen Rechten unter der Führung der Partido Popular und der politischen Mitte auf Widerstand. Obwohl die Mehrheit der Spanier dem diktatoralen Regime kritisch gegenübersteht, befürworteten damals nur etwa 20 % von ihnen eine aktive Beseitigung der Denkmäler, Straßennamen oder sonstiger Dinge des Franquismus. Heute existieren noch Denkmäler zu Ehren Francos oder zur Verherrlichung des Franquismus im ehemaligen Protektorat Spanisch-Marokko (vor allem in den Großstädten) und der Westsahara.

### Beziehungen zur Sowjetunion und den Vereinigten Staaten
Die Beziehungen Franco-Spaniens zu den beiden Supermächten Sowjetunion und den Vereinigten Staaten waren während der gesamten Existenzzeit des Franco-Regimes angespannt. Franco verfolgte die Strategie, Spanien aus dem Ost-West-Konflikt herauszuhalten und eher Unterstützer für den Erhalt des Spanischen Kolonialreiches in Afrika zu finden.
Die Sowjetunion beteiligte sich aktiv am Spanischen Bürgerkrieg und entsandte Militärberater, Freiwillige und Waffen zur Unterstützung der republikanischen Regierung im Austausch für die Überführung der Goldreserven der Bank von Spanien nach Moskau. Mit dem Fall der Zweiten Spanischen Republik brach 1939 das Franco-Regime die seit 1933 bestehenden diplomatischen Beziehungen zur Sowjetunion ab und lehnte sich an das faschistische Königreich Italien und das nationalsozialistische Deutsche Reich an. Während des Zweiten Weltkriegs kämpfte die Blaue Division, bestehend aus spanischen Freiwilligen, gegen die Rote Armee an der Ostfront, aber Franco vermied die Beteiligung an den von der Wehrmacht und Schutzstaffel (SS) begangenen Kriegsverbrechen und zog die Blaue Division 1943 ab.
Nach dem Zweiten Weltkrieg weigerte sich Spanien, das sich mit einer erzwungenen außenpolitischen Isolation konfrontiert sah, Beziehungen zu den Sowjets aufzunehmen. Franco beschrieb die Lage als „das Schlimmste, wenn auch eines der problematischsten“. 1948 kritisierte Franco die von Stalin inszenierte Ärzteverschwörung, die sich gegen hauptsächlich jüdische Ärzte richtete. 1956 boykottierte Spanien die Olympischen Sommerspiele 1956 wegen der sowjetischen Niederschlagung des Aufstandes in Ungarn und leistete Israel und dessen Alliierten Großbritannien und Frankreich in der Sueskrise 1954 gegen das arabisch-sozialistisch geprägte Ägypten ideologische Unterstützung. Den Höhepunkt der politischen Eiszeit markierten die Rede Nikita Chruschtschows vor der Generalversammlung der Vereinten Nationen am 1. Oktober 1960, in der er das Franco-Regime wegen der zahlreichen Menschenrechtsverletzungen kritisierte, und das Verbot Francos der Spanischen Fußballnationalmannschaft an einem Qualifikationsspiel gegen die UdSSR für die Fußball-Europameisterschaft 1960 teilzunehmen. Bald aber begann Franco im Zuge der Tauwetterperiode im April 1963 mit Chruschtschow einen intensiven Briefwechsel über Themen wie Abrüstung, denn Franco-Spanien strebte zeitweise die Herstellung von eigenen Kernwaffen an, und das Schicksal des zum Tode verurteilten Kommunisten Julián Grimau.
Im Januar 1964 appellierte Franco erneut an Chruschtschow und nach einer sowjetischen Erklärung wurde für einen unbestimmten Zeitraum der Austausch von Botschaftern beschlossen. Als Provisorium wurde Frankreich gewählt. Bis 1969 liefen die Beziehungen informell über die sowjetische und spanische Botschaft in Paris. 1967 vereinbarten spanische und sowjetische Vertreter ihre Seehäfen für Schiffe des jeweils anderen Landes zu öffnen. 1969 eröffnete die staatliche sowjetische Schwarzmeerschiffscompanie ein Büro in Madrid, was die erste sowjetische Einrichtung in Spanien seit dem Ende des Bürgerkriegs war. Dieses Büro war das de facto Konsulat der UdSSR. Die Beziehungen standen jedoch durch die Besetzung der Tschechoslowakei (ČSSR) nach dem Prager Frühling 1968 erneut vor einer Zerreißprobe.
1972 besiegelte ein Abkommen über den Außenhandel den Austausch von Botschaftern für das Jahr 1973. Volle diplomatische Beziehungen konnten aber erst nach Francos Tod 1977 etabliert werden.
Die Beziehungen Spaniens unter Franco zu den Vereinigten Staaten waren deutlich entspannter als zur Sowjetunion. Im Spanischen Bürgerkrieg blieben die USA auf Anweisung des Staatssekretärs Cordell Hull offiziell neutral. Inoffiziell wurden die Nationalisten von einigen Elementen der amerikanischen Wirtschaft unterstützt. Die amerikanische Firma Vacuum Oil Company in Tanger weigerte sich den Republikanern Schiffe zu verkaufen und die Texas Oil Company leitete ihre Öltanker zum von den Nationalisten kontrollierten Seehafen von Teneriffa um. Sie unterstützte Francos Truppen mit mehreren Tonnen Benzin bis zum Ende des Bürgerkrieges. Die amerikanischen Autohersteller Ford, Studebaker und General Motors lieferten insgesamt 12.000 LKWs an die Nationalisten. Nach dem Krieg richtete José María Doussinague, der stellvertretende Staatssekretär des spanischen Außenministeriums, mit dem Satz „Ohne das amerikanische Erdöl und die amerikanischen Lastwagen, und den amerikanischen Kredit, hätten wir den Bürgerkrieg nicht gewonnen“ seinen Dank an das Land aus. Dennoch stand die Mehrheit der US-Bürger dem Franco-Regime kritisch gegenüber. Der Schriftsteller Ernest Hemingway zum Beispiel sah eine abscheuliche Verbindung zwischen Adolf Hitler und Franco. Obwohl die Republik offiziell nicht unterstützt wurde, kämpften viele amerikanische Freiwillige, wie das Lincoln-Bataillon, und Anarchisten für die Republikaner. Diese ließ Franco zu langjährigen Haftstrafen verurteilen, was zu ersten Irritationen mit den Vereinigten Staaten führte.
Die Neutralität Spaniens im Zweiten Weltkrieg wurde von der Regierung von US-Präsident Franklin D. Roosevelt anfangs begrüßt. Die spanischen Rohstofflieferungen (insbesondere Wolfram und Eisen) an die Achsenmächte im Austausch für Waffen bewogen aber die USA ab 1941 auch gegen Spanien militärisch vorzugehen. Der plötzliche Seitenwechsel des Franco-Regimes als Folge der Schlacht von Stalingrad 1943, und als die nationalsozialistischen Verbrechen an europäischen Juden in den NS-Konzentrationslagern im Land 1944 bekannt wurden, konnten eine US-Intervention zugunsten der im Exil lebenden zehntausenden linken Republikaner abwenden.
Nach dem Ende des Zweiten Weltkriegs gehörten die Vereinigten Staaten zu den Hauptakteuren der erzwungenen außenpolitischen Isolierung Spaniens. Es wurde dem franquistischen Staat verwehrt, am Marshallplan teilzunehmen oder sonstige wirtschaftliche Hilfe in Anspruch zu nehmen. Der Februarumsturz in der Tschechoslowakei 1948, die Errichtung der Volksrepublik Ungarn und die Niederlage Chiang Kai-sheks im Chinesischen Bürgerkrieg 1949 führten zu einem Umdenken in Washington. Franco entsandte, nachdem die US-Botschaft in Madrid wiedereröffnet wurde, symbolisch spanische Soldaten an die Front des Koreakriegs. 1955 wurde Spanien auf Initiative der USA und Frankreichs Mitglied bei den Vereinten Nationen und 1953 wurde mit dem Pakt von Madrid ein loses Militärbündnis und Handelsabkommen unterzeichnet. Franco behielt aber weiterhin eine gewisse Distanz zu den USA und der 1949 gegründeten NATO. Er lehnte einen Beitritt Spaniens ab. Der Diktator hatte den Spanisch-Amerikanischen Krieg nicht vergessen und zusätzlich wurde ihm eine persönliche Antipathie gegenüber den Vereinigten Staaten nachgesagt, die er für die jahrzehntelange Instabilität seines Landes verantwortlich machte.
1959 kam als erster Präsident der USA Dwight D. Eisenhower auf einen Staatsbesuch nach Madrid. Der Dichter James Wright schrieb über den Eisenhower-Besuch:

„Franco steht in einem leuchtenden Kreis aus Polizisten. Seine Arme sind offen und heißen willkommen. Er verspricht, dass alle dunklen Dinge gejagt werden.“

Von 1942 bis 1945 diente der amerikanische Historiker Carlton J. H. Hayes als US-amerikanischer Botschafter in Spanien. Er wurde im Zweiten Weltkrieg von amerikanischen Linken als zu übermäßig Franco-freundlich kritisiert, jedoch spielte er eine wichtige Rolle bei der Abwendung von Francos Kriegseintrittsplänen 1939/1940. Der Historiker Andrew N. Buchanan argumentiert, dass Hayes Spanien in das Bündnissystem Washingtons integrieren konnte. Auf Drängen von Harry S. Truman konnte das Joint Distribution Committee während des Krieges und in der Nachkriegszeit ein offenes Büro in Barcelona betreiben.
In den 1960er Jahren verschlechterten sich die Beziehungen Spaniens mit den USA kontinuierlich. Während der Präsidentschaft von John F. Kennedy (1960–1963) forderten die USA eine demokratische Öffnung Spaniens. Unter seinen Nachfolgern Lyndon B. Johnson und Richard Nixon verbesserte sich das Verhältnis wieder und es entstand eine intensive Zusammenarbeit zur Unterstützung der südamerikanischen Militärdiktaturen der frühen 1970er Jahre. Nixon sagte über Franco nach dessen Tod:

„General Franco war ein treuer Freund und Verbündeter der Vereinigten Staaten.“

Militärische Einrichtungen der Vereinigten Staaten in Spanien gab es während der Zeit Francos nur begrenzt. Die Installierung von Atomwaffen wurde bis in die frühen 1980er Jahre nicht geduldet.

## Tod

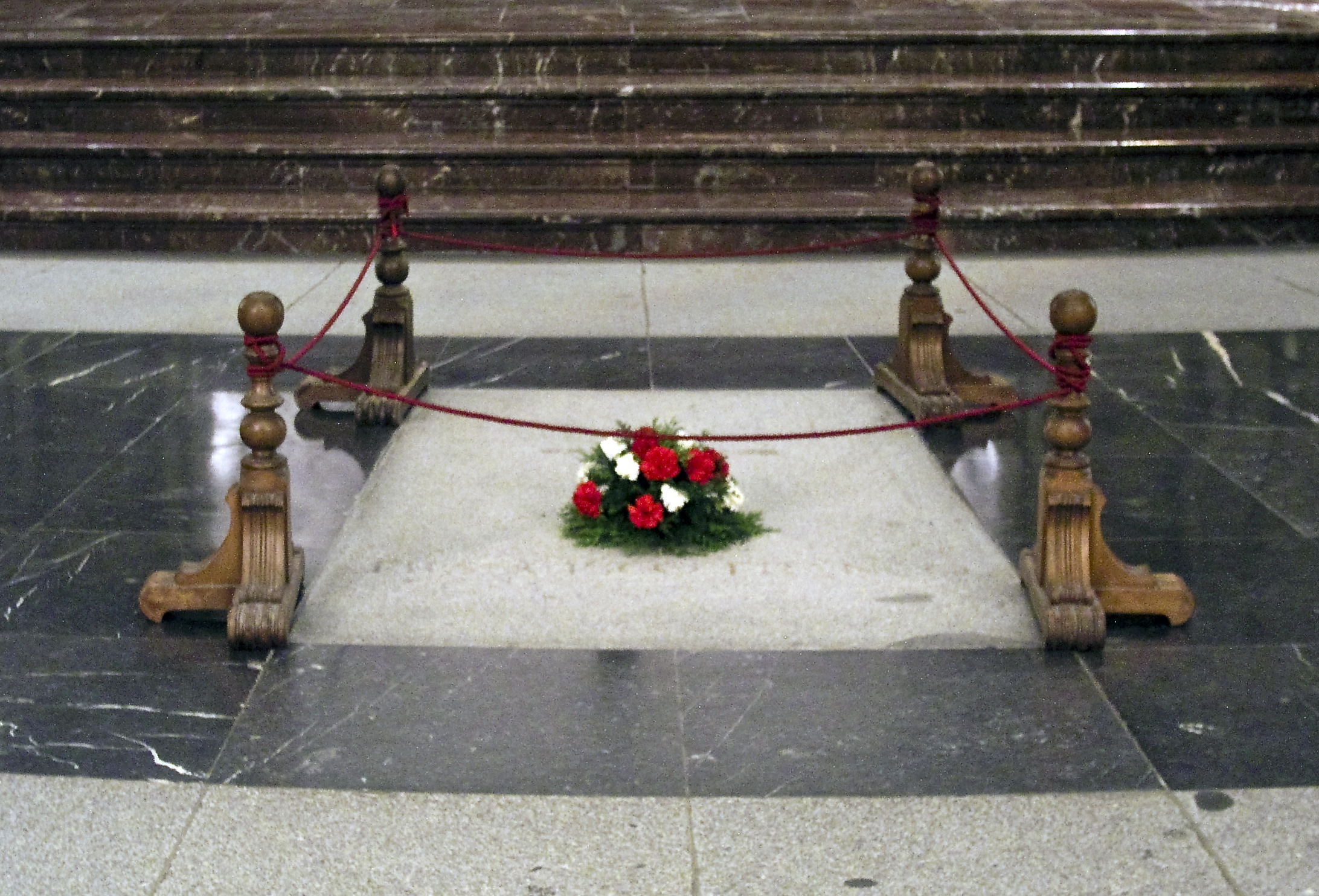
Früheres Grab Francos in der Basilika des Valle de los Caídos (2005)

Francos Tod war langsam und schmerzhaft, wobei sich sein Zustand durch zahlreiche Operationen noch verschlechterte. Am 15. Oktober 1975 erlitt er einen Herzinfarkt und nahm gegen den Rat seines Arztes Vicente Escudero Pozuelo am 17. Oktober an einer Regierungssitzung teil. Am 22. Oktober erlitt er seinen dritten Herzinfarkt, und es kamen insgesamt 24 weitere gesundheitliche Beschwerden dazu. Danach lag er wochenlang in Agonie; das Elektroenzephalogramm zeigte längst keine Gehirnaktivitäten mehr an. Seitdem unternahm seine Umwelt alle Versuche, sein Leben zu verlängern, und versuchte, ihn bis zum 26. November am Leben zu erhalten, damit er das Mandat von Alejandro Rodriguez Valcarcel als Präsident des Geheimen Rates und der Gerichte verlängern konnte.
Am 25. Oktober wurde Franco in einem provisorischen Operationssaal im Palast El Pardo operiert. Anfang November erlitt er eine große Blutung im Magen, die durch ein Magengeschwür verursacht wurde. Franco wurde danach ins Krankenhaus La Paz in Madrid eingeliefert, und der Magen wurde ihm entfernt.
Am 6. November 1975, während Franco auf der Intensivstation lag, nutzte der König von Marokko Hassan II. die politische Unsicherheit in Spanien und befahl im Grünen Marsch die Invasion der Kolonie Spanisch-Sahara. Ohne Spanien förmlich den Krieg zu erklären, überschritten etwa 25.000 Soldaten und mehr als 350.000 Zivilisten die Grenze der Kolonie. Ziel der Kampagne war die Einverleibung des Gebietes. Aufgrund der instabilen Situation um ihren Oberbefehlshaber weigerte sich die Armee, den Marokkanern militärischen Widerstand entgegenzusetzen. Mit dem Madrider Abkommen vom 14. November wurden Marokko und Mauretanien die Verwaltung, aber nicht die Souveränität der Westsahara übertragen. Dabei wurde die Vereinbarung ohne die Anerkennung der Vereinten Nationen und trotz Bedenken Algeriens geschlossen.
Am 15. November wurde Franco zum dritten und letzten Mal operiert. Der Arzt Manuel Hidalgo Huerta verkündete am 20. November um 4:20 Uhr den Tod des Diktators. Franco war zwei Wochen vor seinem 83. Geburtstag verstorben. Am selben Tag machte Ministerpräsident Carlos Arias Navarro um 10 Uhr mit tränenerstickter Stimme im Rundfunk mit seiner heute berühmten Meldung Españoles, Franco ha muerto („Spanier, Franco ist tot“) die Nachricht publik.
Während des Staatsbegräbnisses in der Kuppel der unterirdischen Basilika Santa Cruz del Valle de los Caídos in der Sierra de Guadarrama erwiesen im Zeitraum von 50 Stunden etwa 300.000 bis 500.000 Menschen Franco die letzte Ehre. An der Beerdigung nahmen fast alle Größen des Regimes und Fürst Rainier III. von Monaco, König Hussein von Jordanien, General Augusto Pinochet aus Chile, General Hugo Banzer Suárez aus Bolivien und US-Vizepräsident Nelson Rockefeller teil. Nach dem Tod wurden 30 Tage Staatstrauer ausgerufen.
Am 22. November wurde Juan Carlos I. zum König von Spanien proklamiert und damit zu Francos Nachfolger. Er war bereits vom 19. Juli bis zum 2. September 1974 das provisorische Staatsoberhaupt Spaniens gewesen, weil Franco gesundheitlich angeschlagen und in Spitalpflege war.
Mit Francos Tod war der Franquismus noch nicht am Ende. Die maßgeblichen Stellen des franquistischen Staats, der Nationalrat, der Königliche Rat und das Parlament, waren durch seine Anhänger besetzt. Entsprechend gering war der Spielraum von Juan Carlos I. Als der damals 37-Jährige den über vier Jahrzehnte verwaisten Thron bestieg, hatten die Spanier keine großen Erwartungen an ihn. Er wurde als „Ziehsohn Francos“ wahrgenommen. Ministerpräsident Carlos Arias Navarro, der Großteil der spanischen Streitkräfte und die Guardia Civil wollten die franquistische Diktatur fortführen.
Am 1. Juli 1976 wurde Arias Navarro von Juan Carlos I. im Zuge der Transition abgesetzt und durch Adolfo Suárez ersetzt. Im Zuge einer Strafrechtsreform im selben Jahr wurde die Bildung von Parteien wieder legalisiert und die Pressefreiheit wieder eingeführt. Am 15. Juni 1977 wählte Spanien zum ersten Mal seit 1936 in freien allgemeinen Wahlen ein Parlament. Am 31. Oktober 1978 wurde die Verfassung des Königreiches Spanien vom spanischen Abgeordnetenhaus und dem Senat verabschiedet und am 6. Dezember 1978 in einem Referendum vom spanischen Volk ratifiziert. Am 27. Dezember wurde sie von Juan Carlos I. unterzeichnet. Sie besiegelte das Ende der Diktatur Francos und machte Spanien zu einer Parlamentarischen Monarchie.
Zu einem letzten Aufleben kam es am 23. Februar 1981, als Angehörige der Armee unter General Milans del Bosch und der Guardia Civil unter Oberstleutnant Antonio Tejero einen Putschversuch unternahmen. Tejero stürmte dabei das Parlament, wo Leopoldo Calvo-Sotelo gerade zum Regierungschef gewählt werden sollte. Die Mitglieder des Parlaments wurden als Geiseln gehalten. Mit dem entschlossenen Auftreten des Königs als Oberbefehlshaber der Armee, der sich im Rahmen einer landesweit ausgestrahlten Fernsehansprache eindeutig für die Demokratie aussprach und das Militär auf seine Seite zog, konnte der Staatsstreich noch in der folgenden Nacht vereitelt werden.

## Nachleben
Obwohl nach dem Tod Francos der friedliche Übergang zur Demokratie gelang, unterblieb fast 30 Jahre lang eine grundlegende Aufarbeitung der Franco-Ära.
So wurde erst in der Nacht zum 17. März 2005 die sieben Meter hohe Franco-Statue auf der Plaza de San Juan de la Cruz in Madrid entfernt. Im Verlauf der Nacht und des Tages musste die Polizei gegen einige erregte Gegner der Aktion einschreiten. Vertreter des oppositionellen Partido Popular des Ex-Ministerpräsidenten José María Aznar kritisierten diese Politik. Mit der Eliminierung „historischer Symbole auf den Straßen“ würden nur „Wunden geöffnet“.

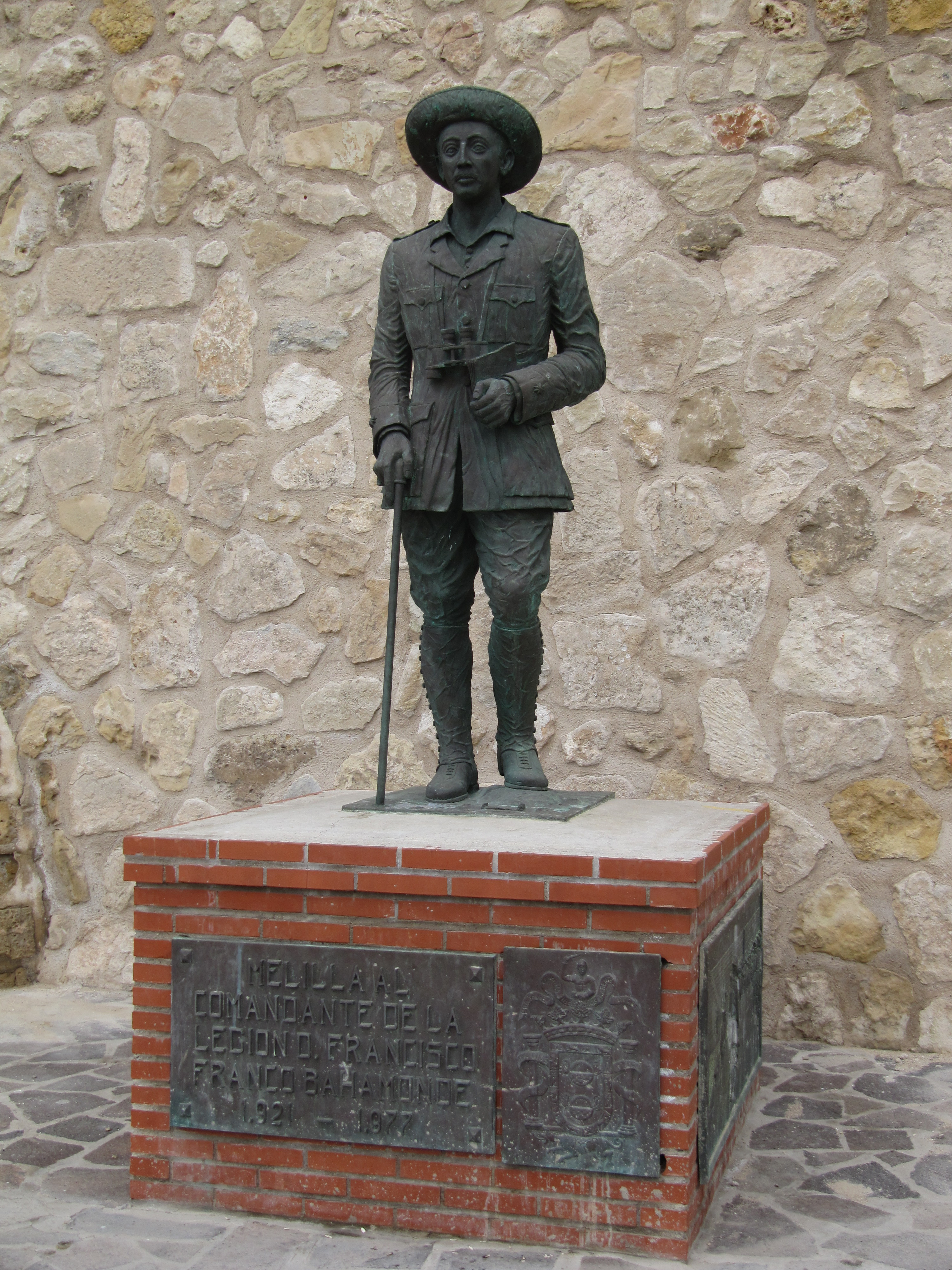
Letztes verbliebenes Standbild Francos in Melilla

Am 9. Februar 2005 hatte das Unterhaus des spanischen Parlaments, der Congreso, die Demontage des noch verbliebenen Reiterstandbilds Francos in der Militärakademie von Saragossa beschlossen. Partido Popular und Coalición Canaria hatten sich hierbei der Stimme enthalten. Inzwischen sind die meisten Franco-Symbole aus den Stadtbildern Spaniens verschwunden, einige nach Franco benannte Straßen sind umbenannt worden. Das letzte Franco-Reiterstandbild auf europäischem Boden wurde im Dezember 2008 vom Rathausplatz von Santander (Kantabrien) entfernt. Nach der 2021 erfolgten Entfernung der Franco-Skulptur in der Exklave Melilla auf afrikanischem Boden ist nur noch eine Statue – mit einem Heiligenschein – vor der Kathedrale der von der römisch-katholischen Kirche durch ein Schisma getrennten palmarianisch-katholischen Kirche, die ihn heiliggesprochen hat, in Palmar de Troya geblieben.
Die Regierung Zapatero kündigte im März 2005 an, Franco-Opfer zu rehabilitieren, Menschenrechtsverbrechen aufzuklären und Symbole des Franquismus aus der Öffentlichkeit zu verbannen. Ein entsprechender Gesetzentwurf wurde von einer Arbeitsgruppe des spanischen Parlaments am 10. Oktober 2007 beschlossen. Am 29. Juni 2009 erkannte Madrid Franco sämtliche Ehrentitel ab. Dies hatten bereits 14 Städte (u. a. Francos Geburtsstadt Ferrol) zuvor getan.
2017 beschloss die Stadtverwaltung von Madrid, die 52 Namen von Straßen und Plätzen mit Bezug zu Franco umzubenennen. Namen wie Caudillo („Führer“) oder solche, die an Gefallene seiner Truppen oder Repräsentanten seiner Diktatur erinnern, sollen gegen Namen von Schriftstellern, Philosophen und Dirigenten ausgetauscht werden.
Die Fundación Nacional Francisco Franco („Nationalstiftung Francisco Franco“) hat zum Ziel, das Ansehen Francos zu bewahren. Sie besitzt umfangreiche Archivmaterialien aus Francos Amtssitz El Pardo, die nach dem Tod des Diktators nicht an öffentliche Archive übergeben wurden, sondern in den Besitz der privaten Stiftung übergingen. Unliebsamen Historikern wird seither immer wieder der Zugang verweigert. Die Fundación Francisco Franco wurde von der rechtskonservativen Regierung Aznar jahrelang über das Kulturministerium mit beachtlichen Summen gefördert (allein 2001 in der Höhe von 150.000 Euro; das war die zweitgrößte Subvention im Budget des Ministeriums).
Über Jahre hinweg war die Umbettung der Gebeine Francos Gegenstand von politischen Diskussionen. Ein entsprechendes Gesetz wurde am 13. September 2018 vom Parlament angenommen. Im September 2019 gab das oberste spanische Gericht einstimmig seine Zustimmung zur Umbettung der sterblichen Überreste auf den Friedhof El Pardo-Mingorrubio in einem Madrider Vorort. Die durch Familienangehörige von Franco angestrengte Klage gegen die Umbettung wurde abgewiesen. Bei der Umbettung, die am 24. Oktober 2019 stattfand, wurde der Familie Francos nicht gestattet, den Sarg mit der Nationalflagge aus der Zeit der Diktatur zu drapieren, die bei der Beisetzung 1975 verwendet worden war. Stattdessen verwendete die Familie eine Flagge mit dem Familienwappen.
Am 15. September 2023 sagte erstmals ein Folteropfer der Diktatur in Madrid vor Gericht aus. Zeuge Julio Pacheco Yepes hoffe, dass nun die „Straflosigkeit“ ende und „Gerechtigkeit“ geschaffen werde. Wegen der „möglichen Existenz“ von „Verbrechen gegen die Menschlichkeit und Folter“ war seine Klage im Mai zugelassen worden.

## Privates
Es gibt nur wenig Bekanntes aus Francisco Francos Privatleben, was dazu auch offiziell war und öffentlich gemacht wurde.
Franco war mit Carmen Polo y Martínez-Valdés verheiratet und hatte eine Tochter namens Maria del Carmen Franco Polo. Seine Enkeltochter ist María del Carmen Martínez-Bordiú y Franco, ab 1972 mit Alfons Jaime de Borbón verheiratet. Sie und ihre Familie sind dadurch mit dem spanischen Königshaus Bourbon-Anjou unter Felipe VI. verwandt. Die Familie Franco residierte ab 1940 offiziell im Palacio Real in Madrid und inoffiziell im El-Pardo-Palast. Während des Sommers residierte die Familie im Schloss Pazo de Meirás in der galicischen Provinz A Coruña.
Franco galt schon während seiner Kindheit als hart und furchtlos. Nach Angaben seiner Schwester drückte er einmal eine glühende Nadel gegen sein eigenes Handgelenk, ohne ein Zeichen von Schmerz zu zeigen. Der Umstand ist wohl auf die Erziehung durch seinen Vater zurückzuführen, der äußerst streng war und Wert darauf legte, dass sein Sohn Franco ein erfolgreicher Soldat wird.

## Herrschaftszeichen

### Titel
Franco führte ab Oktober 1936 die Titel Generalísimo (Generalissimus) und Jefe del Estado (Staatsoberhaupt). Später nahm er dann den offiziellen Titel Su Excelencia el Jefe de Estado („Seine Exzellenz, das Staatsoberhaupt [von Spanien]“) an. In offiziellen Dokumenten und Schreiben fand sich auch oft der Titel Caudillo de España („Spaniens Führer“) und manchmal auch El Caudillo de la Ultima Cruzada y de la Hispanidad („Der Anführer des letzten Kreuzzuges und des hispanischen Erbes“) und El Caudillo de la Guerra de Liberación contra el Comunismo y sus Cómplices („Der Führer des Befreiungskrieges gegen den Kommunismus und seine Komplizen“).

### Emblem, Standarte, Monogramm
Franco verwendete als Staatsoberhaupt als Emblem das lateinische Wort Victor („Sieger“) als Symbol aus der Zeit des Römischen Reiches (später wurde fälschlicherweise behauptet, dass es von Corintio Haza entworfen worden sei). Er griff das Symbol bei der Siegesparade vom 18. Juli 1939 auf, anschließend wurde es während der gesamten Zeit seiner Herrschaft verwendet.
Auch das Christusmonogramm wurde zu einem Symbol der franquistischen Zeit. Nach dem Edikt von Mailand von Kaiser Konstantin im Jahre 313 nach Christus erschien das Monogramm auf Münzen, Fahnen und schließlich auf Schilden der Legionäre.
Die Standarte Francos und die persönliche Flagge wurden 1940 eingeführt und bis zu seinem Tode verwendet. Die Banda de Castilla, die ein persönliches Abzeichen der kastilischen Monarchen war und später vom Haus Habsburg verwendet wurde, wurde als Grundlage für die Schaffung der Standarte benutzt und um die Säulen des Herakles erweitert. Die Standarte wurde an offiziellen Anlässen, Kasernen und auf Schiffen der spanischen Marine gesetzt. Das Wappen Francos bestand aus dem auf den Ferdinandsorden aufgelegten Wappenbild.

Persönliche Standarte
Persönliches Wappen
Victor-Symbol

## Auszeichnungen und Ehrungen

### Spanische Auszeichnungen
- Großkreuz des Orden del Mérito Militar, erhalten von König Alfonso XIII. am 12. Oktober 1913
- Orden militar de María Cristina, erhalten von König Alfonso XIII. 1916
- Ferdinandsorden
- Großkreuz des Ordens Alfons X. des Weisen
- Medalla de Oro de la provincia de Segovia der Provinz Segovia, erhalten 1939
- Großkreuz des Luftwaffen-Verdienstkreuzes
- Real y Militar Orden de María Cristina

### Ausländische Auszeichnungen
- Großkreuz des Verdienstordens vom Deutschen Adler vom Deutschen Reich, erhalten am 18. Juli 1940
- Großkreuz des Turm- und Schwertordens von der Portugiesischen Republik, erhalten am 30. Juni 1939
- Band der Drei Orden von der Portugiesischen Republik, erhalten am 14. Februar 1962
- Annunziaten-Orden vom Königreich Italien, verliehen vom König von Italien Viktor Emanuel III. 1940
- Großkreuz des Ritterordens der hl. Mauritius und Lazarus vom Königreich Italien, verliehen vom König von Italien Viktor Emanuel III. 1940
- Christusorden, verliehen von Papst Pius XII. 1953
- Großkreuz des Ordens der Krone von Italien vom Königreich Italien, verliehen vom König von Italien Viktor Emanuel III. 1940
- Ritter des Souveränen Malteserordens (3. Stand)
- Lehiyong Pandangal ng Pilipinas der Republik der Philippinen, verliehen von Präsident Elpidio Quirino am 7. Oktober 1951[439]
- Großkreuz des Ordens des Befreiers San Martin der Republik Argentinien, verliehen von Juan Perón
- Großkreuz des Erlöser-Ordens vom Königreich Griechenland
- Großoffizier der Ehrenlegion der Französischen Republik
- Großkreuz des Portugiesischen Christusordens, erhalten 1962
- Großkreuz des Ordens des heiligen Jakob vom Schwert von der Portugiesischen Republik
- Großkreuz des Ritterordens von Avis von der Portugiesischen Republik
- Flugzeugführer- und Beobachterabzeichen der Luftwaffe, verliehen von Hermann Göring 1937

## Dokumentationen
- 2017: Die Wahrheit über Franco. ZDF, November 2017, vierteilige Dokumentation (insgesamt 177 Min.)
- 2017: Attentate auf Franco . ZDF, März 2017 (44 Min.)
- 2018: Francisco Franco (= Folge 5 der Serie The Dictator’s Playbook). 54-minütige Filmdokumentation von Mark Stevenson (Australien 2018).
- 2018: Franco on Trial. The Spanish Nuremberg? Dokumentation. Regie: Lucía Palacios, Dietmar Post

Grand Prix Documentaire, Nador Cinema Festival 2019